# Картер, Говард
Го́вард Ка́ртер (также Ха́уард Ка́ртер или Хоуард Картер; англ. Howard Carter; 9 мая 1874 года, Бромптон, Кенсингтон и Челси, Лондон — 2 марта 1939 года, Лондон, Великобритания) — английский археолог и египтолог, совершивший в 1922 году в Долине Царей близ Луксора открытие гробницы Тутанхамона (KV62), признанное одним из решающих и наиболее известных событий в египтологии.
Младший, одиннадцатый, ребёнок в семье художника-анималиста, Говард Картер не получил систематического образования. В 1891 году впервые отправился в Египет как археологический рисовальщик экспедиции Фонда исследований Египта, в январе — мае 1892 года работая на раскопках Флиндерса Питри в Амарне. Далее сотрудничал с Эдуардом Навиллем как археолог и рисовальщик в Дейр-эль-Бахри, приобретая квалификацию и авторитет на практике. В 1899 году назначен инспектором Службы древностей в Верхнем Египте, в 1904 году переведён в Нижний Египет и в следующем году подал в отставку. С 1909 года сотрудничал с лордом Карнарвоном на раскопках в Долине Царей. После открытия гробницы Тутанхамона Картер более десяти лет потратил на полное описание и осмысление находок и написание трёхтомного отчёта (первый том — 1923, второй — 1927, третий — 1933 год). В 1924 году Г. Картер совершил успешную двухмесячную поездку в США с циклом публичных лекций, был удостоен почётной докторской степени Йельского университета. В 1930 году прочитал цикл лекций в Швеции и осенью того же года сопровождал наследного принца Густава Адольфа в путешествии по Египту. После окончания работ в Долине Царей полностью отошёл от археологических исследований.
Несмотря на вспышку египтомании, порождённой открытием Картера, археолог скончался в относительной безвестности, он никогда не был удостоен государственных и академических наград Великобритании. Лишь к 70-летию открытия гробницы Тутанхамона в 1992—1993 годах Британский музей провёл энциклопедическую выставку, было издано несколько биографий Говарда Картера.

## Ранняя биография (1874—1892)

### Происхождение

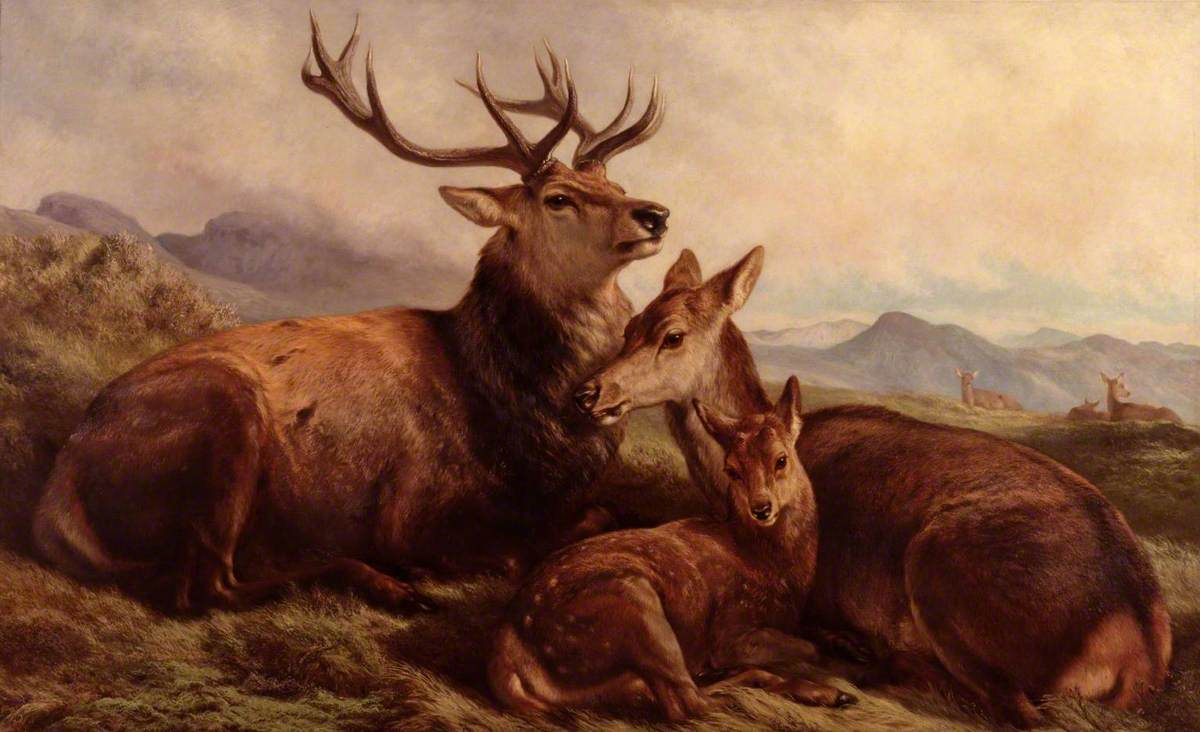
Благородные олени на картине Сэмюэла Джона Картера. 1876, холст, масло, 240,7 × 148,5 см. Британская галерея Тейт

Говард Картер путался с определением своего возраста: когда его биография была помещена в справочник «Who’s Who», он сообщил, что родился в 1873 году, и лишь племянница Филлис Уокер обнаружила свидетельство о рождении, где была указана дата — 9 мая 1874 года. Из этого же документа следует, что он появился на свет в Кенсингтоне, в районе Бромптон, в доме № 10 по Рич-Террас, ныне не существующем. Дом принадлежал матери будущего археолога. Родители Картера — Сэмюэл Джон Картер и Марта Джойс, урождённая Сэндс, — были уроженцами Суоффема на юго-западе Норфолка. Его семейство обитало в городке с конца XVIII века и в сословном отношении было йоменским. Дед археолога — Сэмюэл Айзек Картер — начинал как батрак, а затем стал егерем суоффемского помещика Роберта Хэмонда. Сэмюэл Картер, родившийся в 1835 году, рано продемонстрировал художественный дар; поскольку в Суоффеме была рисовальная школа, он смог развиваться как живописец. Сэмюэл стал довольно известным анималистом и в 1867—1889 годах был ведущим иллюстратором животных и птиц в редакции «Illustrated London News», а также до 1890 года регулярно участвовал в выставках Королевской академии живописи.
У Сэмюэла и Марты Картеров было 11 детей — десять сыновей и дочь, из которых трое умерли в раннем возрасте, а трое (Уильям, Верне и дочь Эми) реализовались как художники. Говард был самым младшим. Поскольку он не отличался крепким здоровьем, его отправили младенцем в Суоффем на попечение тёток Фанни и Кейт. О ранних годах Говарда Картера сохранилось очень мало документальных свидетельств, по-видимому, он не был особенно привязан к родителям, и всё детство и юность провёл в Норфолке. О его первоначальном образовании также ничего не известно: в школьных списках Суоффема Говард не числился, а в биографии «Who’s Who» Картер утверждал, что вообще не посещал учебных заведений по состоянию здоровья и учился частным образом. Будучи взрослым, он допускал множество орфографических ошибок и не использовал пунктуацию; зато проявлял характерный для его семейства талант рисовальщика.

### Определение призвания. Первая поездка в Египет (1891—1892)

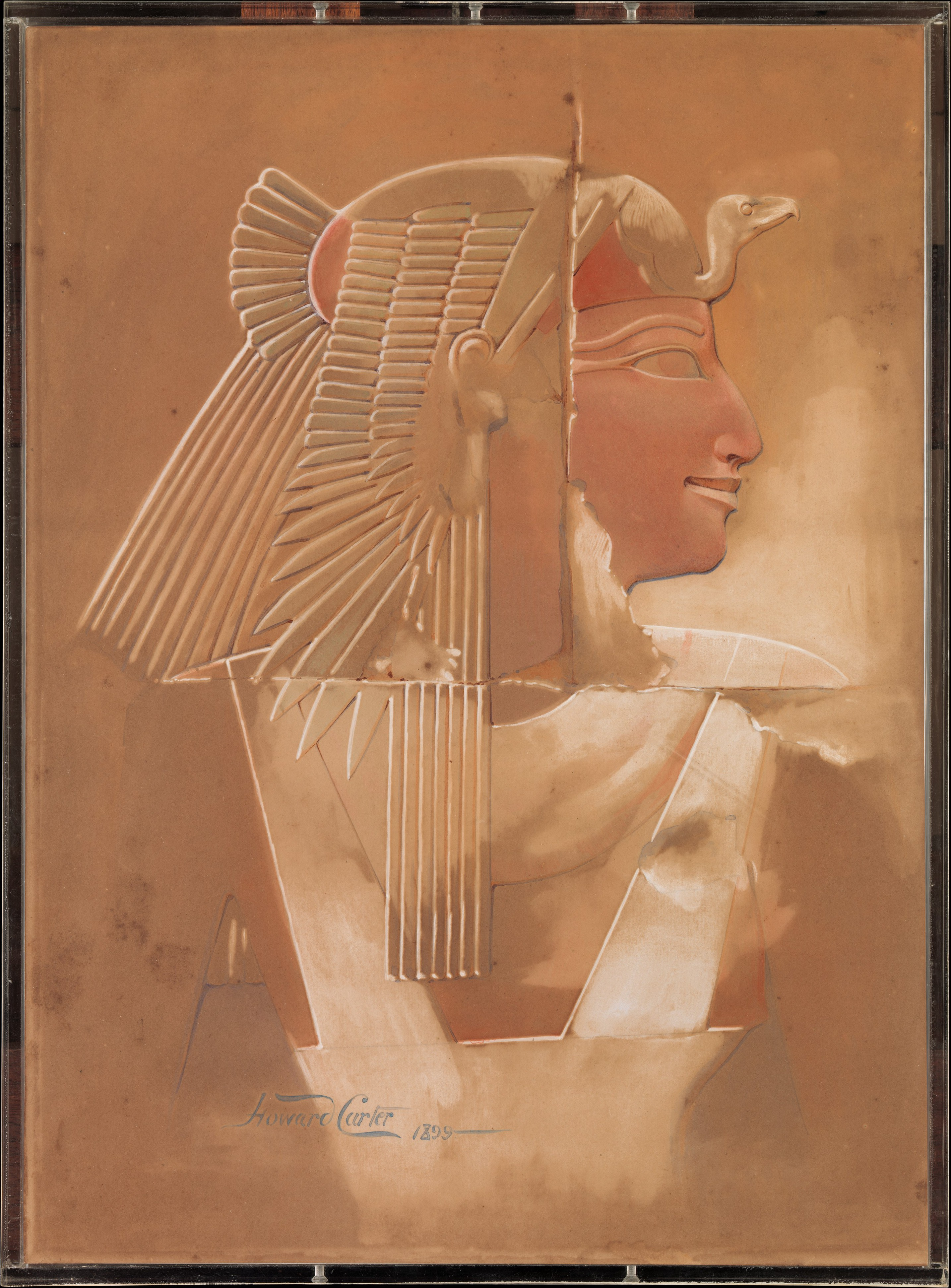
Царица Ахмос, мать Хатшепсут. Археологическая прорисовка Говарда Картера с рельефа Храма Хатшепсут. Бумага, темпера, 42,5 × 31 см. Метрополитен-музей

Биограф Томас Гарнет Джеймс предположил, что раннему выбору египтологии Говард был обязан соседу по Суоффему — Фрэнсису Аллену, владельцу усадьбы Кокли Клэй Холл. Он не упоминался ни в одном из писем или дневников Картера, хотя по другим свидетельствам они были хорошо знакомы. Значительную часть жизни Аллен провёл в Александрии и обосновался на покое в Норфолке. Египетской археологией увлекался и другой сосед и заказчик живописи Сэмюэла Картера — Уильям Амхерст, впоследствии удостоенный титула барона. Ему принадлежала богатая коллекция предметов египетского искусства, купленная у известных специалистов; раскопками занимались его жена и дочь. Юношеские альбомы Картера полны зарисовок предметов из коллекции Амхерста. В письме барона от 29 мая 1891 года упоминается, что он хотел нанять Говарда для прорисовок находок экспедиции Ньюберри из Бени-Хасана за 100 фунтов стерлингов в год. 16 октябре 1891 года Картер был принят на испытательный срок Фондом исследований Египта в качестве ассистента Ньюберри за 50 фунтов стерлингов. По позднейшим свидетельствам, 17-летний Говард к тому времени уже два года зарабатывал на жизнь рисунками домашних животных и, вероятно, считал, что экспедиция в экзотическую страну является большим шансом в жизни. Осенью он нарабатывал практический опыт археологического рисовальщика в Британском музее, в основном копируя записи и коллекции шотландского путешественника Роберта Хэя. В этом собрании были и кальки из Бени-Хасана, где предстояло работать.

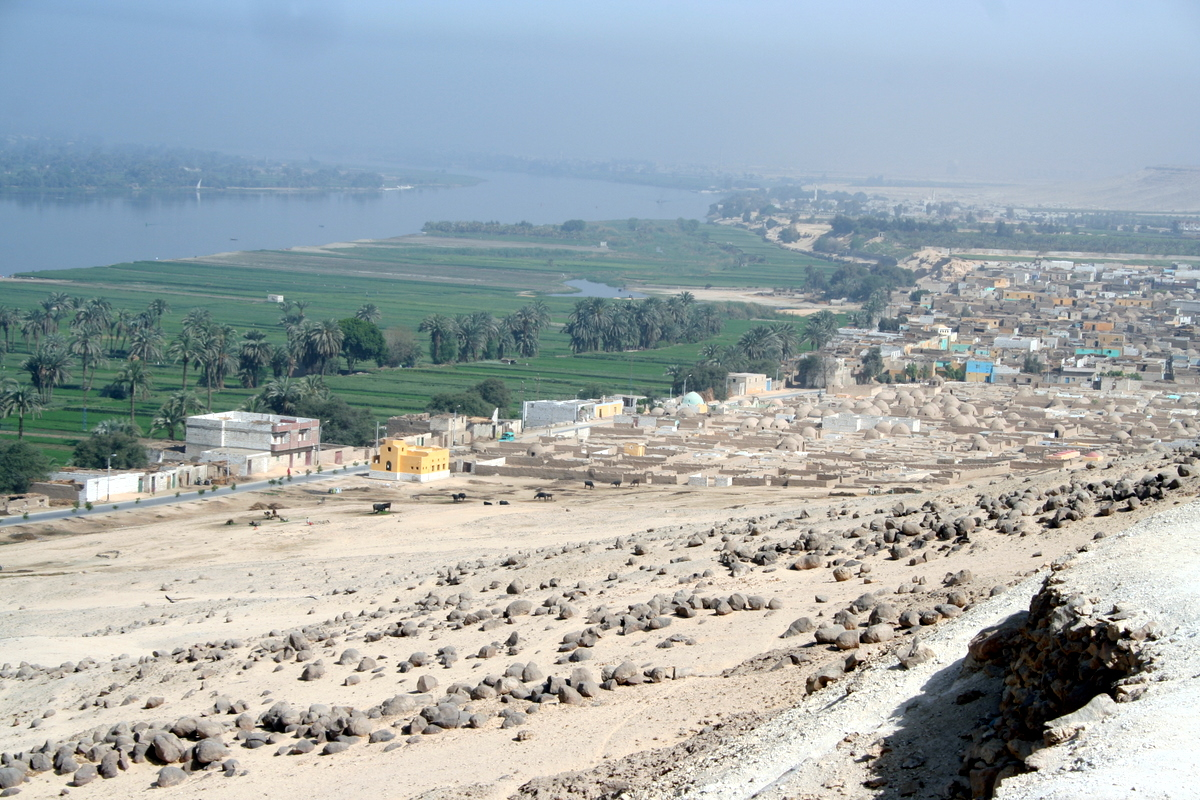
Вид Нильской долины из Бени-Хасана

Через Бриндизи и Александрию в начале ноября 1891 года Картер прибыл в Бени-Хасан. В поздней автобиографии он утверждал, что успел попасть в недавно открытый Каирский музей и даже был представлен Флиндерсу Питри. До завершения сезона Ньюберри планировал окончить копирование изображений и надписей в Бени-Хасане и перейти на юг в Эль-Бершу, где располагались гробницы провинциальной знати. Кроме Картера, в его команду входили Джордж Фрейзер и М. Блэкден, работавшие с Ньюберри в предыдущем сезоне. Как было принято в те времена, археологи поселились в вырубленном в известняковой скале заупокойном храме с видом на Нил, связанном с изучаемыми гробницами террасой. Гробницы Среднего царства были во многих отношениях уникальны: входы в них были оформлены портиками, а на стенах располагались многочисленные хорошо сохранившиеся изображения повседневной жизни древних египтян. Однако работать было тяжело: фрески на гипсовой штукатурке были покрыты многотысячелетней пылью, хватало насекомых, осиных гнёзд и прочего. После очистки поверхности исследователи развешивали листы кальки, обводя контуры фигур мягким карандашом, используя ту же технику для рельефных изображений. Переносом калек на бумагу и их раскрашиванием занимались между сезонами нанятые в Лондоне художники, которые никогда не видели оригинала. В чёрно-белом воспроизведении фигуры людей и животных попросту заливались чёрной краской. Ньюберри, сам не имея художественного дара, впервые добился очень точной передачи сюжетов оригинальных росписей и в особенности иероглифических надписей. Руководитель был очень доволен качеством работы своего ассистента Картера, о чём сообщал 18 ноября 1891 года. Работы велись с семи утра и до заката солнца; Ньюберри эмоционально утверждал, что с Картером они бы успели скопировать все египетские росписи примерно за пять лет.
26 ноября Ньюберри и Картер пешком отправились в Шейх-Абаду, чтобы оценить, не найдётся ли по пути достойных исследования объектов. На месте пришлось долго ожидать лодки до Эль-Берши. Археологи воспользовались гостеприимством сэра Фрэнсиса Гренфелла и заночевали в армейской палатке, а не в гробнице, причём Картер утверждал, что в древних руинах прохладнее. В Эль-Берше качество фресок и рельефов, по крайней мере, в одной из гробниц, превосходило искусство мастеров Бени-Хасана, но сохранность была много хуже: произошёл оползень. Гробница Джхутихотепа была сильно повреждена первыми европейскими исследователями, но именно здесь были сцены перевозки гигантской статуи на салазках, которые Картер должен был скопировать. Вероятно, именно он после возвращения в Лондон следил за подготовкой репродукций для печати.

Бени-Хасан
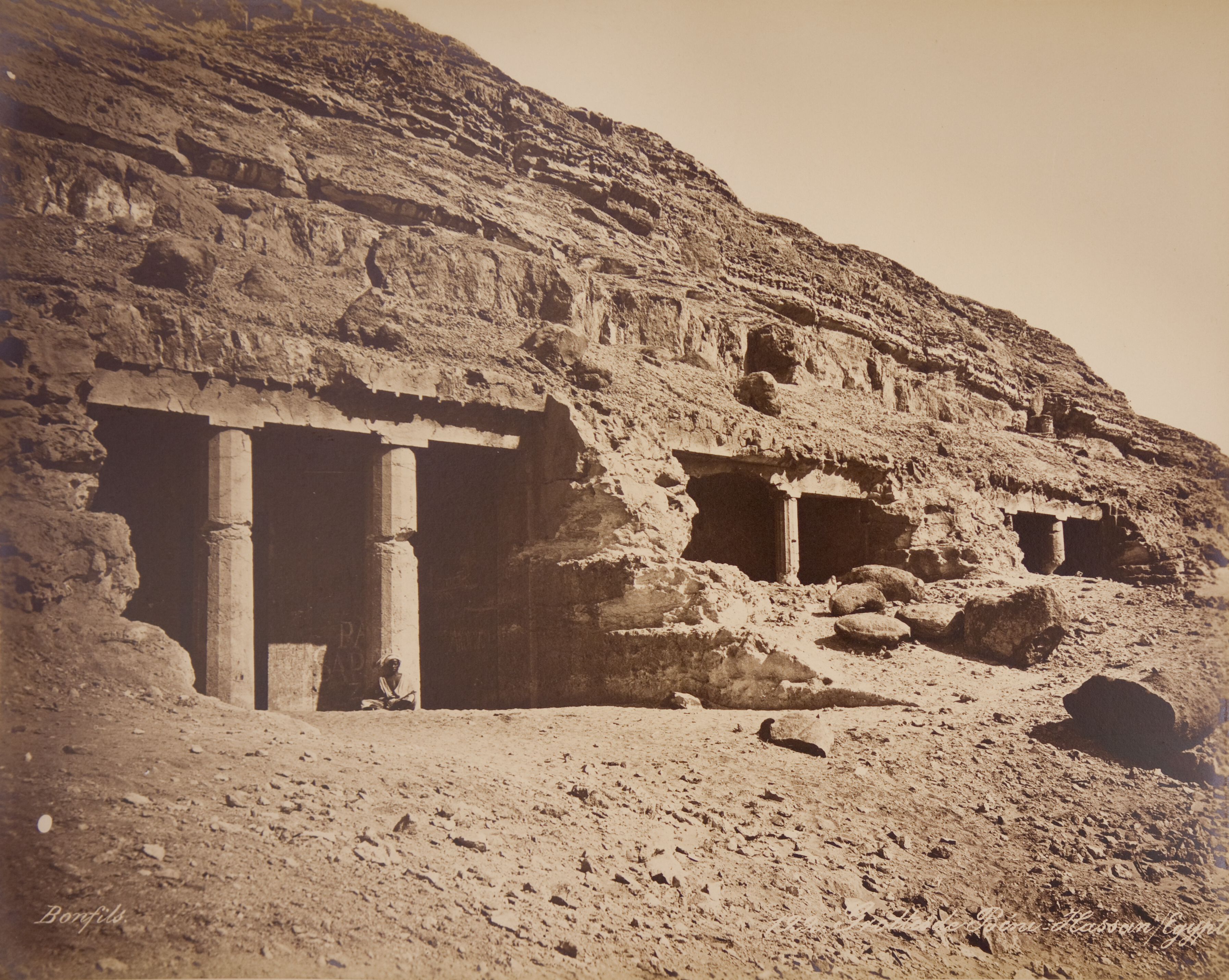
Портики гробниц Бени-Хасана Фото Феликса Бонфиса
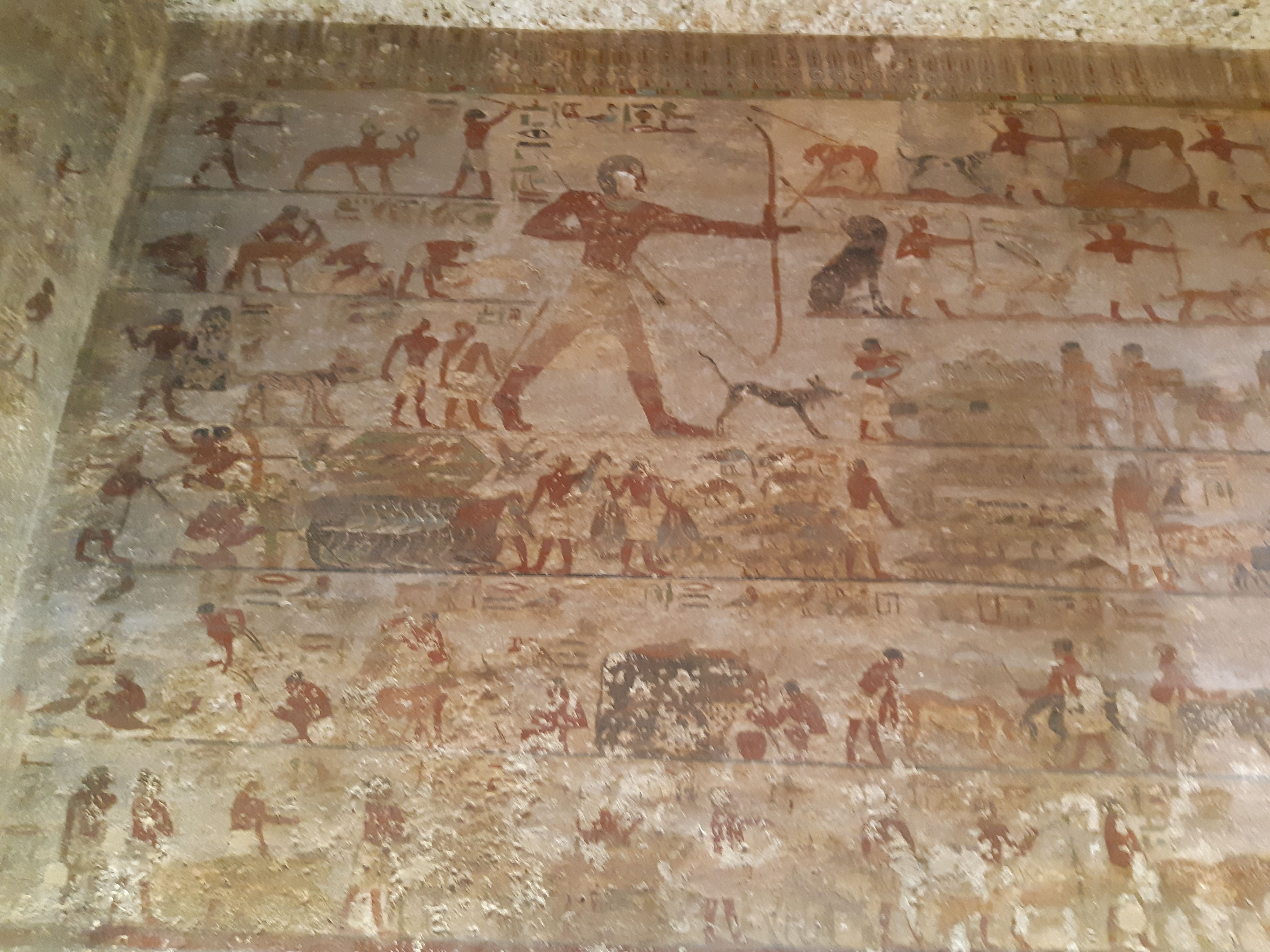
Росписи гробницы Хнумхотепа
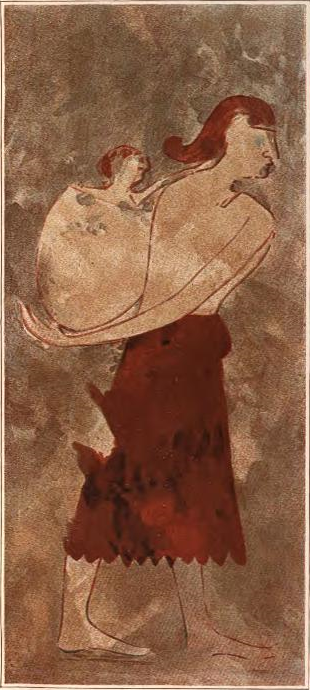
Ливийская женщина с ребёнком. Прорисовка П. Ньюберри
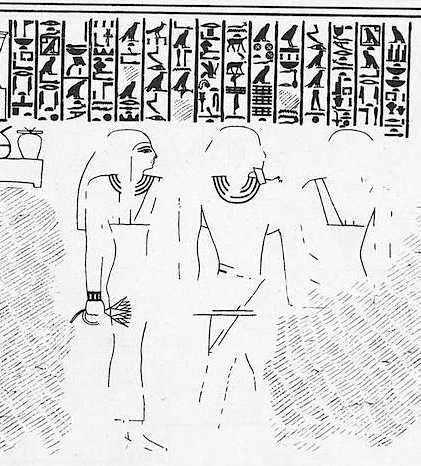
Чёрно-белые репродукции Ньюберри из гробницы Недженахта

Во время экспедиции Картер впервые столкнулся с проблемой психологической несовместимости, которая являлась и является обычным делом в археологических экспедициях. В условиях тяжёлой работы в жарком климате и относительной социальной изоляции даже мелкие индивидуальные особенности могут стать серьёзными раздражителями. В записной книжке Картера содержится полусерьёзная апология «антипалаточного лобби». В условиях Египта палатка была крайне неудобным жилищем, как из-за огромной амплитуды дневных и ночных температур, тесноты, так и из-за постоянно хлопающего от ветра брезентового тента. Тяжёлый и неуживчивый характер рано проявился у Говарда Картера, несмотря на его молодость. Группа раскололась: начальник и Картер противостояли Фрейзеру и Блэкдену. Возможно, Фрейзер не хотел мириться с отведённой ему ролью геодезиста. В ноябре отношения стали настолько скверными, что Перси Ньюберри подал в Египетский фонд прошение об отставке. Вместе с Картером они несколько раз встречались с Флиндерсом Питри на только что начатых раскопках Ахетатона, и Перси загорелся идеей отыскать гробницу Эхнатона. Картер и Ньюберри даже обнаружили несколько стел, обозначающих границы столичного города. В Эль-Бершу они вернулись только 21 декабря 1891 года. Почти сразу к Ньюберри обратились бедуины, которые предложили им купить сведения о древних стелах и целой гробнице где-то в пустыне; Перси вообразил, что это и есть гробница Эхнатона. 22 декабря Ньюберри с Картером двинулись к руслу вади и после больших трудностей обнаружили только алебастровую каменоломню. Некоторым утешением были граффити, свидетельствующие о её принадлежности Древнему царству, то есть на тот момент она оказалась древнейшей из обнаруженных. Рождество решили праздновать в Эль-Минье, куда Ньюберри с Картером были приглашены инспектором водопользования майором Брауном и Флиндерсом Питри. 27—29 декабря Блэкден и Фрейзер, не спрашивая позволения, заново обследовали каменоломню и обнаружили иератические надписи Среднего царства, из которых следовало, что именно это и было местом изготовления гигантской статуи Джхутихотепа. Далее произошёл серьёзный скандал из-за существенного нарушения научной этики и субординации.

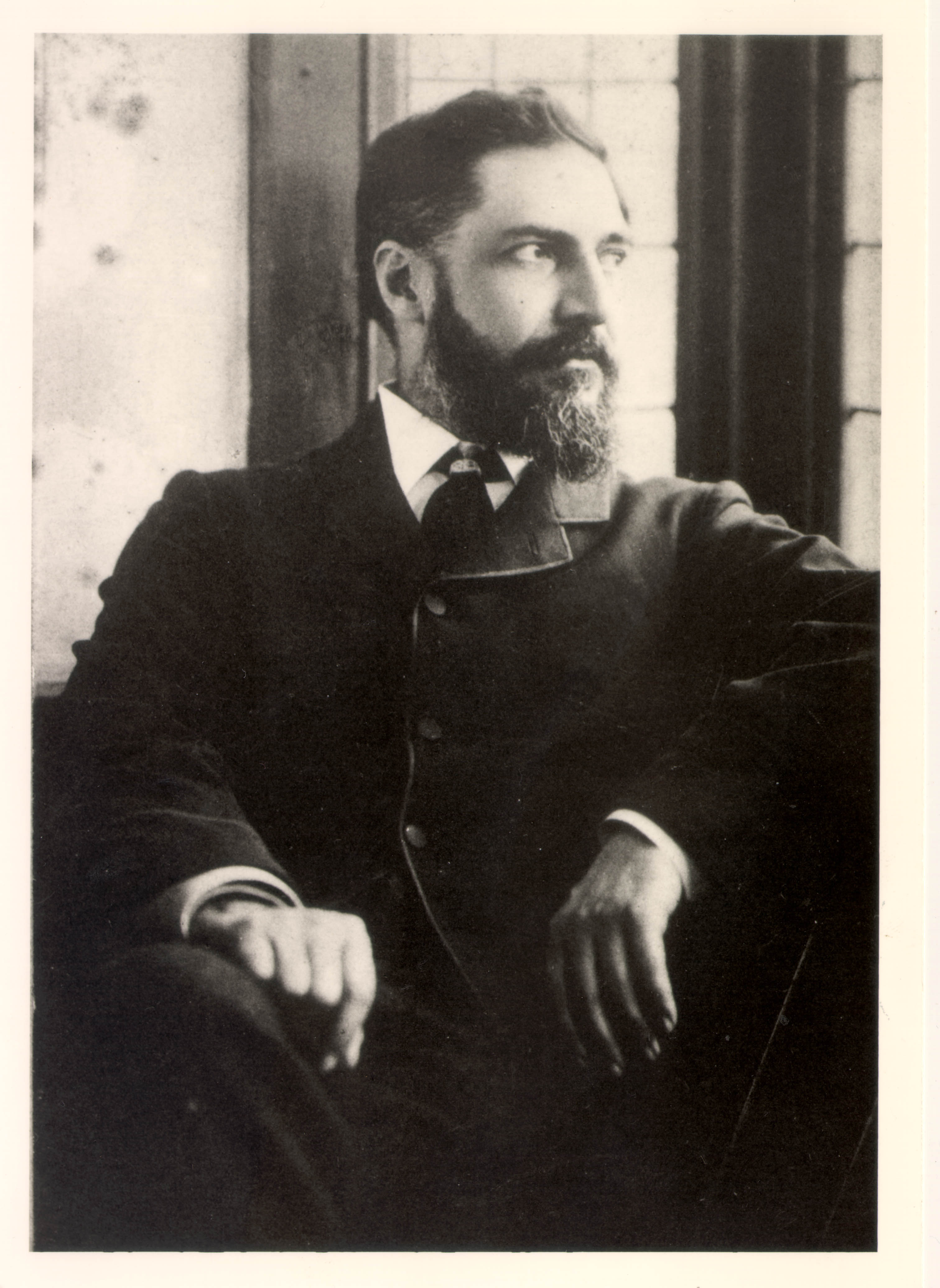
Флиндерс Питри

После развала группы Ньюберри Картер неожиданно для себя получил предложение присоединиться к Питри и стать археологом, а не рисовальщиком. Питри в тот момент работал в Амарне в одиночестве. Уильям Амхерст также был заинтересован, чтобы его сосед работал в Египте, так как рассчитывал через него пополнить свою коллекцию древностей. По соглашению с Питри, со 2 января 1892 года Картер остался в Амарне как агент барона Тиссен-Амхерста, за что Флиндерсу Питри было перечислено 200 фунтов стерлингов; в дневнике археолога написано, что Говард — отличный рисовальщик и интересуется естественной историей, но как археолог пока бесполезен. Впрочем, уже к 12 января ему выделили участок для скорейшего обретения навыков на практике, он квартировал в отдельном саманном доме и был вынужден самостоятельно заниматься хозяйством. Питри настаивал, чтобы археологи не выбрасывали консервных банок, поскольку они были очень удобны для хранения и сортировки мелких находок. В письме Ньюберри от 8 февраля Картер утверждал, что вполне сработался с Питри и в этот день обследовал окрестные холмы от восьми часов утра и до восьми вечера. Картер быстро оценил преимущества осла как местного транспорта, так как от раскопок лагерь археологов отделяли три мили. Однако для разведки археологических объектов пешие экскурсии приносили больше пользы. На раскопках вскоре оказался и профессор Арчибальд Сейс, который согласился проконсультировать Питри по найденным египетским текстам. В его дневнике Картер не упоминался, но отчёт в «Daily Graphic» был иллюстрирован топографическими схемами и рисунком, выполненными Говардом. Неизвестно, насколько Питри занимался развитием своего 17-летнего ассистента, но его опытные копатели — всего 22 человека — обнаружили на выделенном участке фрагменты эгейской керамики (важной для сравнительной датировки находок) и мастерскую скульптора, который отливал из гипса человеческие маски. Потом было найдено золотое кольцо — по выражению биографа Т. Джеймса: «как будто бы все сговорились возбудить у Картера интерес к археологии».
Раскопочный сезон завершился 7 апреля 1892 года, далее предстояло рассортировать и описать находки, на что потребовалось шесть недель; Картера поставили сколачивать упаковочные ящики. Он принимал активное участие в светской жизни, так как раскопки постоянно посещали высокопоставленные аристократы, такие как маркиз Уотерфорд, путешествовавший со свитой. Его врач Бриджмен обнаружил у Картера депрессию и физическое истощение и поставил на ноги мясным экстрактом, тоником и шампанским из запасов своего патрона. В мае 1892 года из Лондона пришла телеграмма, извещавшая о кончине 57-летнего Сэмюэла Картера от инсульта. Об эмоциональной реакции Говарда на кончину отца ничего не известно; впрочем, в последующие годы при сильных потрясениях младший Картер всегда замыкался в себе и был не способен поделиться ни печалью, ни гневом. Питри, у которого в марте скончалась мать, выразил искренние соболезнования. 20 мая по воде была отправлена первая часть находок, упакованных в 125 ящиков, следующая партия (36 ящиков) ушла 28 мая по железной дороге. Картер проявил инициативу: поскольку начальник станции разрешил провезти только 35 ящиков, Говард раздобыл доски и обручи и прочно прикрепил лишний ящик к предыдущему. 29 мая Питри и Картер выехали в Каир. 30 мая молодой археолог получил письмо Ньюберри с предложением работать в следующий сезон.

## Работа в Египетском фонде и Службе древностей (1892—1905)

### Картер — профессиональный археолог

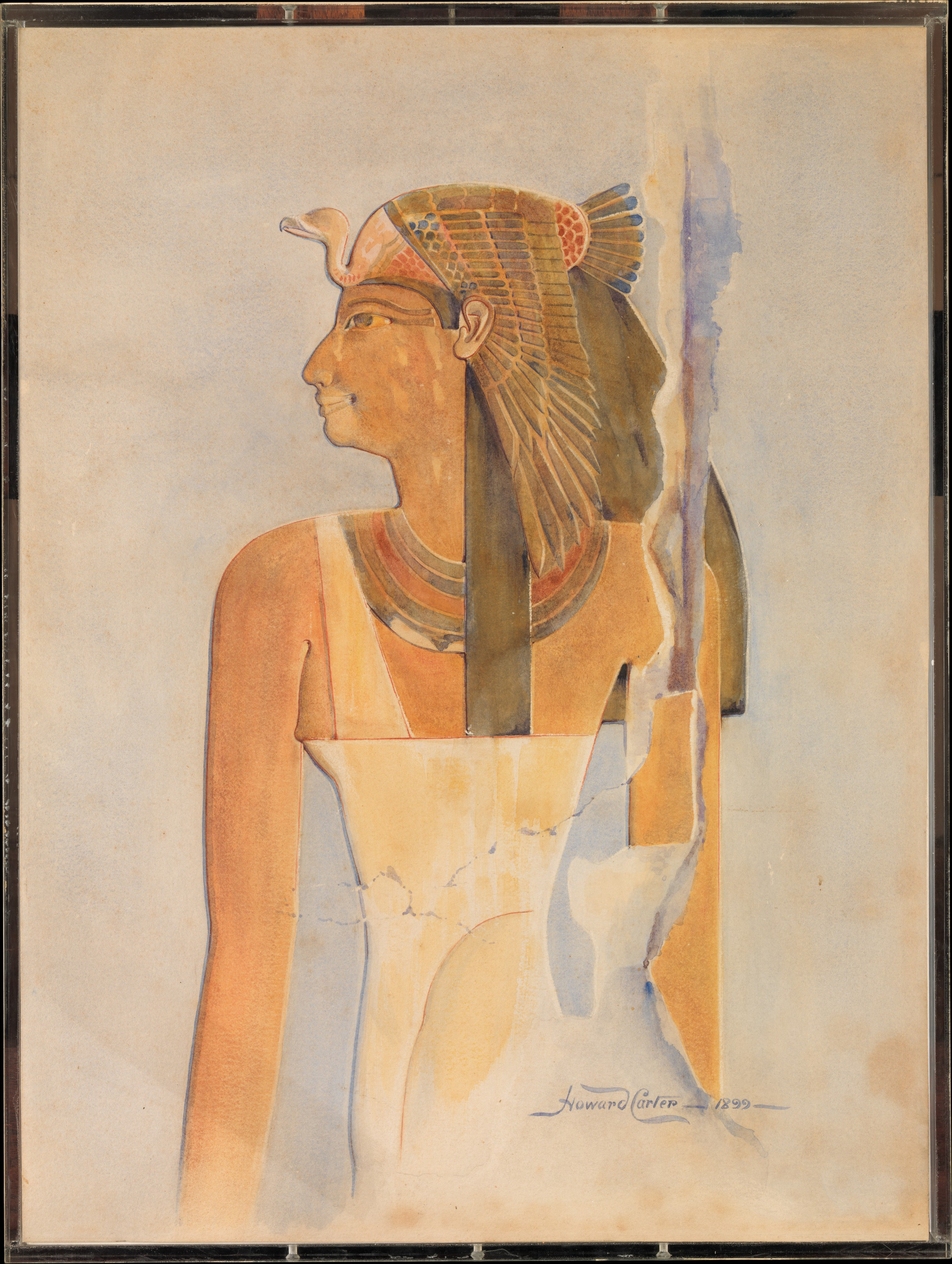
Царица Сенисенеб, бабушка Хатшепсут. Прорисовка рельефа, выполненная Картером. Темпера на бумаге. 35,5 × 34 см. Метрополитен-музей

Перси Ньюберри и в 1892 году получил поручение Египетского фонда, так как его заявление об отставке не было воспринято всерьёз, вдобавок в отставку ушли как раз Фрейзер и Блэкден. Картер согласился летом доделать кальки из Бени-Хасана и Эль-Берши и возобновить работы в следующий зимний сезон. Впрочем, Фонд исследований Египта не гарантировал Говарду последующей занятости после окончания сезона. 26 июля Комитет фонда принял решение зачислить Картера ассистентом-рисовальщиком у Ньюберри с жалованьем 1 фунт стерлингов в неделю. Работы возобновились в декабре, планы включали обследование скальных гробниц в Эль-Шейх-Саиде и Гебель Абу-Фода. В декабре 1892 года через Неаполь отправились братья Ньюберри (архитектор Джон направлялся в Дейр-эль-Бахри) и Картер. В Каире присоединился топограф Перси Бакман. Однако работа не задалась, так как из-за канцелярской небрежности в Лондоне Каирский музей не выдал Ньюберри лицензии на раскопки. Однако прошлогоднее разрешение для Бени-Хасана ещё было действительным, поэтому Картер немедленно был отправлен на снятие цветных копий фресок и иероглифических надписей, что заняло у него три недели. Далее археологи переместились в Эль-Тилль — деревню у гробниц, подготовленных для сановников Эхнатона; на этот участок разрешения у Ньюберри не было. Работы начались 25 января 1893 года, а всего через три дня в разрешении было окончательно отказано. 6 февраля Ньюберри отправился в Каир искать правды, и в тот же день Картер был переведён в резерв Египетского фонда и отозван.
Картера по приказу из Лондона прикрепляли к Артуру Ханту, который занимался поиском папирусов в Мендесе; Картер должен был точно копировать греческие и прочие тексты, которые удавалось разобрать. Непосредственным его начальником стал Роджер Гатри, выехавший из Лондона 24 января 1893 года, так как Хант не смог возглавить экспедиции. 2 февраля он прибыл в Каир и потребовал к себе Картера. 10 февраля они выехали в Дельту, но из-за неразберихи им не сообщили точное место предыдущих находок, и поиски оказались напрасны, вдобавок в Лондоне никто не удосужился выписать им разрешение на раскопки. Тем не менее 1 марта Картер нашёл погребальные камеры с обугленными папирусами, которые были весьма перспективны. Однако постоянно штормовая погода и нападения шакалов сорвали поиски, Картер не нашёл общего языка с Гатри и не имел в Фонде авторитета, чтобы вернуться к Ньюберри. Лишь 7 апреля комитет рассмотрел прошения Гатри и Картера, констатировав, что генеральный директор так и не дал визы на прошение о лицензировании раскопок, а сезон уже заканчивался. 9 апреля Ньюберри попросту вызвал Картера телеграммой, аргументируя тем, что работы в Эль-Берше не завершены, и уже начинался жаркий сезон, делавший копирование невозможным. 13 апреля они возобновили работы, далее Картер действовал самостоятельно, отчитавшись 6 мая. Наконец, комитет Фонда исследований Египта принял решение взять Картера на постоянную работу с 1 ноября 1893 года. Он должен был получать жалованье 100 фунтов стерлингов в год, не считая подъёмных в 2 фунта стерлингов в неделю на всё время полевой работы в Египте.

### Дейр-эль-Бахри

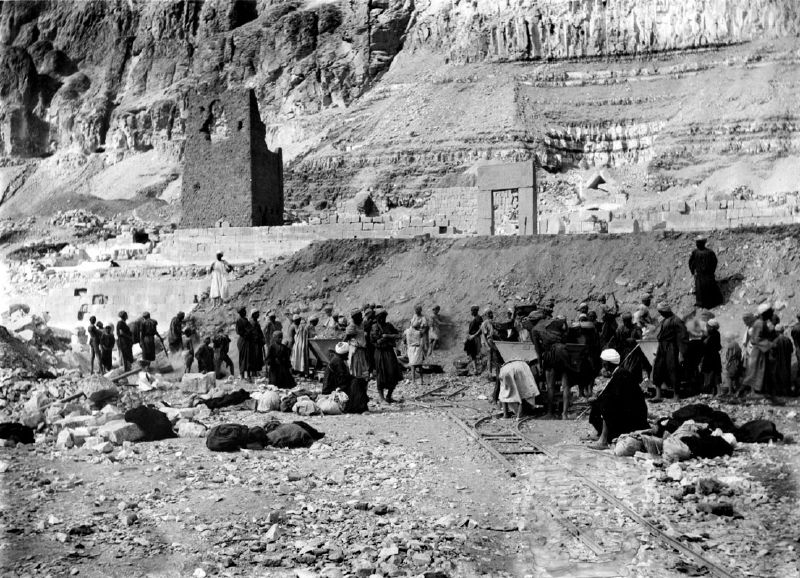
Раскопки Навилля в Дейр-эль-Бахри

В декабре 1893 года Картер приступил к копированию изображений в Храме Хатшепсут в Дейр-эль-Бахри. Руководил работами швейцарец Эдуар Навилль, чем сильно возмущался Флиндерс Питри, считая его недостаточно квалифицированным. Служба древностей поставила Навиллю узкоколейную железную дорогу для вывоза отвалов, что позволило освободить храм от почти 60 000 кубометров мусора, песка и земли. Картеру принадлежат 174 цветные иллюстрации, опубликованные Фондом в шести томах. Работая рисовальщиком, он поменял технику, по сравнению с используемой в Бени-Хасане, что позволяло ему реалистично передавать рельефы. Картер, судя по сообщениям А. Гардинера и Нины Дэвис, сначала переносил изображение на плотную бумагу в меньшем масштабе по координатной сетке, а далее карандашом или мелком воспроизводил контуры в половину натуральной величины, постоянно сверяясь с оригиналом. Навилль контролировал процесс копирования на всех этапах. Сохранились оригиналы Картера для литографирования, в которых он не использовал никакой разметки или механических приспособлений, полностью полагаясь на глазомер и точность собственных рук. Вероятно, отказ от калькирования объяснялся гигантским масштабом храмовых изображений. Методы Картера и его художественные способности вызывали, как правило, негативное отношение руководства Египетского фонда. Директор Метрополитен-музея Томас Ховинг, организовавший выставку акварелей Картера в 1970-е годы, отмечал, что 20-летний Говард Картер разработал «более жизненный подход», не обращая внимания на обвинения в «антихудожественности» и «бездушии». Согласно Ховингу, «факт, что акварели Картера не содержали и намёка на биение духа или не демонстрировали творческой искры, делало их идеальными для археологических задач. Он полностью подчинил глаза и пальцы точнейшей передаче форм и контуров, а также нюансов цвета, что и было его предметом». Археологические акварели Картера демонстрируют, согласно Г. Уинстону, «пунктуальность, правдоподобие и… безжизненность». Однако его же спонтанные зарисовки дикой природы египетской пустыни достойны находиться в одном ряду с признанными шедеврами анималистики, в том числе «Птицами Америки» Одюбона.
Ко времени работ Навилля первоначальный вид храмовых террас давно был скрыт под многовековыми постройками из сырцового кирпича, поэтому археолог свою главную задачу видел в расчистке храма от наслоений, на что ему требовалось, по предварительным расчётам, два-три сезона. К началу 1894 года далеко не все галереи с рельефами были доступны, поэтому Картер использовался на самых разных участках: надзирал за бригадой рабочих и даже служил фотографом. Где и когда он обучался фотоискусству, неизвестно; выполненные им снимки были использованы Навиллем в монографии 1894 года.

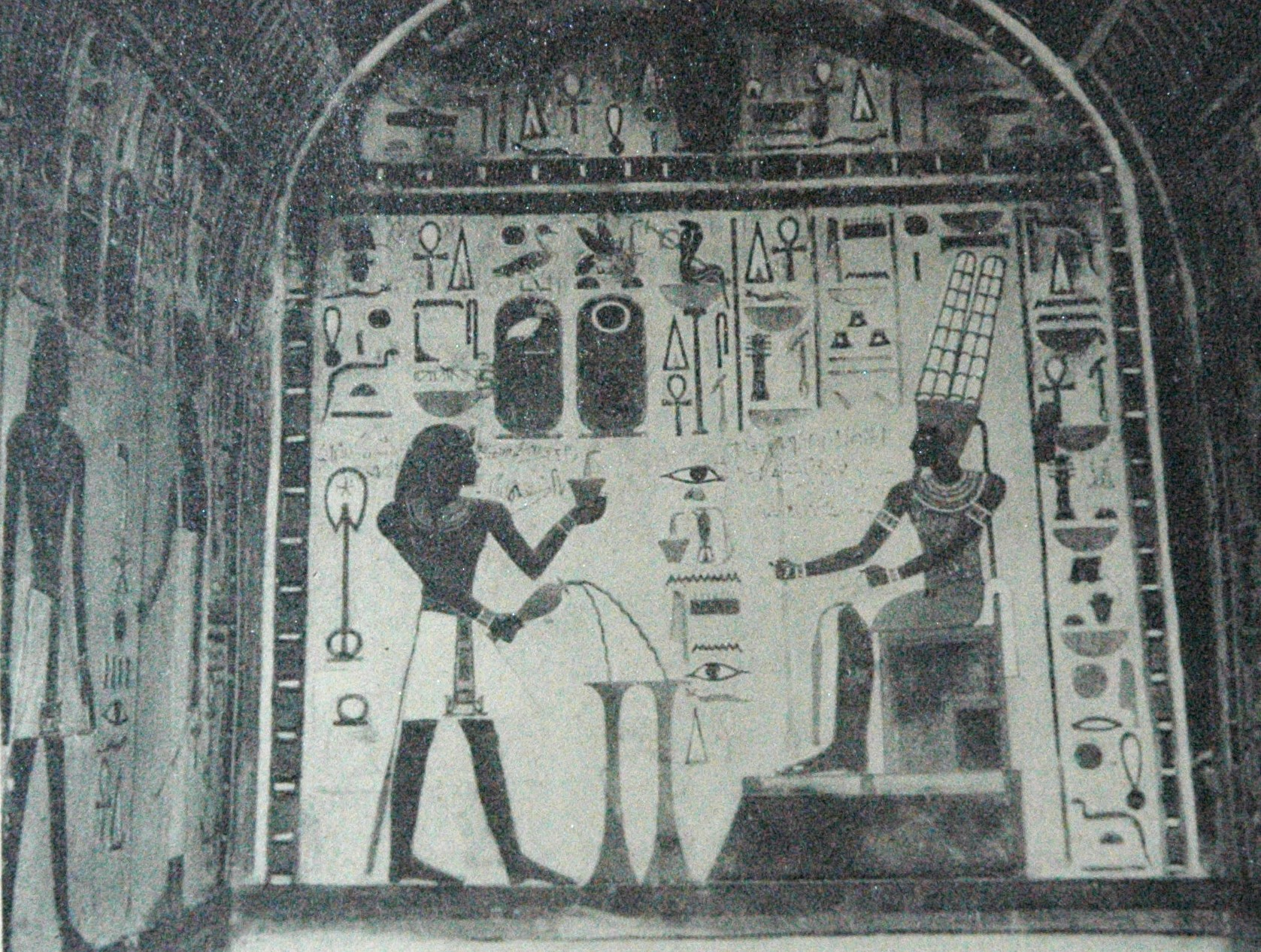
Фото часовни Хатхор из отчёта Навилля

Говард Картер проявил наилучшие качества, поэтому Навилль в заявке Службе древностей настаивал, чтобы тот участвовал и в следующем сезоне работ. Однако его одного не хватало, и по рекомендации Дэвида Хогарта, который надзирал за работами как внешний эксперт, был прикомандирован старший брат — Верне Картер. Судя по косвенным данным, он каким-то образом был причастен к работе над кальками из Эль-Берша зимой 1893 года и даже получил за это 20 фунтов стерлингов. Зимний сезон 1894 года завершился в мусульманский пост, который начался 15 марта, но братья Картеры задержались для копирования. Уже в конце апреля полуденные температуры достигли 115 °F (46 °C), а до завершения работ оставалось около двух или трёх недель. При такой жаре размягчались графитовые грифели карандашей; вдобавок сразу после завершения копирования обвалился потолок зала жертвоприношений. Верне Картер, не перенёсший египетского климата, больше никогда не участвовал в раскопках. Расчистка храма была завершена Навиллем в сезон 1895—1896 годов, однако предстояло укрепить древнюю постройку и исследовать многочисленные детали. Для полного копирования всех изображений, по оценке Навилля, требовалось не менее двух-трёх сезонов. Хотя основные раскопки были завершены, вплоть до 1899 года Картер продолжал копирование изображений. В сезоны 1895 и 1896 годов брата заменил Перси Браун, который затем был переведён в археологическую службу Индии. В ноябре 1896 года помощником Картера стал Ч. Силлем, который приступил к копированию рельефов и фресок часовни Хатхор.
Оригиналы археологических акварелей Картера были показаны на выставке Египетского фонда в лондонском Оксфорд-хаусе, которая открылась летом 1895 года. Для Говарда это была не первая выставка, так как двумя годами ранее его работы из Бени-Хасана демонстрировались в Лондоне и Манчестере. Лёгкость, с которой Картер находил себе ассистентов на раскопках, объяснялась тем, что во время летних вакаций в Лондоне Говард квартировал у своих родственников-художников в доме № 428 на Фулэм-роуд в Челси. Именно там мастерскую держали брат Верне и сестра Эми. В богемной среде возможность провести три или четыре зимних месяца в Египте, да ещё и с заработной платой, была достаточно привлекательной. Два сезона (1895—1896 и 1896—1897 годов) с Картером работала Розалинд Пэджет, акварелистка, одна из первых женщин-египтологов, учившаяся у Питри. В основном она делала факсимильные изображения иероглифических надписей. Технические и финансовые сложности привели к тому, что полное на тот момент собрание изображений и надписей храма Хатшепсут печаталось до 1908 года. Научное редактирование осуществляли Эдуард Навилль и Перси Ньюберри.
В сезон 1897 года Картер занялся реставрацией повреждённых портиков верхней террасы храма. Навилль отмечал, что у Говарда прекрасный глазомер и пространственное воображение, и он быстро соотносил разбросанные камни с фрагментированными участками. На практике он в такой степени овладел арабским языком, что мог объяснять рабочим, что они должны делать. Комитет Фонда исследований Египта в июле 1897 года назначил 23-летнего Картера руководить реконструкцией храма на следующий сезон с повышением жалованья до 125 фунтов стерлингов, но уже на заседании 27 июля жалованье было поднято до 275 фунтов. Быстрый профессиональный рост был необычен в условиях сословного викторианского общества. Ньюберри никогда не упускал возможности напомнить Картеру, что тот неотёсанный простолюдин, и всячески подчёркивал отсутствие у него манер. Картер продолжал общение с Амхерстами, его принимали в их усадьбе в Суоффеме, а также приглашали к себе в Амарне и Луксоре, во время поездки в Египет в 1895 году он даже ночевал в их каютной лодке-дахабие и выполнил по заказу несколько живописных работ — копий древнеегипетских фресок. Вероятно, это привело Картера к идее писать акварели на продажу; известно, что он продал в 1899 году несколько египетских видов.

### Инспектор Службы древностей по Верхнему Египту

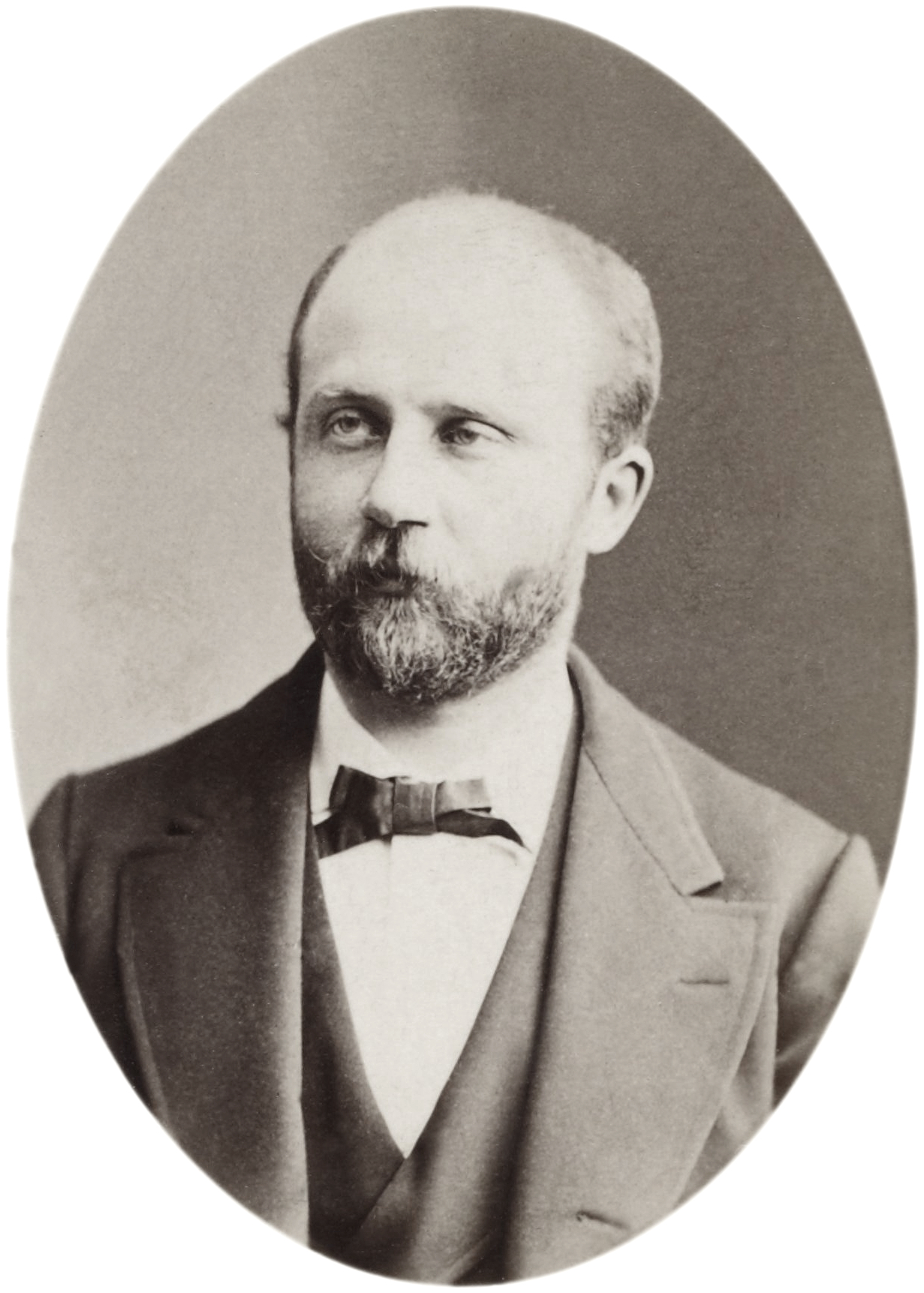
Гастон Масперо в 1883 году

Летом 1899 года генеральным директором Службы древностей был назначен Гастон Масперо, что привело на следующие полтора десятилетия к серьёзным переменам в полевой археологии. В ноябре того же года Комитет Египетского фонда рассмотрел прошение 25-летнего Картера об отставке с 1 января будущего года в связи с переходом на должность инспектора Службы древностей. Комитет поздравил его с назначением, но с условием завершения работы в Дейр-эль-Бахри.
Ко времени назначения Масперо штат Службы древностей составлял всего 24 человека. В октябре 1899 года он начал радикальные преобразования, в частности, были созданы должности инспекторов памятников Верхнего и Нижнего Египта, которые были обязаны следить за законностью проводимых раскопок и отвечать за охрану и консервацию древних памятников на своей территории. Инспектор Нижнего Египта базировался в Каире и отвечал за зону от средиземноморского побережья до Куса. Инспектор Верхнего Египта располагался в Луксоре, отвечая за долину Нила от Куса до суданской границы. Жалованье инспектора было установлено в 400 египетских фунтов (равного фунту стерлингов) в год с повышением на 200 фунтов за каждые четыре года службы. Для Картера это было признанием его квалификации египтолога и существенным повышением социального статуса и материального благополучия. Ему также полагалась казённая квартира в Луксоре, которую оплачивала Служба древностей. Рекомендациям он, по-видимому, был обязан Навиллю, с которым Масперо дружил. В Британии выбор Масперо был воспринят далеко не однозначно. Так, в переписке с Ньюберри выражал претензии другой кандидат — 32-летний оксфордский выпускник Дж. Квибелл, имевший большой опыт раскопок у Питри и работавший в Каирском музее над каталогом раннединастических находок.
Масперо встретился с Картером в Луксоре 26 декабря 1899 года. Тот развернул бурную деятельность: планировал укрепить стену Рамессеума и две гробницы в Курне, которые нуждались в срочной реставрации. Кроме того, он подготовил для посещения туристами гробницы Тутмоса III и Аменхотепа II. Единственным недостатком директор нашёл то, что Говард не знал французского языка. В остальном он гораздо лучше подходил для своей должности, нежели академический учёный: отличный организатор и инженер-практик, свободно владеющий арабским языком, педантичный планировщик и твёрдый до упрямства руководитель. Несмотря на разницу в возрасте и интеллектуальное несовпадение, Масперо и Картер очень быстро нашли общий язык. В Долине Царей Картер начал систематическую работу по установке решёток и дверей в гробницы, чтобы туда не проникали гробокопатели, а феллахи не устраивали хлевов и даже жилищ. Бюджета Службы древностей всегда не хватало, поэтому Говард регулярно изыскивал другие источники. Так, известно, что в апреле 1902 года Картер выпросил у некой миссис Гоф 10 фунтов стерлингов, чтобы установить железную дверь на только что открытую гробницу Сети II. Обаяние археолога отмечали и ранее: ещё в 1895 году Говард добился от члена парламента от Фалмута пожертвования в 100 фунтов стерлингов для работ в Дейр-эль-Бахри. В том же 1902 году Ньюберри свёл Картера с промышленником и археологом-любителем Робертом Мондом, который убедил его консервировать все обследованные и раскопанные гробницы и снабжать их дверями. Сначала устанавливали деревянные двери и железные решётки, но они оказывались малоэффективными.

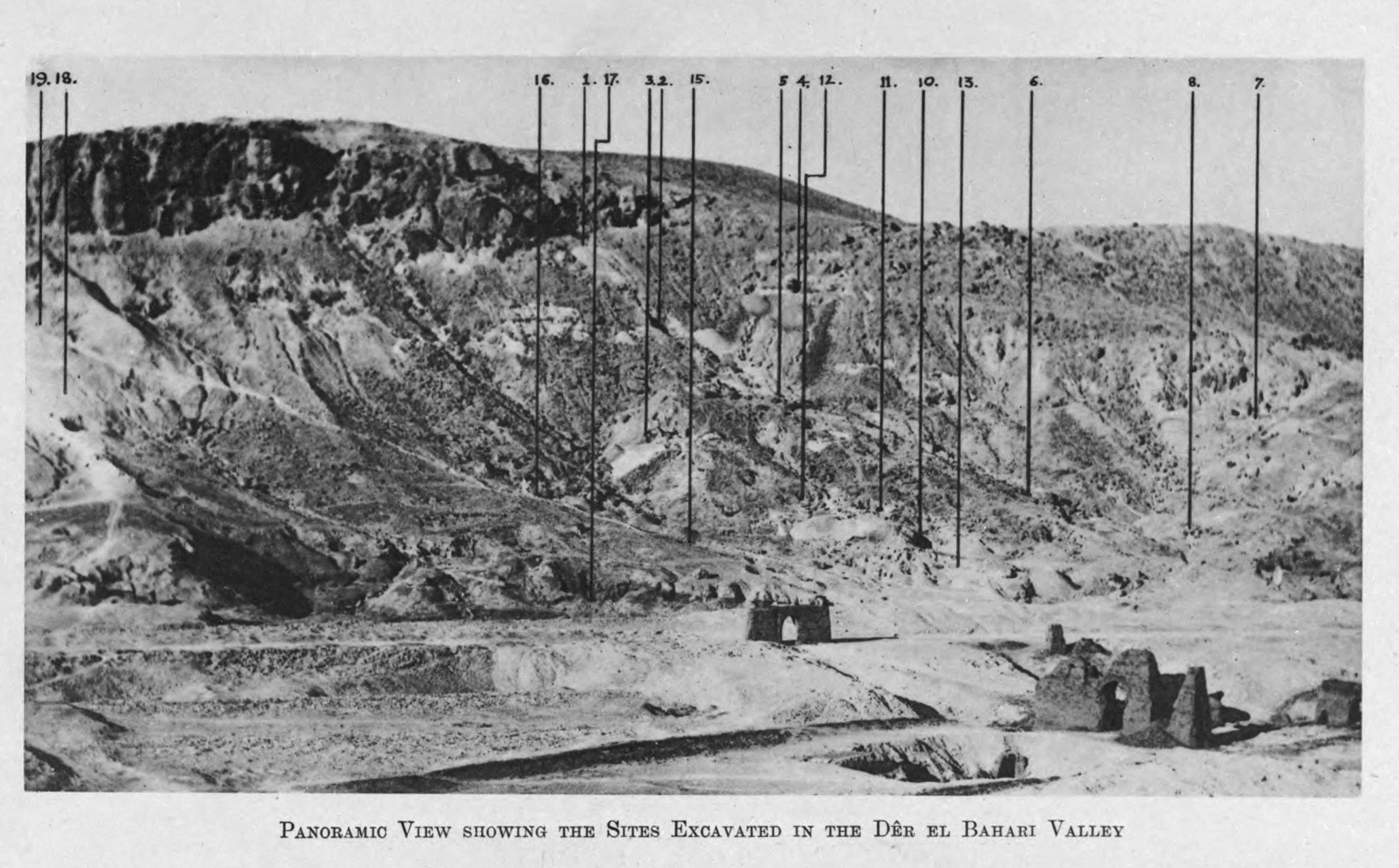
Гробницы, открытые Картером в Дейр-эль-Бахри. Фото из книги Картера «Five Years' Explorations at Thebes» (1912)

Осенью 1901 года Картеру удалось разоблачить две банды «чёрных копателей» и отдать их под суд. Приговор был мягким: все виновные были приговорены к ничтожному штрафу от 5 до 15 пиастров, что разозлило и Картера, и Масперо. 24 ноября была разграблена гробница Аменхотепа II, отчёт об этом был помещён во вновь созданном «Журнале Египетской службы древностей». Новости застали Говарда в Ком-Омбо. Инспектор подозревал семейство потомственных грабителей из Курны ар-Расулов, но не смог их изобличить. Помимо того, что была повреждена мумия, из гробницы украли модель погребальной ладьи, которая затем оказалась в Каирском музее. Впоследствии выяснилось, что её продал Мохаммед Абд-ар-Расул. Картер не был моральным пуристом и понимал, что множество ценных находок ускользает от археологов и затем приобретается на чёрном рынке. В его обязанности также входило наблюдение за разделом находок: либо половина стоимости, либо половина изделий должна была достаться государству. Леди Амхерст он писал, что во вновь открытой гробнице Сеннефера находится много ваз хорошей работы и много дублетов. Поэтому он поручил купить некоторые изделия для коллекции соседей Ньюберри, ибо не мог это сделать на своей должности. В том же письме сообщалось, что Ньюберри нашёл три золотых и медных изображения коров, и Картер помог утаить одно из них, ибо «музею вполне достаточно и двух».
Непримиримым противником инспектора Картера был голландский торговец древностями Ян Герман Инсингер. В 1903 году он устроил на него атаку во франкоязычной газете Le Phare d’Alexandrie, обвиняя, как и Уоллиса Баджа, в незаконном пополнении коллекций британских музеев, в том числе под прикрытием дипломатической деятельности. Редакционная статья, опубликованная 3 июня, выражала сожаление по поводу разграбления исторического наследия Египта и требовала официального расследования. Ответ последовал уже через два дня также через французскую «Египетскую газету». Смысл его сводился к тому, что ни одна нация не находится по отношению к египетским древностям в привилегированном положении. Однако за счёт более или менее незаконных раскопок существуют примерно 40 000 египтян. Говоря о конкретных обвинениях, оппонент замечал, что нападки вызваны именно тем, что энергичный инспектор Картер «перешёл дорогу» крупным торговцам древностями, которые чувствовали себя совершенно безнаказанно. Часть предметов, о незаконном вывозе которых заявлял Инсингер, были выставлены на луксорском рынке ещё до приезда Баджа и Картера. Пока Картер находился в Луксоре, при нём не происходило ни одного ограбления, хотя одному человеку очень трудно уследить за Нильской долиной на протяжении 500 миль. Скандал совпал по времени с истечением времени полномочий Картера, однако его перевод в Каир был отсрочен на два сезона, чтобы он успел завершить плановые работы в древних Фивах.

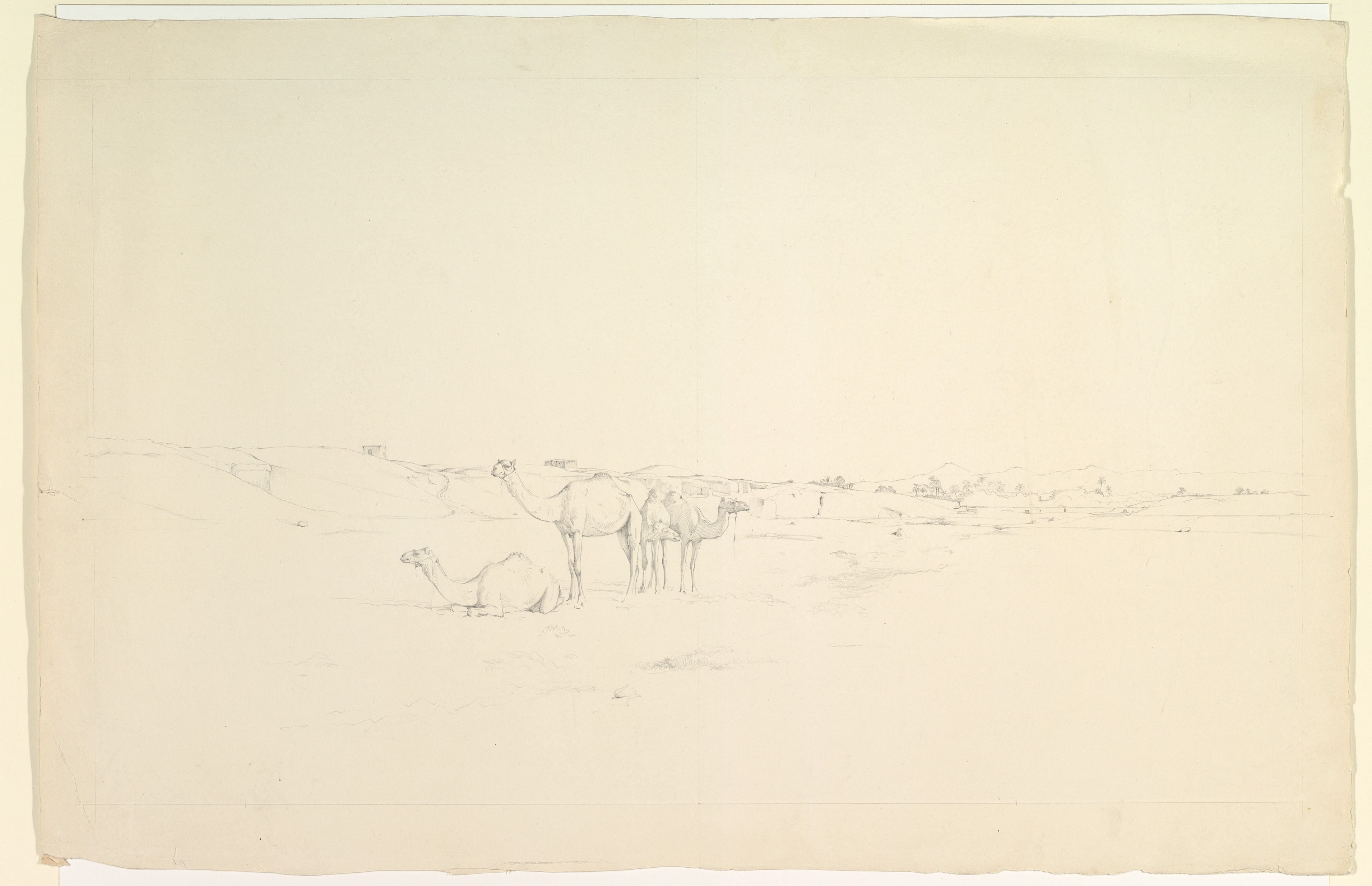
Верблюды в пустыне. Зарисовка Говарда Картера, Метрополитен-музей

Долина Царей не была единственным важным для Картера объектом, хотя он электрифицировал шесть гробниц. Это было необходимо, чтобы прекратить повреждение древних изображений копотью от свечей, факелов и керосиновых ламп, а также магниевых вспышек при фотографировании. Для нужд туристов были оборудованы стоянка и поилка, рассчитанные на сотню ослов. Также инспектор выполнил важные работы по консервации и укреплению птолемеевско-римских храмов Ком Омбо и Эдфу, ремонту фундамента храмов на острове Филе. Немало усилий он потратил, чтобы туристы перестали наносить граффити на статуи в Абу-Симбеле, и электрифицировал храмы на средства агентства Томаса Кука, чьи пароходы останавливались прямо напротив. В Фивах была проведена очистка Рамессеума от 3000-летних наслоений грязи и мусора, но Карнакский и Луксорский храмы не подпадали под юрисдикцию Картера, подчиняясь другому отделу Службы древностей. Под надзором Картера работали в частных гробницах Эль-Курны Роберт Монд с Перси Ньюберри, а Эрнесто Скиапарелли — в Долине Цариц. Именно в период работы Картера Скиапарелли обнаружил гробницу Нефертари с её богатейшими росписями. Ещё в 1901 году Картер предоставил концессию на раскопки леди Мэри Сесил, урождённой Амхерст, которая работала в Куббет-эль-Хава близ Асуана. Её отчёт был помещён в Annales du Service des Antiquités de l’Egypte. Серьёзной проблемой были непрофессиональные раскопки или случайные находки. Много ущерба наносили себахины — крестьяне, которые извлекали из древних жилых кварталов удобрение «себах» — бывшие саманные кирпичи, перемешанные с соломой, папирусами и прочими органическими останками. Попутно следовали и древние предметы, которые редко доставались органам охраны памятников. В 1904 году именно себахины отыскали папирусы с арамейскими записями, четыре из которых купила леди Уильям Амхерст, а шесть — Роберт Монд. Исключительным был казус Юсефа Ахмеда эль-Неггара, который при расширении собственного дома в Луксоре наткнулся на скульптурную группу, которая была слишком тяжела, чтобы её незаметно вывезти. Домовладелец получил от Службы древностей компенсацию в 5 фунтов стерлингов.
В период работы в Службе древностей у Г. Картера были и собственные археологические открытия. Ещё работая в Дейр-эль-Бахри в ноябре 1898 года, он заподозрил существование большой гробницы, но смог вернуться к ней только в весенний и осенний сезоны 1900 года. Работы велись на средства, предоставленные неназванным спонсором. В погребальной камере, открытой 31 декабря 1900 года, нашлись только три грубые деревянные ладьи и керамика. Масперо сообщал, что Картер был слишком уверен в себе и пригласил на открытие генерального консула Великобритании лорда Кромера. Лишь много лет спустя гробница была идентифицирована как кенотаф Ментухотепа II. После 1900 года Картер попытался сделать своим постоянным спонсором американского юриста Теодора Дэвиса, который уже финансировал раскопки Ньюберри в гробницах частных лиц. Дэвисом были открыты гробница KV45 и ящик с кожаными набедренными повязками в гробнице KV36.

### Инцидент в Саккаре

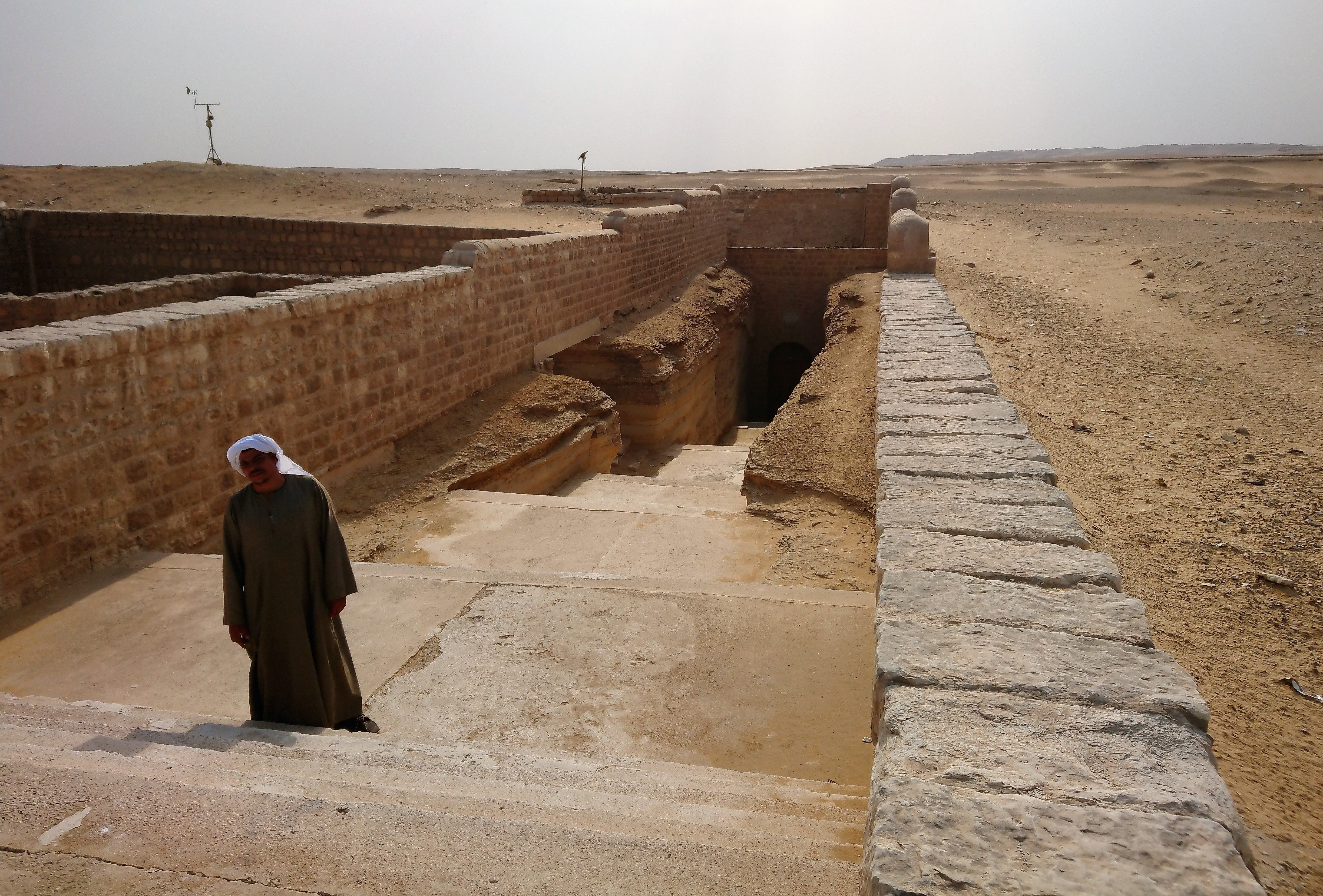
Вход в саккарский Серапеум в 2018 году

В 1904 году Говард Картер должен был перейти на должность инспектора древностей Нижнего Египта, до 15 августа завершив дела, и до 15 сентября переселиться в Каир. Окончательный переход планировался на октябрь, когда Масперо должен был вернуться из командировки в Нубию. Практически все пять лет своей службы Картер провёл в Египте, выезжая в Англию на период летней жары лишь в 1901 и 1903 годах. Квартировал он всё это время в резиденции Службы древностей в Мединет-Абу, где разбил сад и устроил зверинец, наподобие того, что был у его отца в Рич-Террас. Осознавая серьёзные пробелы в образовании, Картер пристрастился к чтению, а если требовалось оформить мысли в письменном виде, пользовался услугами друзей и подражал их литературному стилю. Например, он позаимствовал у Ньюберри латинское обращение к матери — Mater, используя его в переписке. Нередактированные его рукописи демонстрируют прежние ошибки в стилистике, орфографии и пунктуации, но это не тексты малограмотного человека, им присущ весьма богатый лексикон и энергичный стиль, который улучшался со временем. Личностному росту способствовала активная светская жизнь, поскольку инспектор древностей проводил экскурсии для высокопоставленных особ, таких как наследный принц Сиама (в феврале 1902 года), принц и принцесса Баттенберг (январь 1904 года), супруги Чемберлен (февраль того же года). В марте 1904 года Говард водил по гробнице Нефертари корреспондента «Daily Mail» Райдера Хаггарда.
Предшественником Картера на посту нижнеегипетского инспектора был Джеймс Квибелл. Переезд в Каир был в известном смысле связан с риском, поскольку в течение одиннадцати лет вся профессиональная жизнь археолога была связана с Фиваидой, где он знал торговцев древностями, постоянных высокопоставленных гостей и археологов-любителей, а также местных жителей, которые служили в Службе древностей рядовыми хранителями, проводниками и сторожами. В 1905 году положение Картера ухудшилось. Его резиденцию было решено перенести в Саккару. 8 января 1905 года произошёл некий инцидент, после которого Говард Картер ушёл из Службы древностей и более не служил в ней. Описания его противоречивы. По версии Флиндерса Питри, находившегося в Саккаре с женой, некие пьяные французы хотели ворваться в дом инспектора, туземные слуги оказали сопротивление, а когда Картер встал на их сторону, французский консул потребовал извинений. После отказа британца французское руководство уволило его.
Собственную версию произошедшего Картер изложил в официальном заявлении на имя Масперо от 10 января 1905 года. Согласно ему, около трёх пополудни группа из пятнадцати французских туристов стала вести себя буйно, оскорбив притом миссис Питри. Далее компания направилась в гостевой дом (именуемый в обиходе «Домом Мариэтт-паши»), где задержалась примерно на час за выпивкой. После этого пьяные туристы пожелали посетить раскопки, но когда билетёр Мохаммед Эффенди Ас-Саид предложил оплатить вход, он с трудом смог собрать деньги за 11 билетов, остальные отказались. Охранник проводил туристов в Серапеум, но когда у входа стали проверять билеты, безбилетники сорвали ушки висячего замка и прошли в подземные катакомбы. Там было темно, и тогда буяны потребовали освещения, однако сторож Реис Халифа сказал, что это не входит в компетенцию Службы древностей. Туристы стали требовать вернуть им деньги, а затем избили Ас-Саида и Реиса Халифу. После этого пострадавшие позвали инспектора Картера, который в это время общался на раскопе с археологом А. Уайгаллом. Из туристов-буянов, которые забаррикадировались в гостевом доме, только один владел английским языком, и на просьбы Картера объясниться и сообщить свои имена нецензурно выражались. Далее началась драка, в которой использовались палки и предметы мебели. Картеру удалось взять визитные карточки двух французов, и он немедленно послал за старостой деревни Саккара Абусиром и за полицией. Имущество Службы древностей было повреждено, а один из сторожей ранен. Полицейский протокол занял 35 листов. В свою очередь, на Картера было подано заявление от имени Жюво, главного бухгалтера Каирской газовой компании. В его версии французов было 14 человек, в том числе две женщины и два ребёнка. Они вели себя корректно, купили билеты в Серапеум, и конфликт был спровоцирован охранниками и билетёром после отказа выдать свечи и вернуть деньги. Картер в его описании явился с пятнадцатью бедуинами, вооружёнными палками, и якобы велел прогнать и избить «грязных французишек». В побоище участвовали семеро французов и сорок арабов, сам Жюво получил рассечённую рану на голове.
Оба заявления попали в руки Эмилю Бругшу, так как Масперо ещё не вернулся. Копия заявления Жюво была переслана Картеру, тот, в свою очередь, телеграфировал британскому генконсулу, а также передал заявление на имя французского консула через полицию Гизы. Тем временем разгорался конфликт в прессе, начатый 12 января французским журналом L’Égypte. Британскую версию Т. Джеймс назвал «ханжеской». По сообщению Egyptian Gazette, к 30 января в судах было уже три дела — поданное французами против Картера британскому консулу, поданное Картером французскому консулу и французами против арабов в египетский суд. Картер, очевидно, полагал себя правым и рассчитывал на решение в свою пользу. Международная комиссия по расследованию инцидента была собрана 23 января и опрашивала Картера и его сотрудников 25-го. Формально Говард Картер был оправдан на заседании 31 января, однако англо-французские и европейско-египетские противоречия были так велики, что газетная шумиха только усилилась. Масперо ещё 14 января обеспокоенно писал, что и в арабских газетах стали появляться скандальные материалы, и запросил отчёт Картера, чтобы компетентно отвечать на вопросы.
Масперо призвал Картера отозвать иски египтян из суда и выразить французской стороне сожаление. Однако здесь проявился тяжёлый и неуступчивый характер археолога, который считал себя полностью правым и отказался идти на любые компромиссы, хотя британский консул также утверждал, что этого будет достаточно для прекращения скандала. 10 февраля консул тоже деликатно предлагал «не вредить собственной карьере». 17 февраля до сведения Говарда Картера было доведено, что две ранее существовавшие инспекции Службы древностей реорганизуются. Единая Нижнеегипетская инспекция сокращалась до границ шести мудирий; Гиза, Бени-Суэйф и Файюм передавались вновь создаваемой структуре, а инспекция Александрии переподчинялась директору местного музея. Офис Картера из Каира переводился в Танту в Дельте не позднее 15 марта. Масперо прямо написал, что срочность реформ вытекала не из инцидента в Саккаре, а из «отношения Картера к событиям», то есть отказа от сожалений перед французским консулом. Само по себе дробление Службы древностей и перевод Картера в Танту планировались ещё до инцидента 8 января. Последующий выговор от консула лорда Кромера, переданный через инженера Герстина, и суждения друзей, что он ведёт себя «не по-джентльменски», сильно задели 30-летнего Картера.
Говард Картер запросил у директора Масперо отпуск, начиная с 14 марта, в связи с состоянием здоровья. 4 марта был издан приказ о сокращении Северной инспекции, для которой 7 марта даже приискали в Танте дом, арендуемый за 7 фунтов стерлингов в месяц. Около 20 марта археолог выехал из Египта. Масперо не оставлял надежды сохранить Картера на службе и пытался воздействовать на него через друзей в Англии — Перси Ньюберри и леди Амхерст. Апрельско-майские письма Картера из Лондона не выражают стремления уйти в отставку. 5 мая он вернулся в Египет и сразу получил задание от Масперо обследовать находки Питри на Синае. Однако вскоре вновь начался конфликт: в Луксоре и Каире Картер привык жить на широкую ногу в резиденциях Службы древностей, тогда как в Танте он был ограничен многочисленными бюрократическими правилами. Картер не мог потратить на ремонт более 20 фунтов стерлингов, и серьёзную проблему составляло устройство сливной канализации, что откровенно обсуждалось в переписке с Масперо.

### Отставка

Акварель Говарда Картера, изображающая удода в храме Хатшепсут, осенённого богиней-стервятником. Частное собрание

Психологическая угнетённость Г. Картера в первой половине 1905 года усугублялась нездоровьем: в январе он дважды переболел простудами и вновь заболел в октябре. Ньюберри старался по мере сил его поддерживать: в дневнике археолога отмечено их общение в августе, когда Перси даже ездил к Говарду в Танту. Впрочем, это не мешало исполнению обязанностей инспектора: в начале августа себахины раскопали в Тух эль-Карамусе — к северу от Каира — тайник с храмовым имуществом, содержащим в том числе серебряное блюдо в греческом стиле, бронзовые курильницы и голову бронзовой статуи. Вскоре был найден клад с золотыми украшениями, серебряными сосудами и золотыми и серебряными монетами. Обстоятельства его открытия были комическими: осёл разбил копытом невзрачный глиняный сосуд. На сей раз египетские власти реагировали оперативно, и Картер успел перехватить бо́льшую часть сокровищ, прежде чем они ушли на чёрный рынок. В личной переписке Говарда, однако, нет ни намёка на эти события; Масперо (который проводил отпуск во Франции) считал, что это полностью реабилитировало инспектора после саккарского инцидента. Директор службы древностей распорядился выделить 400 фунтов стерлингов для распределения среди рядового египетского персонала, чтобы усилить их энтузиазм. Речь также шла о выстраивании чёткой системы информирования и реагирования Службы на низовом уровне.
Не существует свидетельств, что Картер преисполнился энтузиазма. В сентябре он вновь взял отпуск, который провёл на Кипре в компании полковника Гриффита, покупавшего мулов для суданских гарнизонов. От этого периода сохранилось длинное письмо, адресованное матери и иллюстрированное собственными фотографиями Картера. 21 октября датировано официальное прошение об отставке, поданное из Танты накануне возвращения Масперо из Парижа. По предположению Т. Джеймса, главным основанием стал имущественный спор из-за условий аренды резиденции инспектора. Встреча археологов состоялась 26 октября, но переубедить Говарда не удалось. В субботу, 4 ноября 1905 года, «Египетская газета» сообщила о его отставке. В личной переписке, как обычно, невозможно выяснить его эмоциональную реакцию на произошедшее.
«Египетская газета» в номере от 14 декабря 1905 года извещала, что на новогодние праздники в страну прибывают граф и графиня Карнарвон.

## Раскопки в Фивах (1906—1917)

### После отставки: годы кризиса
Почти невозможно реконструировать события жизни Картера после отставки. По-видимому, у него не было существенных сбережений и нужно было искать работу. В феврале 1906 года он в течение двух недель сопровождал туристов в Дейр-эль-Бахри; в книге записей значатся имена П. Ньюберри, принцев Луи и Антуана Орлеанских и других. Картер квартировал в доме бывшего чиновника Службы древностей — египтянина, что крайне негативно воспринималось тогдашним британским обществом. На средства одного из своих знакомых он смог посетить в 1906 году Великобританию. Кризис, вызванный отставкой, затянулся у Картера на три года. Как обычно, существует недостаточно свидетельств, чтобы реконструировать его деятельность. Возможно, работу ему предоставлял Дэвис. Из переписки февраля 1907 года следует, что Картер помогал ему устанавливать контакты с чёрными копателями из Курны. Преемник Картера — инспектор Артур Уайгалл — явно не был способен установить контроль над расхищением продукции раскопок. В 1907 году Картер иллюстрировал отчёт Дэвиса о раскопках гробницы Йуйи и Туйи, родителей царицы Тии и фараона Эйе (KV46), получив гонорар в 15 фунтов стерлингов за каждую репродукцию, вышедшую в печатном виде (всего их получилось 14). Впрочем, полиграфическое качество Картера не устроило.
В 1906—1907 годах у Картера не было определённого места жительства, но учитывая, что его письма и телеграммы обычно помечены дорогими отелями и замками (в том числе Хайклер), он сопровождал высокопоставленных туристов. Его пребывания в Англии стали значительно длиннее, неизменно приходясь на археологическое межсезонье. Старые друзья Амхерсты обеднели. После кончины барона в 1909 году Картер был нанят для оценки, каталогизации и распродажи его египетского собрания. Главным источником его заработка, кроме комиссий и работы гидом-приживалой, была археологическая иллюстрация. Выполненные ранее репродукции использовались для популярных книг, а в сезон 1907 года Картер выполнил копию фрески со свиньями из гробницы Небамуна для статьи, которую готовил к печати Ньюберри. Впрочем, уже в 1908 году Картер обосновался в старом доме в Мединет-Абу, поскольку археолога наняла американская экспедиция Метрополитен-музея, о чём не существует никаких подробностей.

### Сотрудничество с лордом Карнарвоном

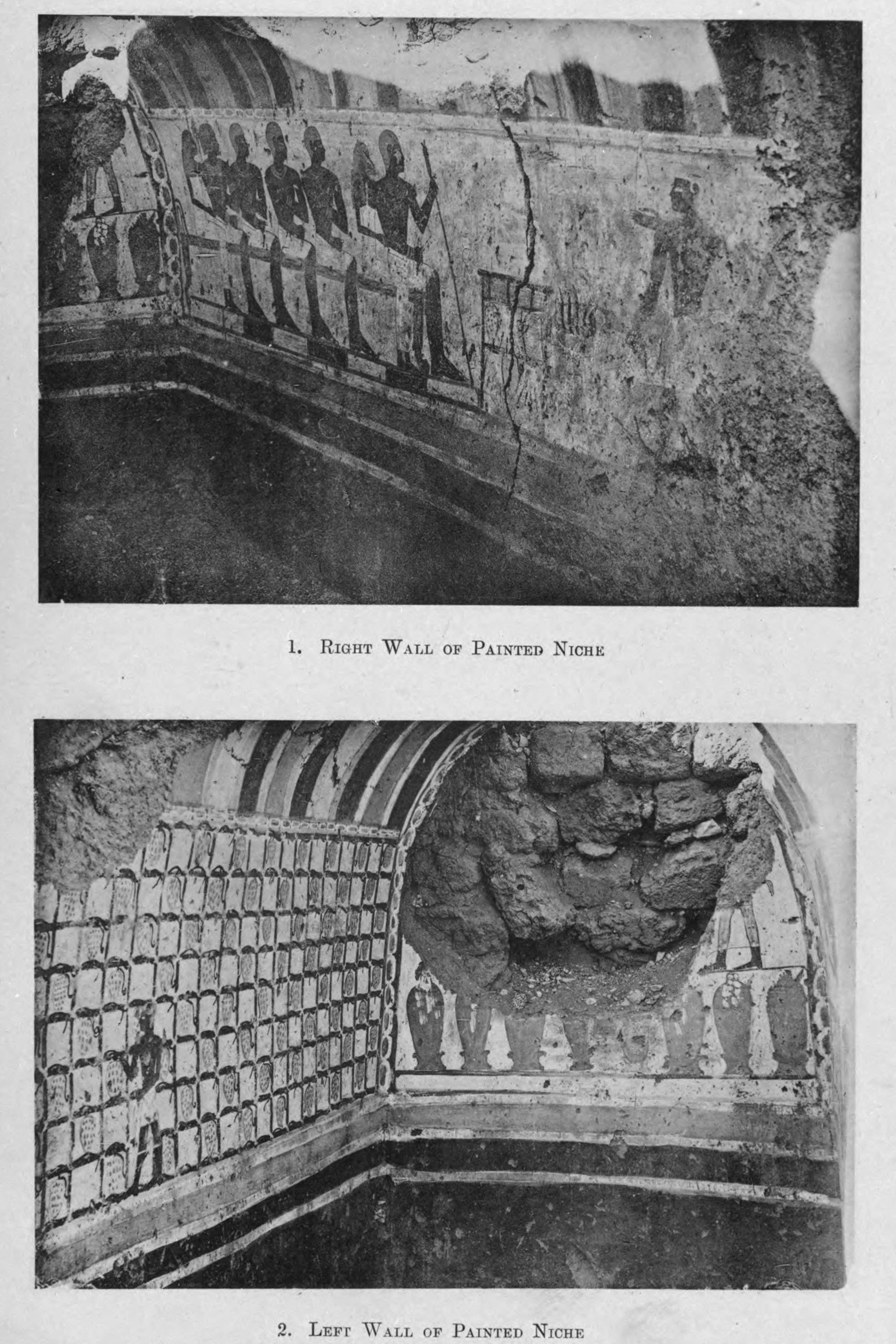
Погребальная камера Тетики. Фото из отчёта Картера и Карнарвона

В сезон 1909 года лорд Карнарвон, который уже несколько сезонов занимался раскопками в Египте, нанял Говарда Картера. Вероятно, их знакомство произошло при посредничестве Масперо, который разрешил англичанину постоянно жить в резиденции Службы древностей. Выделенный Карнарвону участок начинался от храма в Дейр-эль-Бахри и простирался на северо-восток до Дра Абу эль-Нага. Это место считалось бесперспективным, так как там не было гробниц высокопоставленных особ, а всё, что можно было разграбить, было украдено ещё в древности. Работы Фонда исследований Египта на тот момент были прекращены, поэтому данный участок сравнительно легко достался лорду Карнарвону. Главной сложностью для египетских археологов Фиваиды была необходимость перемещения огромных масс песка, щебня, остатков построек и мусора, образовавшегося после древнего строительства или деятельности грабителей. Вместо вскрытия археологических слоёв приходилось просеивать сотни тонн породы, что требовало, однако, тщательного надзора и учёта. Высокие стандарты в этом отношении были установлены Картером ещё в Службе древностей и охотно переняты лордом. В предисловии к описанию гробницы Тутанхамона (этот фрагмент отсутствует в русском переводе) Карнарвон писал, что стремился использовать минимум рабочих при работах с древними захоронениями. Во-первых, требовалось свести к минимуму возможность краж и утаивания находок, во-вторых, при работе непосредственно в погребальной камере было очень мало места, поскольку начальник всегда должен был держать в поле своего внимания зону работ. Все отвалы и мусор тщательно просеивались, иногда по два-три раза. Эти методы были заимствованы Картером у Питри при амарнских раскопках.

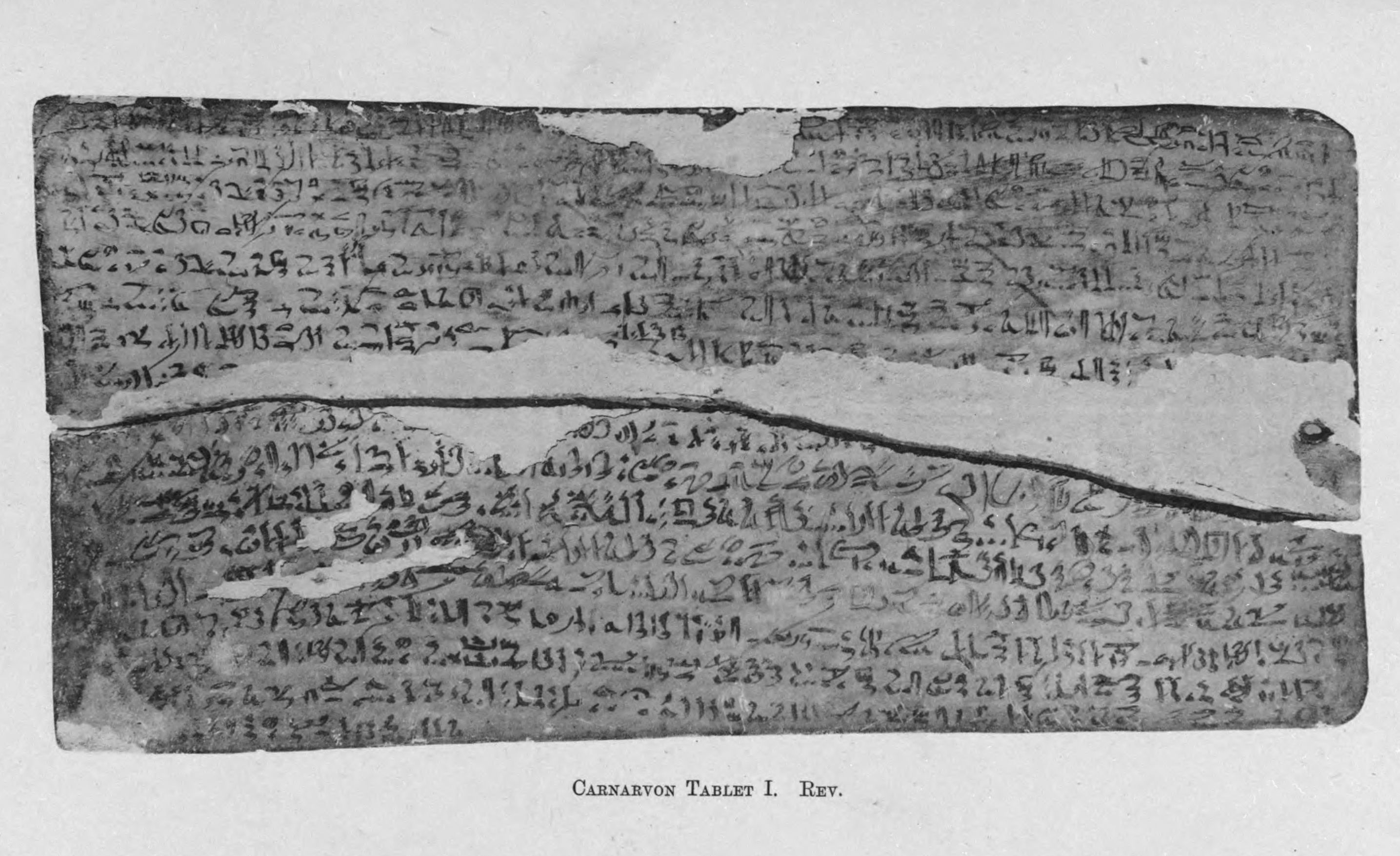
«Табличка Карнарвона» с иератической надписью

Первый период совместной работы с Карнарвоном был документирован самим Картером в книге «Пять лет исследований в Фивах» с подзаголовком «Отчёт о работе, проделанной с 1907 по 1911 год», оперативно напечатанной в 1912 году. Сам Картер писал, что, несмотря на обозначенный период в пять лет, непосредственно работал на описанных там объектах три последних сезона. По мнению куратора Британского музея Т. Джеймса, в содержательном отношении «весьма поучительно» сравнить два первых сезона раскопок лорда Карнарвона без профессионального археолога в команде и методы, применяемые после того, как был нанят Картер. Книга написана так, как если бы Карнарвон и Картер были коллегами-профессионалами, хотя стилистический анализ показывает, что рукопись целиком была написана Говардом. Важнейшей из находок этого периода была гробница Тетики — градоначальника Фив начала XVIII династии; её фотографирование, вероятно, Картер выполнил ещё до знакомства с лордом. Однако описание раскопок скудно в деталях; ушебти, найденные в гробнице, были описаны Легреном и Ньюберри в приложении. Артур Уайгалл на посту инспектора Службы древностей поставил на гробницу железную дверь и опечатал её, чтобы воспрепятствовать краже росписей, которые пытались отбить вместе со штукатуркой. Ньюберри вновь обследовал эту гробницу в 1924 году. Второй по значимости находкой стала Гробница 9, в которой нашлись обломки керамики, плохо сохранившиеся мумии и повреждённая Табличка Карнарвона № 1 — обломанная деревянная дощечка, на которой иератическим курсивом изложен текст об изгнании из Египта гиксосов. Текст вызвал дискуссии об историчности или легендарности его содержания. Алан Гардинер в 1916 году выпустил специальную статью, в которой доказывал историчность текста, но лишь открытие стелы фараона Камоса в Карнаке в 1954 году положило конец дискуссии.

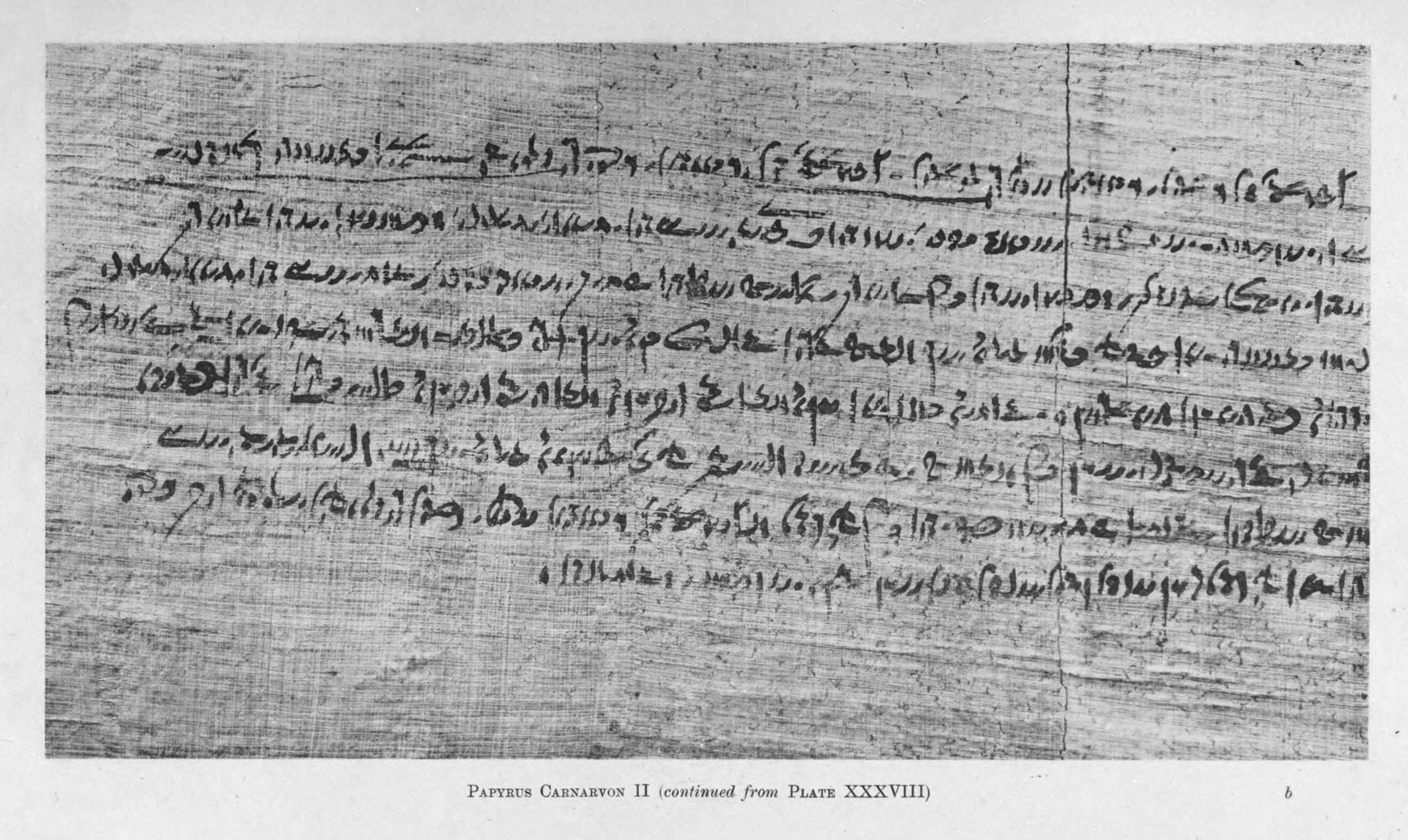
Репродукция Папируса Карнарвона II из Бираби

Третьей важной находкой первых сезонов с Карнарвоном стали захоронения птолемеевской эпохи в Бираби, к северу от Храма Хатшепсут. Здесь нашлись два папируса, запечатанные в глиняной амфоре и переписанные демотикой примерно в начале II века до н. э. Картер отдал их на перевод Вильгельму Шпигельбергу, который определил, что это контракты на сделки с храмовой землёй. В более древних гробницах в той же местности, которые относились к концу Среднего царства и Второму переходному периоду, нашлось большое количество художественных предметов, хотя сами захоронения были разграблены ещё в древности. Картер сообщал Ньюберри (письмо без даты), что в гробницах № 25, 27, 37 были обнаружены три расписных деревянных гроба с орнаментами в виде перьев, характерных только для Второго переходного периода. Также были найдены статуэтки тонкой работы, предметы обихода, например, кресло с подножкой чиновника XII династии, а также декорированный слоновой костью ларец, содержащий украшения из золота и сердолика. Впоследствии оказалось, что это был набор для настольной игры, которую сам Картер назвал «Псы и шакалы». Извлечение предметов тонкой работы было очень трудоёмким и во многом зависело от бдительности руководителя раскопок. Когда пошли первые драгоценности, в погребальной камере находился лорд Карнарвон, который тут же остановил рабочих. Далее лорд вместе с Картером работали сначала мастерком, потом ложкой, а затем и кисточкой. Эта работа велась в сильную жару, вдобавок свод камеры был повреждён, и с него сыпались мусор и камни. Гробница № 37 оказалась очень велика, включая 18 камер, что позволило назвать её крупнейшей частной гробницей Фиванского некрополя. Именно здесь были обнаружены статуэтка мальчика Аменемхеба из бронзово-серебряного сплава (высота её без деревянного постамента была 13 см) и деревянная статуя его брата Хувебенефа. Исключительно успешный сезон завершился в июне 1911 года.

Находки Г. Картера в Бираби
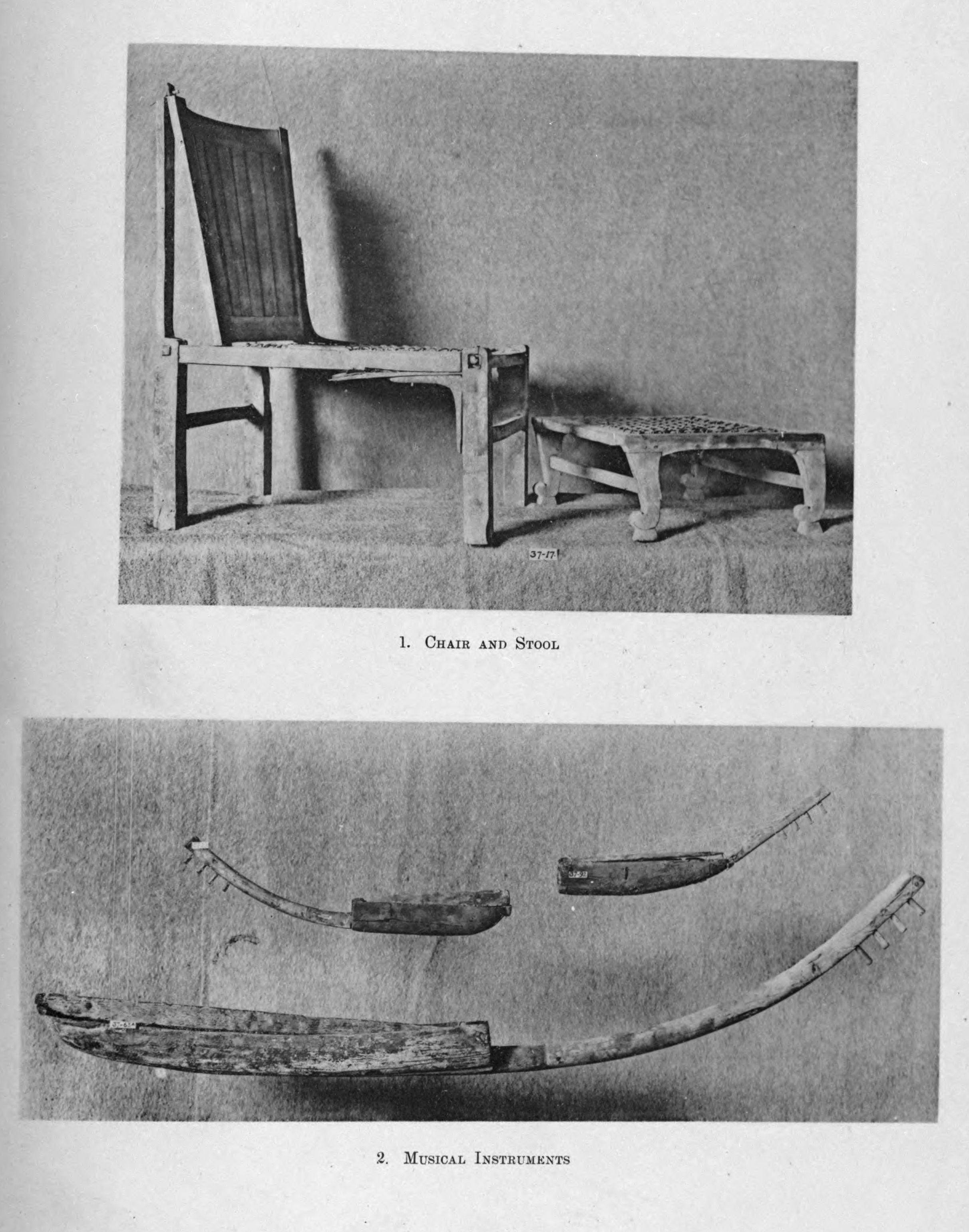
Кресло с подножкой
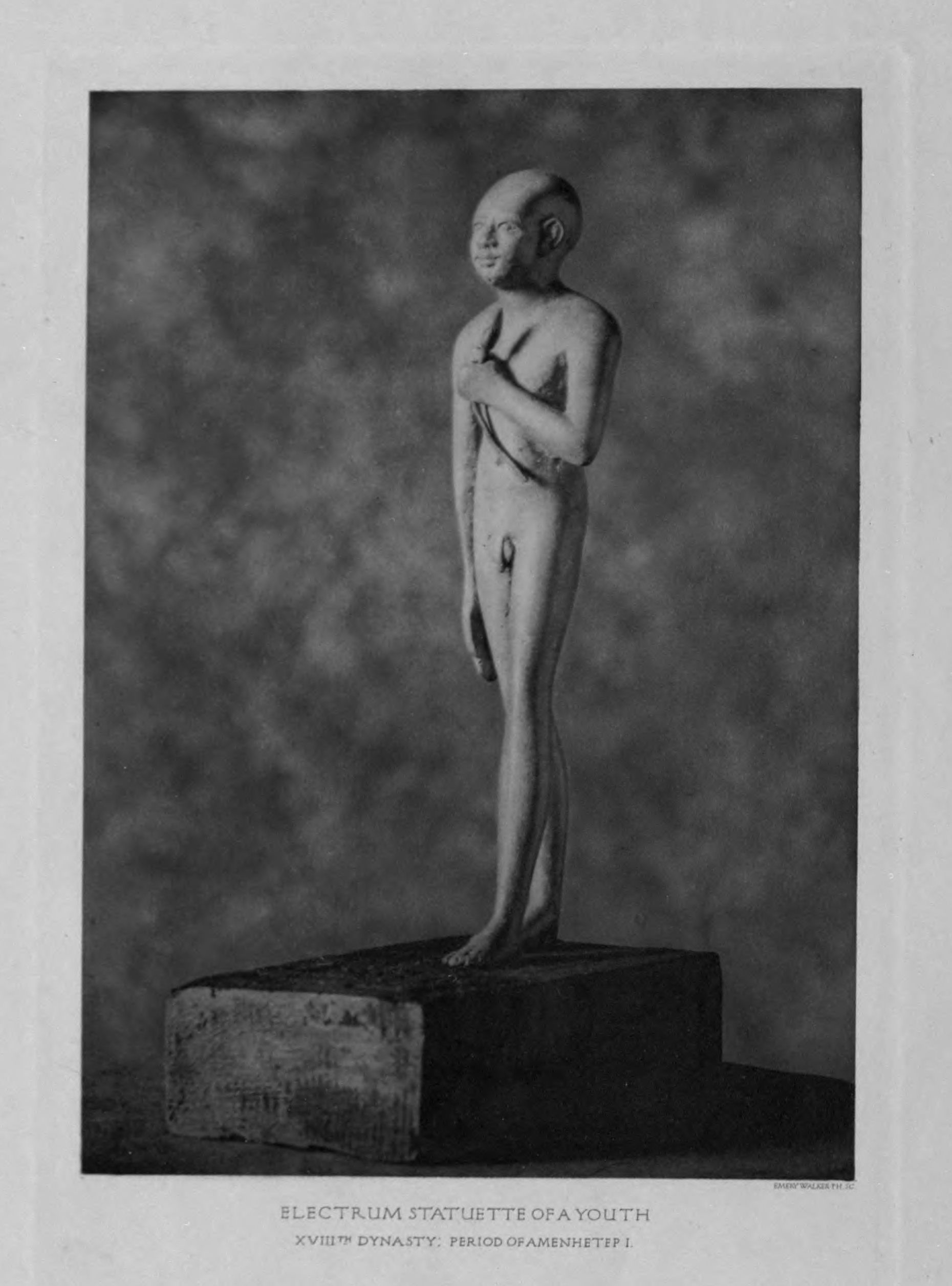
Статуэтка мальчика
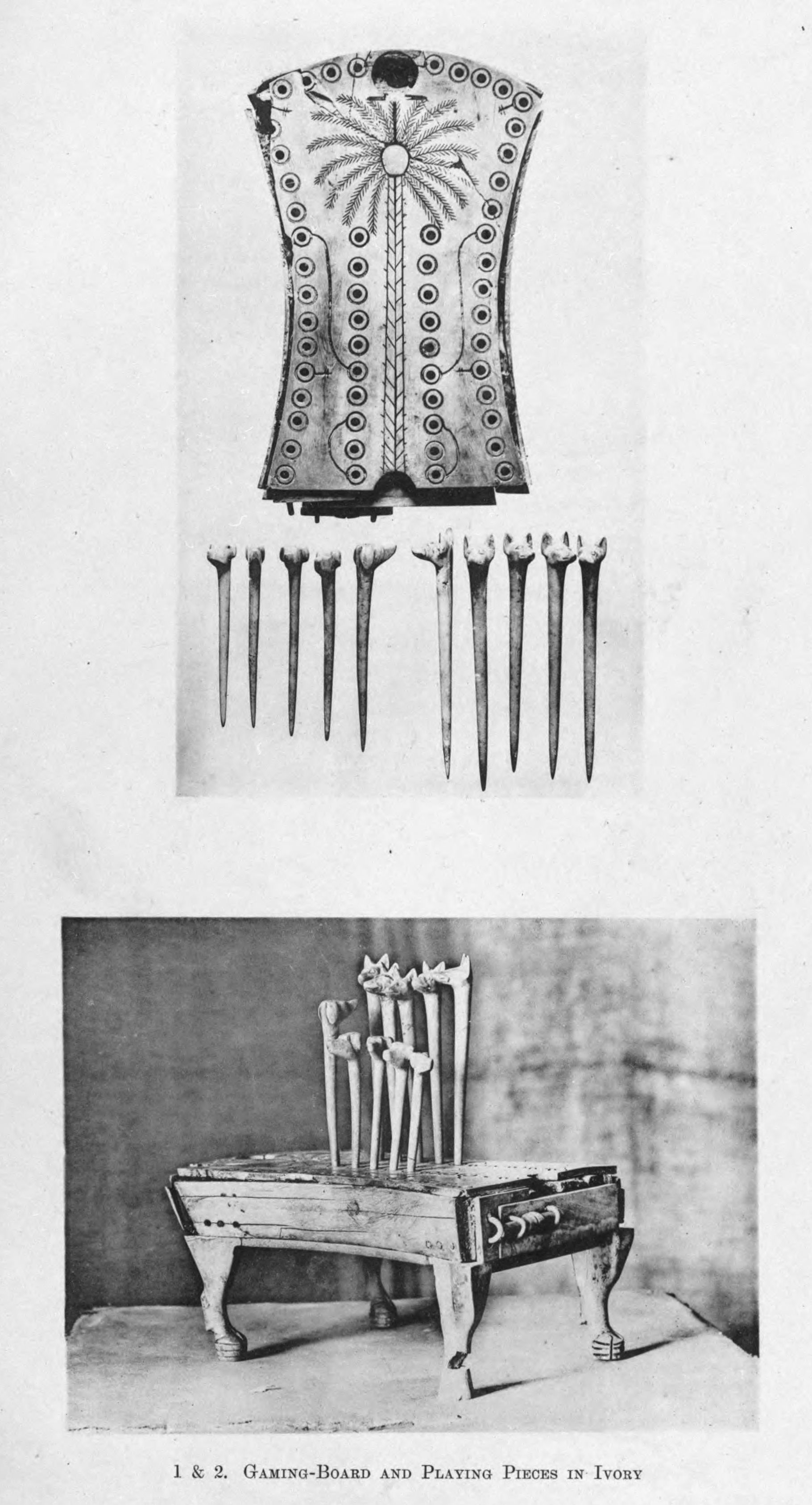
Набор для игры «Псы и шакалы»
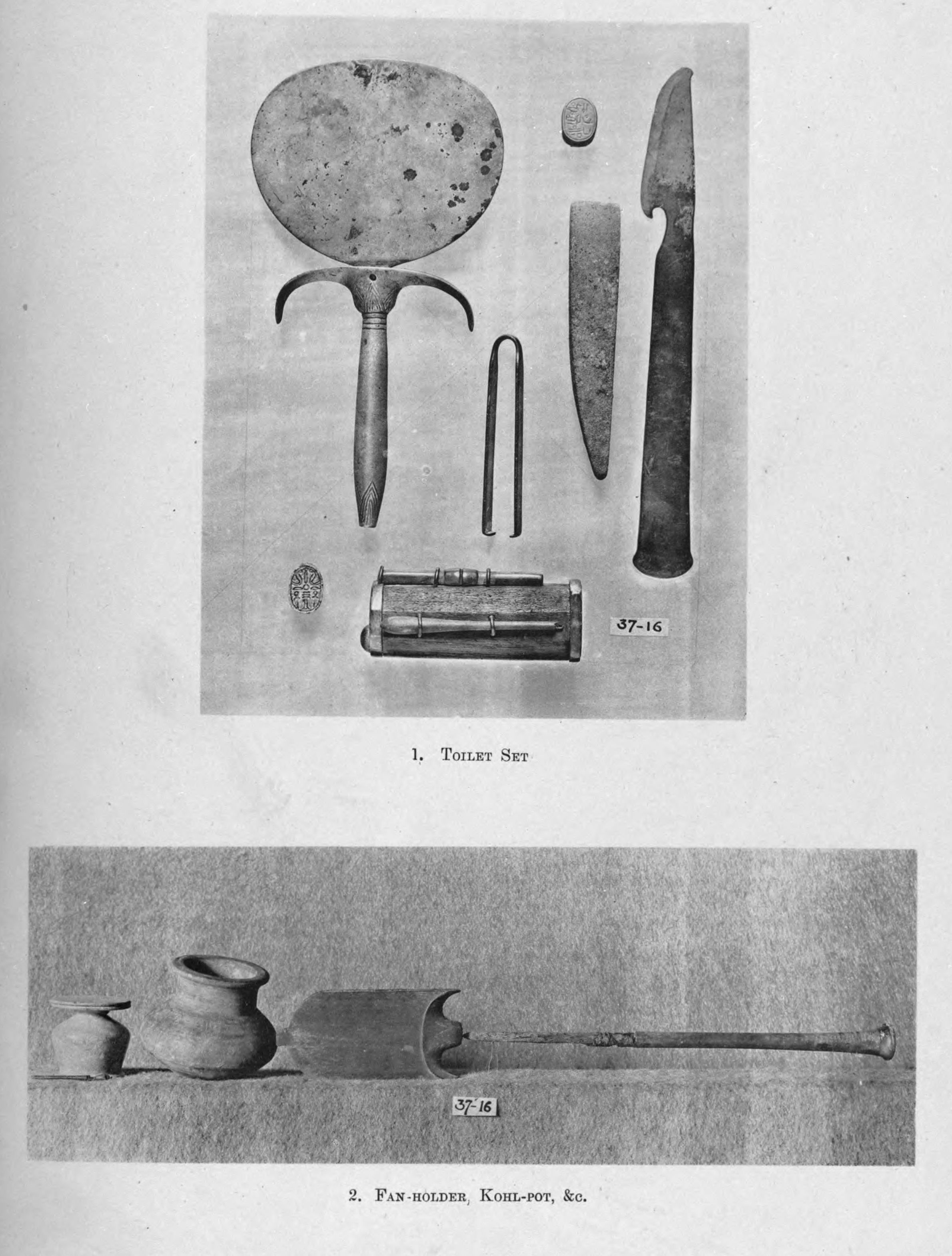
Косметические предметы

Отношения лорда Карнарвона и Говарда Картера вполне сложились, несмотря на разделявшие их социальные границы. Лорд Карнарвон придерживался неформального стиля поведения, принятого в кругу эдвардианцев, и с большим энтузиазмом общался с простолюдином Картером, который был в Египте большим авторитетом как для местных жителей, так и для европейцев. Здоровье Карнарвона было сильно подорвано давней автомобильной катастрофой, поэтому он не всегда мог находиться на раскопе, руководя из дахабие или номера в отеле «Зимний дворец». Сам же Картер, судя по всему, искренне зауважал работодателя. Он также стал важным источником пополнения коллекции лорда, пользуясь своими связями в среде чёрных копателей Курны и рыночных торговцев. Приобретаемые изделия должны были иметь наивысшее качество. В сезон 1912 года Картер приобрёл у перекупщика три геммы из сердолика и сардоникса времён Аменхотепа III, успев обойти агента Берлинского музея. Эти изделия, вероятно, были вынесены с раскопок Теодора Дэвиса в Долине Царей. Карнарвон щедро делился находками с Британским музеем и даже музеем Ньюбери — города рядом с его резиденцией в Хайклере. Не брезговал лорд и перепродажей своих находок заинтересованным собирателям или музейным собраниям. Принципиальным противником частной торговли древностями стал инспектор Артур Уайгалл, который со своим ассистентом Аланом Гардинером приступил к полной инвентаризации всех фиванских некрополей. В 1910—1913 годах они закончили топографический каталог частных гробниц, опубликованный в Лондоне. Картер, вероятно, ссорился с ними обоими, так как по-прежнему квартировал в резиденции Службы древностей в Мединет-Абу. В переписке Говарда с Перси Ньюберри от 1909 года неоднократно повторяются жалобы на «глупое» поведение Уайгалла, которое «отравляло» работу археолога в Луксоре, а также «разочарование» в Гардинере.

### Дом

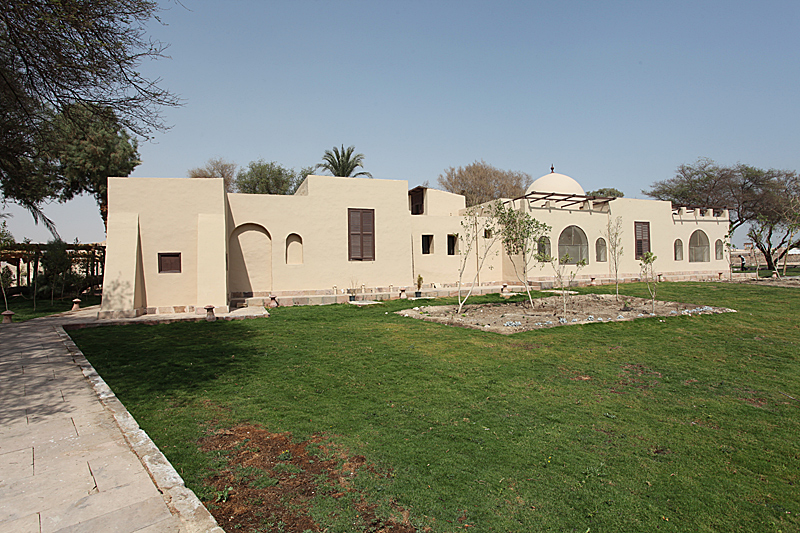
Южный фасад виллы Картера в Луксоре

В сезон 1910—1911 года Говард Картер окончательно принял решение построить в Луксоре собственный дом. В автобиографии он связывал это решение с возможностью получения концессии на работы в Долине Царей. Проект своей резиденции, которую Картер совершенно серьёзно называл «За́мком» (арабы тоже подхватили это название), археолог разработал лично в египетском стиле. Стены напоминали пилоны египетских храмов, а центральный холл был увенчан куполом. Дом поставили на холме Эльват-эль-Дибан на северной оконечности Дра Абу эль-Нага близ спуска в Долину Царей. Впрочем, похожий дом построил для себя Сомерс Кларк в долине Нила, в Эль-Кабе. Предположительно, строительство оплатил лорд Карнарвон. Кроме того, его семье принадлежал кирпичный завод в Ньюхолле (Бертон-он-Трент), из продукции которого и была построена вилла археолога; возможно, это был натуральный вклад лорда в своего самого успешного сотрудника. На кирпичах имелось клеймо: «Изготовлено для Говарда Картера. Фивы, 1910 год от Рождества Христова». Образцы с такими клеймами имеются и в замке Хайклер. Дом был удобен как резиденция археолога, расположенная рядом со всеми важнейшими объектами Фиванского некрополя, но в то же время изолированная от туристических маршрутов и хозяйственных угодий. Луксор располагался на восточном берегу Нила, поэтому, чтобы попасть к Картеру, следовало переправиться на лодке или пароме на западный берег, а далее добираться верхом (на лошади или осле) два часа через крестьянские угодья мимо Асасифа — долины Дейр-эль-Бахри и Дра Абу эль-Нага.
Новоселье состоялось в самом начале 1911 года, что позволило Картеру вести активную светскую жизнь. Даже Уайгалл упомянул об этом в своём дневнике; восхищение резиденцией выражали и постоянные члены луксорского европейского сообщества. Гардинер отметил, что дом оштукатурен, мебели мало, но она высокохудожественная, а центральный зал с куполом следует арабскому стилю. Картер был подчёркнуто вежлив с ним. Напротив, сезон 1911—1912 годов оказался скудным — почти все обследованные гробницы относились либо к птолемеевской эпохе, либо к Среднему царству и XVIII династии. Интересных с художественной и рыночной точки зрения находок было очень мало; энтузиазм лорда явно упал. Однако забросить участок было нельзя, так как это уменьшало шансы получить концессию на работы в Долине Царей. Карнарвон, вероятно, рассчитывал, что, получив дом в Фивах, Картер сможет работать круглогодично, а не по два-три месяца зимой, как часто случалось в предшествующие годы. Из переписки лорда следует, что он колебался и думал перенести работы в Дахшур, где находились пирамиды как IV, так и XII династий. Переговоры об этом тянулись до 1913 года, приведя к сильному ухудшению отношений Карнарвона и Масперо. Глава Службы древностей планировал на правительственном уровне зарезервировать все археологические объекты Дахшура, Саккары и Абусира для официальных раскопок.
Пока тянулись переговоры и безрезультатные работы в Фивах, Картер советовал Карнарвону заняться объектами Дельты, которые стремительно уничтожались себахинами. Пробные раскопки в 1912 году было решено произвести в городе Саха; вероятно, Картер решил помочь Ньюберри, который тогда занимался серией статей о ранних религиозных культурах Дельты. Саха был провинциальным центром XIV династии. Заявку на концессию подали ещё осенью 1911 года, но вскоре стало ясно, что раньше 1912 года она удовлетворена не будет. Картера срочно отправили на место, откуда он писал, что перспективный курган имеет 80 футов высоты и площадь около 80 акров, но северная часть его сильно разрыта себахинами. В местной мечети (к югу) был греко-римский мозаичный пол. В конечном счёте лорд так и не поехал на место раскопок: оказалось, что будущий раскоп кишит змеями. Картер почти не документировал своих работ. Из переписки с Ньюберри известен размер жалованья, которое получал археолог, — около 200 фунтов стерлингов за месяц в поле; весьма существенная для начала XX века сумма. После неудачи с Сахой Картер отправился в Телль-эль-Баламун близ средиземноморского побережья. Он пришёл к выводу, что это античный Нижний Диосполис; судя по фотографиям, некоторое время Карнарвон всё-таки провёл на раскопках. Здесь были найдены серебряные украшения и фрагмент статуи, который были заново обнаружены в замке Хайклер в 1991 году.

Интерьеры виллы Говарда Картера
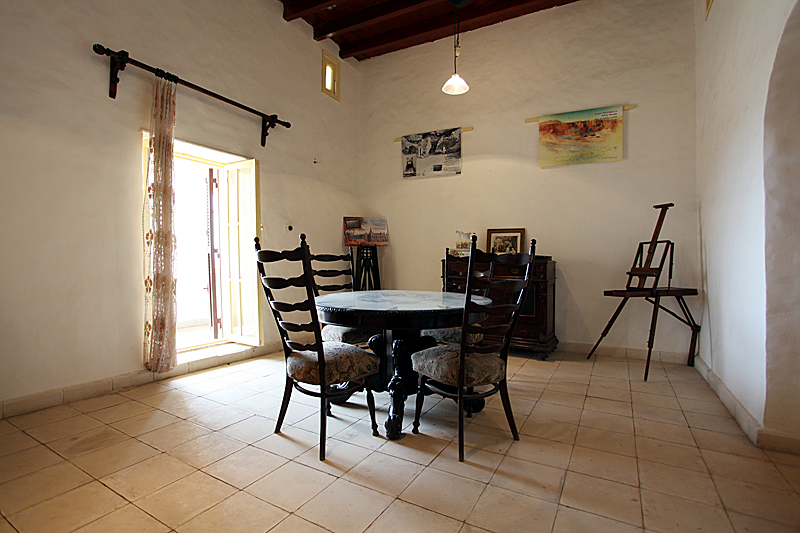
Столовая
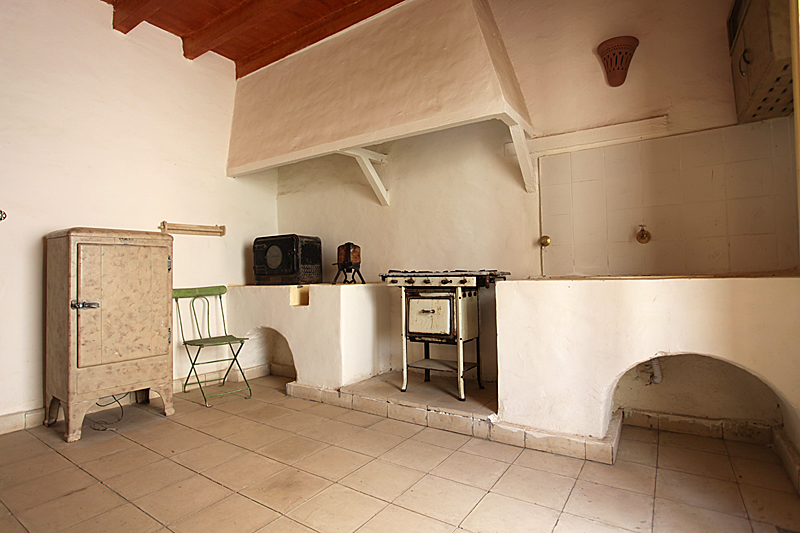
Кухня
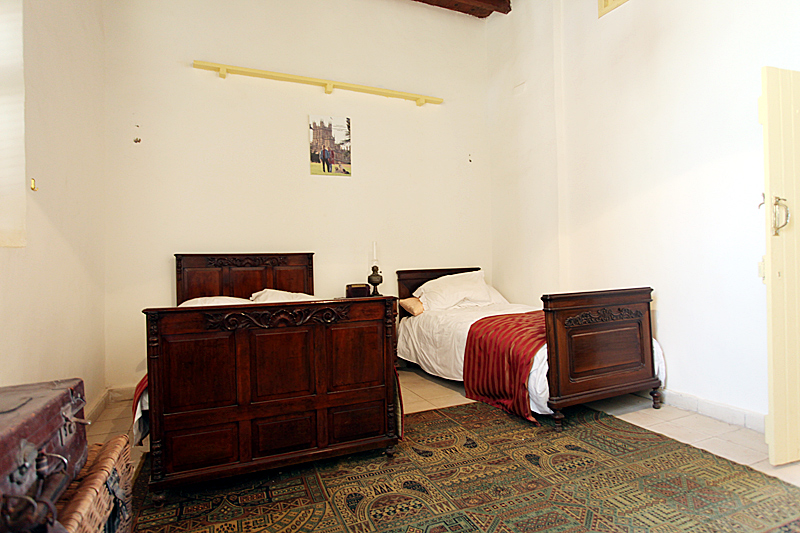
Спальня лорда Карнарвона
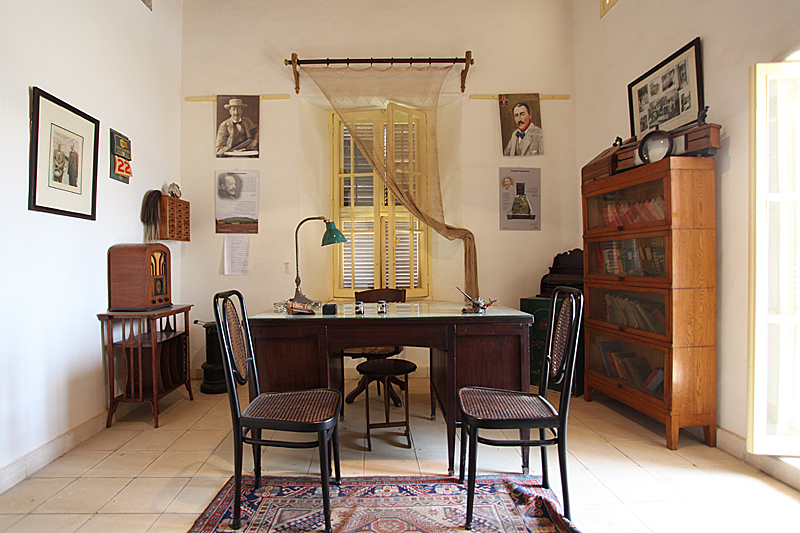
Рабочий кабинет

### Концессия в Долине Царей и война
Из-за болезни 77-летнего Теодора Дэвиса концессия на раскопки в Долине Царей в июне 1914 года была передана лорду Карнарвону. В основном это было связано с тем, что и сам Дэвис, и Масперо полагали, что все существенные находки уже сделаны и гробницы изучены; сам Картер, наоборот, был полон энтузиазма. В начале сезона он запланировал очистить и укрепить гробницу, которую он считал принадлежавшей Аменхотепу I и царице Яхмос-Нефертари (ANB). Работы начались в августе. Толчком стал визит одного из чёрных копателей, который принёс обломки алебастровой вазы с именами царя и царицы, в которых Картер опознал фрагменты, часть которых сам же отдал Дэвису десятью годами ранее. Однако начавшаяся Первая мировая война надолго прервала масштабные археологические работы. Нет никаких свидетельств того, как Картер воспринял боевые действия; во всяком случае, никто не требовал от него пойти в армию. С 8 февраля по 8 марта 1915 года он освобождал от мусора и реставрировал гробницу Аменхотепа III (WV22). Неясно, было ли у него официальное разрешение, так как концессионный документ был датирован лишь 18 апреля 1915 года. В дальнейшем это разрешение автоматически продлевалось вплоть до открытия гробницы Тутанхамона.
В начале лета 1915 года Говард Картер был прикреплён к разведывательному отделу военного министерства в Каире без призыва на воинскую службу и присвоения чина. Своему коллеге — куратору Метрополитен-музея Альберту Литгоу — Картер писал 4 июня 1915 года, что «каждый должен помогать в победе изо всех сил». Чем именно занимался археолог в годы войны — неясно, во всяком случае в автобиографии он упоминал об «усталости от военной работы и секретных шифров». Весной и летом 1916 года археолог был командирован в Англию, по-видимому, исполняя обязанности официального курьера. В августе он был представлен Уоллису Баджу в Британском музее и сопровождал лорда Карнарвона на переговорах о приобретении коллекции древностей. Из переписки с Гардинером следует, что Картер оформил результаты своих работ в гробнице Аменхотепа для «Журнала египетской археологии». Редактором статьи стал сам А. Гардинер. Учёные даже посетили музыкальное ревю «The Bing Boys are Here» в театре «Альгамбра». Кроме того, в Британском музее было решено пригласить Картера-художника и археолога для сопоставления действительного плана фиванской гробницы Рамсеса IV (KV2) и её же схемы на одном из Туринских папирусов. 4 марта 1917 года Гардинер писал, что получил рукопись Картера, и выражал восхищение качеством планов и вертикальных разрезов, но просил перевести все данные из имперской системы в метрическую. Летом 1917 года Гардинер опубликовал результаты исследований под обеими фамилиями. Также Гардинер привлёк Картера для прорисовки рельефов Карнакского храма, изображающих шествие царской ладьи в праздник Опет — планировалось сделать от тридцати до сорока цветных литографий, за что Говард получил аванс в 75 фунтов стерлингов и ожидал ещё сто фунтов после окончания работы. Однако работа прервалась на десятой литографии и более никогда не возобновлялась.

### Говард Картер на военной службе и в торговле древностями
Дождливой осенью 1916 года в Вади-Куббанет-эль-Кируд гробокопатели Курны по промоинам нашли гробницу жён фараона Тутмоса III, полную каменных сосудов и украшений. Появление этих изделий на антикварном рынке вызвало ажиотаж среди коллекционеров и вооружённые стычки между бандами Курны. Поэтому Картера в октябре привлекли к полицейской операции, чтобы не допустить кровопролития и пропажи ценных древностей (они были оценены в 1100 фунтов стерлингов). Археологу удалось разогнать банду из восьми человек и в одиночку обследовать вход в гробницу. Оказалось, что этот вход не заметен ни с вершины ближайшего холма (130 футов), ни из русла вади глубиной 220 футов. Периодические затопления нанесли в галереи и камеры много мусора, поэтому грабители пробили 90-футовый туннель. Картеру понадобилось двадцать дней, чтобы очистить все камеры. Спускаться в расселину было опасно, Говард всегда делал это в сети, которую постепенно опускали его рабочие. Копачи трудились круглосуточно, пока Картер не дошёл до саркофага из жёлтого кварцита, надписанного титулами Хатшепсут до её прихода к власти. Вероятно, эта гробница была заброшена в пользу новой, царской, которую Картер раскапывал по заказу Дэвиса в сезон 1904 года. Результаты раскопок были опубликованы Картером в том же номере «Журнала египетской археологии», что и его обмеры гробницы Тутмоса IV.
Из переписки лета 1917 года следует, что Картер всё-таки был призван на службу рядовым и ожидал командировки в Газу. Жене Ньюберри — Эсси — он сообщал, что годы войны положительно сказались на Египте, в котором заметно вырос уровень благосостояния. Вероятно, он не получал за службу жалованья, а написанные им акварели и картины продавались медленно. Наконец, командировка в Палестину была отменена, и археолога окончательно вернули в Луксор: в октябре он жаловался на скуку и изоляцию. Служба древностей не ответила на его запросы, поэтому Картер вернулся к торговле древностями. Собственно, первую серьёзную сделку он совершил в 1915 году, когда продал семь гранитных статуй Сехмет из коллекции Амхерста в Метрополитен-музей и получил комиссионные. В 1917 году он заключил прибыльный контракт с Кливлендским художественным музеем, который стремился пополнить египетский отдел. В соглашении от 16 сентября 1917 года (ссылаясь на более ранние договорённости) оговаривалась комиссия в 15 % с каждой покупки, так как Картер гарантировал лучшую цену и подлинность произведений. Расходы на перевозку, упаковку и страховку падали на музей. В том же году он характеризовался руководством Метрополитен-музея как «лучший агент».

## Открытие гробницы Тутанхамона (1918—1923)

### Возвращение в Долину Царей

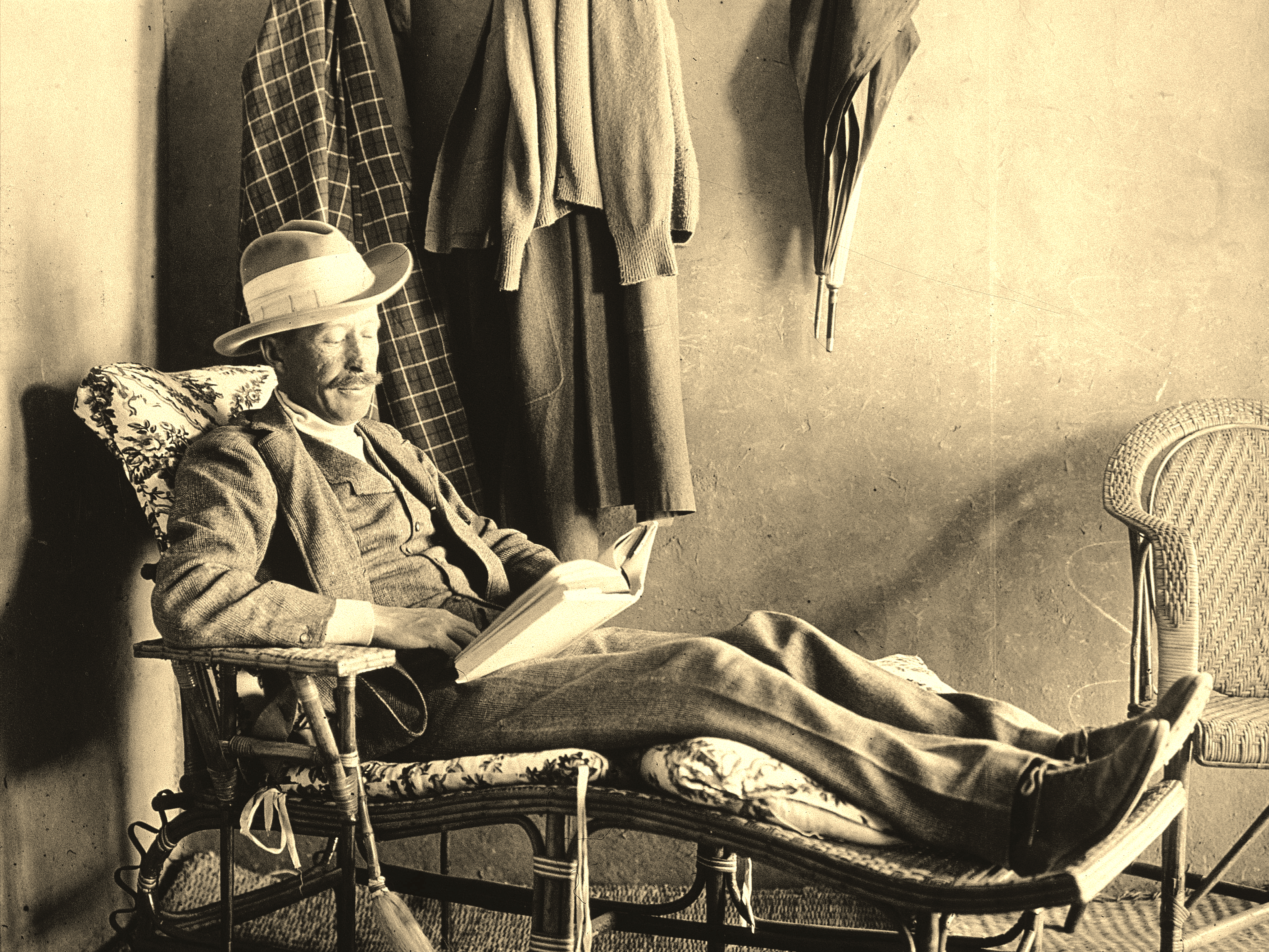
Лорд Карнарвон в своей комнате в доме Картера в Долине Царей

Состояние здоровья лорда Карнарвона неуклонно ухудшалось, зимой 1918 года он едва не скончался от последствий аппендицита, но ему помогла срочная операция. Картер в это время пытался продать Метрополитен-музею кварцитовый саркофаг царицы Хатшепсут, который был невостребован Каирским музеем. После отставки Масперо генеральным директором Службы древностей был назначен Пьер Лако, который не лучшим образом относился к лорду и самому Картеру. Раскопочный сезон продолжался от 1 декабря 1917 по 2 февраля 1918 года: Картер хотел доказать беспочвенность утверждений Дэвиса об исчерпанности Долины Царей археологическими памятниками. Однако основными результатами стало множество остраконов, заинтересовавших А. Гардинера. Между 7 и 28 марта Картер путешествовал по Нилу в дахабие Кларенса Фишера — археолога Пенсильванского университета, закончившего сезон в Дендере. Помимо отдыха, он занимался поиском мест, которые могли бы заинтересовать графа Карнарвона, особенно в Амарне. В послании графу от 29 марта Картер предлагал для работ Ахмим, но в особенности склонял его к Амарне, утверждая, что можно будет разместиться в дахабие не далее мили от места непосредственных работ. Далее начались переговоры с директором Лако и заместителем министра общественных работ сэром Мёрдоком Макдональдом (в ведении именно этого министерства находилась Служба древностей). В результате 8 апреля официальным письмом Картеру объявили, что концессия в Амарне предоставлена не будет, а взамен от экспедиции Карнарвона ожидается очистка Долины Царей от мусора. Впрочем, и в июне Картер пытался оформить раскопки в Амарне или её окрестностях.
Одновременно Картер пытался продать американцам имущество из открытой чёрными копателями в 1916 году гробницы, которое перекупил у луксорского торговца Мухаммада Мухасиба. Коллекцию приобрёл Художественный музей Кливленда в 1919 году, и туда же была продана статуя Позднего царства, от которой отказался Брэстед из Восточного института в Чикаго. В переписке Генри Кента, секретаря Метрополитен-музея, и директора Художественного музея Кливленда Фредерика Уайтинга откровенно говорится, что Картер «признан самым искусным агентом по связям с туземными торговцами, и он джентльмен». Старые друзья также пользовались его услугами: так, Алан Гардинер в письме от 13 июля 1918 года ссылался на отправленную ранее телеграмму с просьбой купить некий папирус за 100 фунтов стерлингов. Однако больше об этой сделке ничего не известно.
В ноябре 1918 года Картер был направлен Карнарвоном для работы в Меире на зимний сезон. В их переписке сохранились расчёты бюджета экспедиции. Рабочий отряд копателей составлял 12 человек из Луксора, 25 мальчиков и двух взрослых, нанятых на месте, плата которым составляла в сумме 3,8 египетских фунта в день. У него на руках было 110 фунтов, и требовалось ещё 250 для успешного завершения сезона. В этом же письме впервые упоминается имя Артура Каллендера — инженера, который затем влился в постоянную команду по поиску Тутанхамона. Реальные раскопки начались 1 декабря, и Картер был крайне недоволен качеством рабочей силы, считая, что местные жители «капризны» и требуют несоразмерной платы за свои услуги и поставляемое продовольствие. После пересмотра штата в команде было 15 мотыжников, 30 корзинщиков, 2 десятника, писец и повар с помощником. Ежедневные расходы составляли 5 фунтов стерлингов, а размещались все в заброшенных гробницах, как когда-то в Бени-Хасане. До закрытия работ 15 января 1919 года не было обнаружено ничего интересного. По выражению Т. Джеймса, «словно высшие силы препятствовали любым успехам за пределами Фиванского некрополя». После неудачи Картера перебросили расчистить площадку перед гробницей Тутмоса I, что заняло период с 19 по 24 февраля.

### Отпускные сезоны в Англии

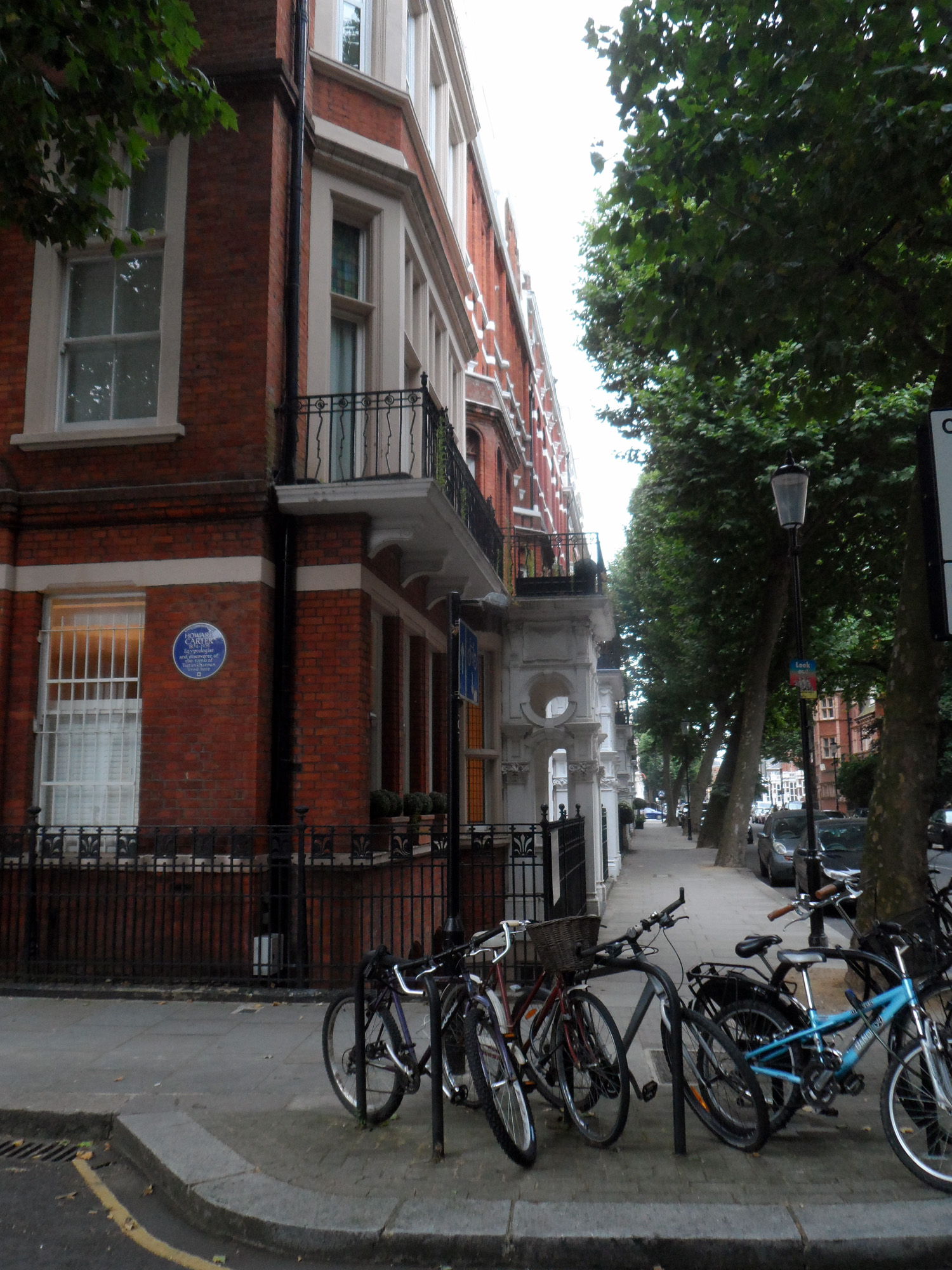
Дом Сэмюэла Картера в Южном Кенсингтоне, в котором подолгу жил Говард. Обозначен синей мемориальной доской

Во время Египетской революции 1919 года Картер находился в Наг-Хаммади, о чём свидетельствует запись в альбоме дочери Антонио Луковича, директора местного сахарного завода. Запись датирована 29 мая и включает стандартную иероглифическую формулу подношения, здесь же иероглифами записаны фамилии Луковича и самого Картера. Это редкое свидетельство того, что археолог в какой-то степени овладел египетским языком. 25 июня он впервые за три года отправился в Англию и до 1922 года каждое лето проводил в Суоффеме, а также в Хайклере, разбирая коллекции своего патрона. В декабре 1920 года скончалась его мать, и в следующие свои визиты в Англию Говард останавливался у брата Сэмюэла, который жил в Лондоне, буквально в паре сотен метров от их бывшего дома на Рич-Террас (Колингем-Гарденс, № 19). Иногда Говард останавливался в Конститьюшн-клубе на Нортумберленд-авеню, близ Трафальгарской площади. Впрочем, в одном из писем брату от 1921 года он писал, что «полностью закопался» в египетские коллекции в Хайклере. Клубы стали его лондонскими убежищами, когда не стало семейного дома, а замок патрона после его кончины также был закрыт для археолога. В 1922 году он впервые снял квартиру № 12 в доме № 11 по Кинг-стрит в Сент-Джеймсе, поскольку его привлекали консультантом по оценке египетских древностей на аукционе Sotheby’s. По-видимому, впервые он оказался связан с аукционным домом, когда помогал распродавать собрание Амхерста.
Именно в 1922 году аукционный дом привлёк Картера для каталогизации папирусной коллекции баронета Фрэнкленда, связанного брачными узами с семействами Керзонов и Зуш. Это были остатки собрания Роберта Керзона, 14-го барона Зуш, который опубликовал описание своего путешествия по Леванту в 1849 году. Аукцион состоялся 2 ноября 1922 года. Эта сторона работы Картера привела в тот период к некоторому охлаждению дружбы с Ньюберри. Летом 1922 года на «Сотбисе» была выставлена коллекция преподобного Макгрегора, который годом ранее выставил её в доме «Спинк и сыновья», где консультантом был Ньюберри. В сентябре 1921 года Ньюберри и Картер обменялись раздражёнными письмами, но об истинных причинах ссоры можно только предполагать. Потом они помирились, а Ньюберри даже лично ездил в Чикаго, пытаясь пристроить коллекцию в целостном виде.
Археологические сезоны 1920 и 1921 годов были короткими и малопродуктивными. В 1920 году с 5 января по 16 марта удалось расчистить Долину Царей от гробницы Рамсеса IV (KV2) до гробницы Рамсеса II (KV7). Лорд Карнарвон поселился на вилле Картера, что было удобно для контроля раскопок, а жена и дочь лорда обитали в луксорском отеле. 26 февраля в тайнике в обломках близ гробницы царя Мернептаха (KV8) было найдено 13 алебастровых сосудов тонкой работы, вызвавших восторг леди Карнарвон. Она даже пожелала выкопать их лично. 1 декабря 1920 года Картер взялся за расчистку небольшой боковой долинки, рассчитывая раскопать временные жилища рабочих, возводивших гробницу Рамсеса VI. Однако уже 9 января 1921 года пришлось прекратить работы, так как раскопки мешали туристам, и переместиться к гробнице Тутмоса III до 3 марта. В 1921 году Картер надолго выбыл из строя. В октябре ему удалили жёлчный пузырь, что дало осложнения и потребовало шести недель заживления. Операцию делал в Лидсе известный хирург сэр Беркли Мойнихан, который занимался лечением Карнарвона тремя годами ранее. В декабре Картер писал, что его возвращение в Египет срывается, ибо выздоровление потребует ещё шесть недель, которые он провёл в доме Карнарвона. Билеты в Александрию он забронировал на 19 января 1922 года. 25 января он был в Каире и 2 февраля в Луксоре, немедленно оказавшись у торговцев древностями. Большей частью это были комиссии для лорда Карнарвона и коллекционера Джозефа Экворта.

### На пути к гробнице Тутанхамона

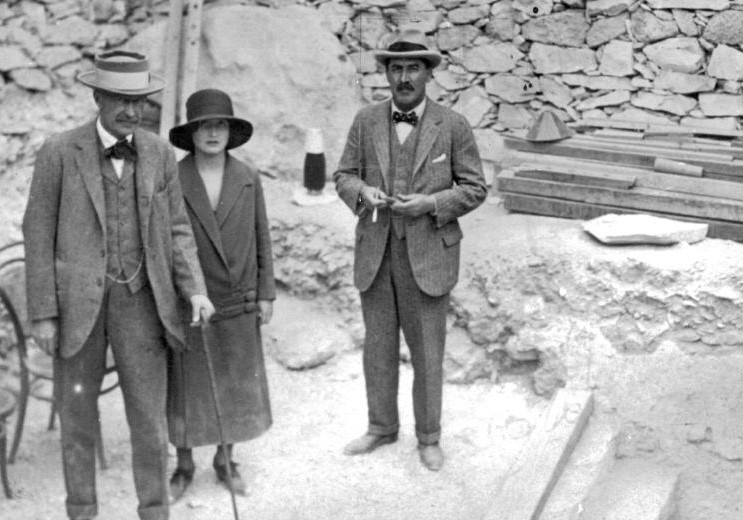
Говард Картер (справа), лорд Карнарвон и его дочь леди Эвелин Герберт на раскопках

Работы в сезон 1922 года начались 8 февраля — на следующий же день после прибытия в Луксор лорда Карнарвона. Раскопки были сосредоточены в главной долине в районе захоронения Саптаха, царя XIX династии. Эту гробницу раскапывала экспедиция Дэвиса в 1905 году, поэтому освобождение окрестностей от мусора потребовало десятидневных усилий 40 взрослых и 120 мальчиков. Картер до конца не оправился после операции, поэтому 13 марта прервал работы и выехал в Каир, лорд Карнарвон остался в Луксоре. В апреле лорд уехал в Европу, а Картер перемещался из Луксора в Каир и обратно, в основном занимаясь перепродажей древностей. Работы осуществлялись по лицензии Карнарвона, продлённой 26 января 1921 года, статьи 8-я, 9-я и 10-я которой определяли порядок раздела находок, «дабы вознаградить за старания и труд», который, по сути, целиком зависел от дирекции Каирского музея. Серьёзное недовольство новой политикой Службы древностей выразили Флиндерс Питри, Алан Гардинер (главный археолог Фонда исследований Египта) и в особенности Линдси Холл — глава экспедиции Метрополитен-музея, который лишался значительной части потенциальных коллекций для своего учреждения.
Открытие гробницы Тутанхамона было сильно мистифицировано самим Говардом Картером. В отчёте о раскопках, опубликованном в 1923 году, он прямо заявил, что стремился отыскать конкретную гробницу конкретного фараона, по крайней мере, с 1915 года. Куратор египетского отдела Британского музея Т. Джеймс в своей биографии Картера утверждал, что ни в одном дневнике или археологическом документе археолога до 1922 года имя Тутанхамона не упоминалось вовсе. Разумеется, он был в курсе династической последовательности конца XVIII династии и читал переводы документов о древних ограблениях царских усыпальниц, в которых не было ни малейших указаний, что гробница Тутанхамона когда-либо была найдена или опустошена. В дневнике А. Гардинера от 6 ноября 1922 года записано, что ему позвонил лорд Карнарвон, находившийся в Англии, и сообщил, что получил телеграмму Картера из Луксора о «замечательном открытии». Гардинер откровенно заявил, что понятия не имеет о Тутанхамоне и не разбирается в истории захоронений в Долине Царей. Тогда ещё даже не были обнаружены нетронутые печати на входе. Планы на зимний сезон 1922—1923 годов Карнарвон и Картер обсуждали в Хайклере, куда археолог прибыл во время летних вакаций. Дата обсуждения не сохранилась ни в дневниках, ни в переписке его участников. Лорд собирался полностью отказаться от продолжения работ в Долине Царей и поставил вопрос в жёсткой форме. Картер, напротив, предлагал работать хотя бы один дополнительный сезон, аргументируя это тем, что остался лишь один нерасчищенный от завалов участок ниже входа в гробницу Рамсеса VI. Чтобы не срывать археологических работ и не мешать туристам, следовало начать копать как можно раньше. В конце концов Карнарвон согласился, благо расходы были относительно невелики: ликвидация древних хижин рабочих и расчистка участка долины от щебня и обломков требовали штата не больше, чем в Меире, с расходами не выше 5 фунтов стерлингов в день. Накладные расходы были минимальны, поскольку Картер жил у себя дома и мог разместить рабочих по окрестностям. 11 октября 1922 года археолог вернулся в Каир и ещё две недели провёл на базаре, закупая древности у знакомых торговцев Нахмана, Мансура и других. В Луксор он приехал 27 октября привезя с собой канарейку, дабы «оживить дом». Это сыграло немалую роль в лояльности жителей Курны, которые никогда не видели и не слышали певчих птиц, и постоянно навещали виллу Картера, чтобы полюбоваться канарейкой.

### Открытие

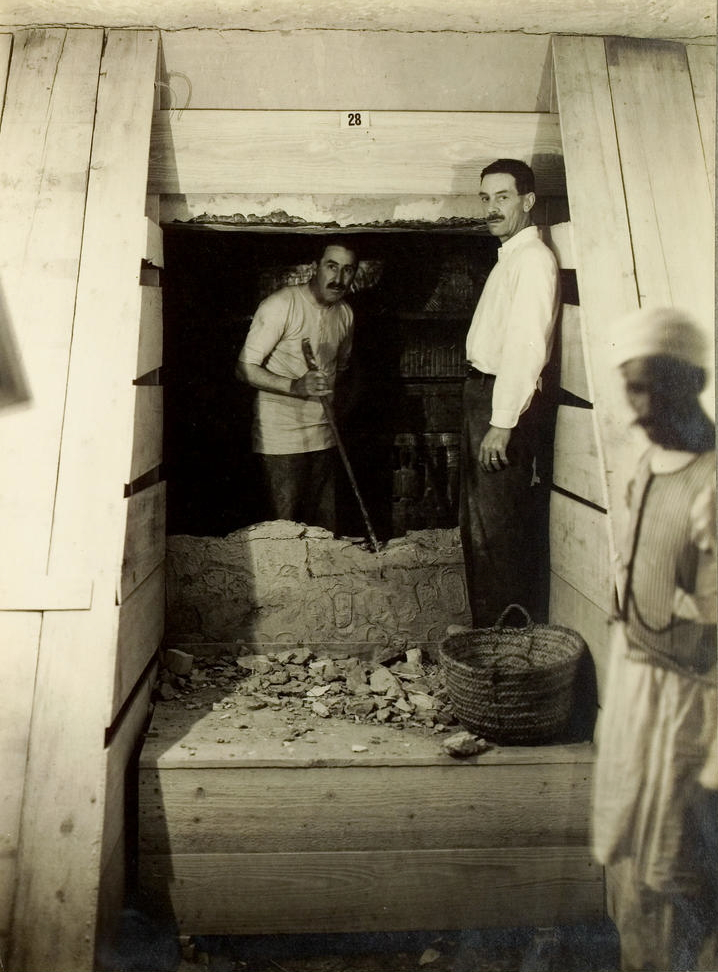
Картер (в глубине) и Артур Мэйс открывают вход в гробницу Тутанхамона

Говард Картер приступил к работам 1 ноября 1922 года. Его рабочий дневник начинается с 433-го дня, поскольку он отсчитывал дни от февраля 1915 года. Вечером 2 ноября 1922 года рабочие начали сносить хижины перед гробницей Рамсеса VI. Утром 3 ноября под одной из лачуг рабочие обнаружили каменную ступеньку. 4 ноября в дневнике помечено: «вход в гробницу в русле водотока». К концу дня 5 ноября стало ясно, что это вход в неизвестную гробницу. После первичной расчистки открылась заштукатуренная стена из камней, с хорошо сохранившимися печатями. Поскольку оттиски (шакал и девять луков) принадлежали царскому некрополю, Картер уже не сомневался, что за ними гробница царственной персоны, судя по стилю — XVIII династии. 6 ноября Говард Картер телеграфировал Карнарвону о «замечательном открытии»: печати на входе оказались нетронутыми.

Наконец-то сделали удивительное открытие в Долине: великолепная гробница с нетронутыми печатями; закрыта до вашего прибытия. Мои поздравления. Картер
Оригинальный текст (англ.)At last have made wonderful discovery in Valley: a magnificent tomb with seals intact; re-covered same for your arrival. Congratulations. Carter

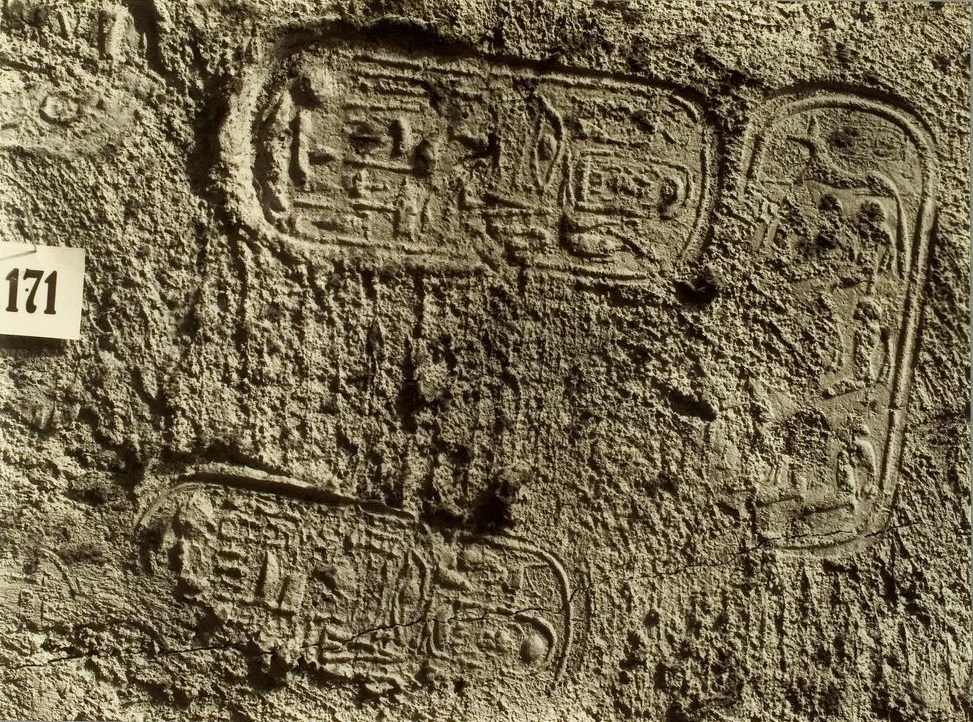
Печати на входе. Правый оттиск с различимым шакалом сверху упоминает девять луков. Верхняя печать с картушем и тронным именем Тутанхамона

До прибытия Карнарвона обнаруженную лестницу засыпали и завалили крупными камнями, чтобы у местных гробокопателей не возникало искушения туда проникнуть. 1 ноября под началом десятника Реиса Ахмеда Геригара начали удалять мусор и расчищать площадку для работ. Лорд Карнарвон с дочерью Эвелин Герберт должен был прибыть в Александрию 20 ноября, за два дня до этой даты Картер устремился в Каир на встречу с покровителем. Весь ход работ Картера до 1926 года документирован в его дневнике, который зачастую противоречит позднейшим опубликованным свидетельствам.
Лорд Карнарвон и Картер прибыли в Луксор 23 ноября, десятник к тому времени всё подготовил. Картер обнаружил иероглифы на втором комплекте печатей-картушей — тронное имя фараона Тутанхамона — Небхепрура. Впрочем, первоначальная реакция лорда была разочарованием: дверь в гробницу явно вскрывали ещё в древности, хотя затем официально запечатали. Расхитители могил проникли внутрь через узкий подкоп сверху. Окрест гробницы была груда обломков и мусора из других гробниц разных династий. Исследователи всё ещё не были уверены в масштабе открытия. Лишь 26 ноября была найдена вторая перегородчатая дверь с царскими печатями между коридором и передней комнатой. Картер первым проник во вторую комнату при свете масляной лампы. В отчёте он описывал это так: «Видите ли вы там что-нибудь?» — спросил Карнарвон в нетерпении. Картер ответил: «О да, удивительные вещи!»

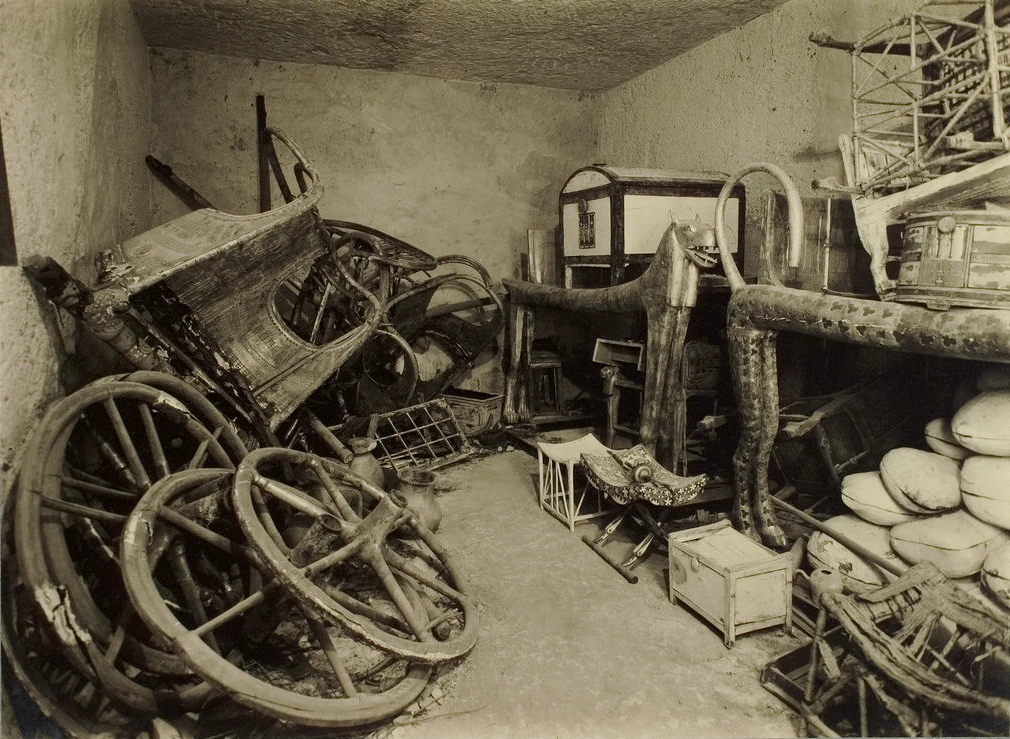
Сокровища в передней камере гробницы на фото Гарри Бёртона

«Неторопливость» действий Картера и Карнарвона объяснялась условиями концессии, которая была продлена 16 ноября 1922 года. Пункт 3-й гласил, что о любой находке следует сообщать инспектору Верхнего Египта. Пункт 4-й закреплял за первооткрывателями право вскрытия любой гробницы и входа в неё. Однако пункт 9-й предусматривал, что нетронутая гробница с её содержимым переходит государству без раздела находок, а 10-й пункт разрешал раздел предметов из ранее ограбленных или обследованных гробниц с правом Службы древностей изъять «объекты капитального значения». Инспектор Энгельбах находился в Кене, что, по-видимому, свидетельствует о его сомнениях в компетентности Картера и убеждённости, что сенсационные находки в Долине Царей невозможны.
20 ноября Картер протянул к гробнице электропровода, дальнейшая работа велась при электрическом свете. Первичный осмотр доверили леди Эвелин. 27 ноября вслед за ней, расширив проход, последовала вся команда. Картер поставил в известность местные власти и пригласил инспектора Службы древностей Рекса Энгельбаха, до приезда которого на раскопках присутствовал местный инспектор Ибрагим. В камере сохранились следы проникновения воров. Исследователи сразу обратили внимание на следующую, третью по счёту дверь, между двумя статуями фараона. Скорее всего, за ней была погребальная камера. Однако для того, чтобы проникнуть к саркофагу и мумии, необходимо было изучить, описать и расчистить помещение. Его заполняли ценнейшие предметы: колесницы, ложа, трон, вазы, несколько ларей. Нельзя было просто сдвинуть предмет, его следовало пронумеровать, сфотографировать и обеспечить сохранность, так как от неосторожного прикосновения он мог рассыпаться. Слева от коридора, на южной стене обнаружили другой пролом расхитителей. За ним оказалась ещё одна небольшая боковая камера, названная «кладовой». Если в прихожей вещи были в относительном порядке, то здесь преступники всё перевернули и перетряхнули, смешав вещи с мусором на полу и оставив их в полном беспорядке.
29 ноября и 30 ноября состоялось официальное открытие гробницы. В первый день на месте побывали провинциальные египетские чиновники и леди Алленби, её муж — Верховный комиссар Египта — не смог выкроить время. На второй день прибыл генеральный директор Службы древностей Пьер Лако, советник министерства общественных работ Пол Тоттенхэм и собственный корреспондент «Таймс» Артур Мертон.

### Погребальная камера. Смерть лорда Карнарвона

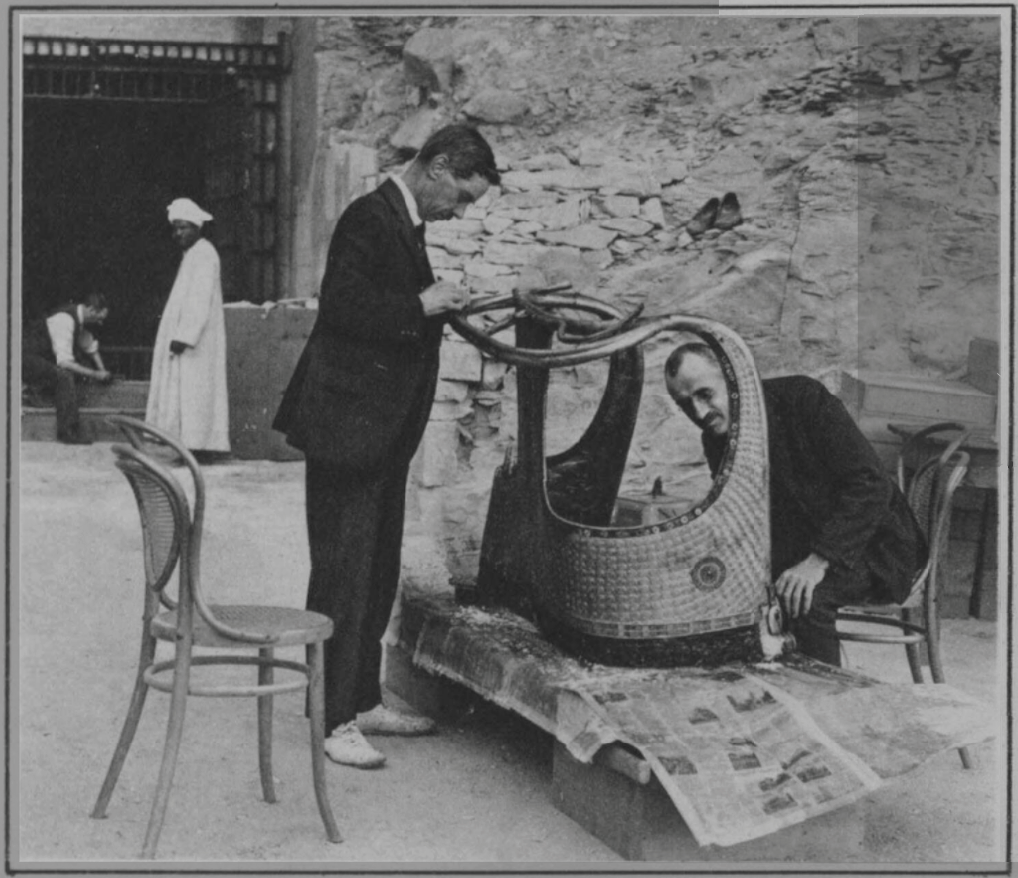
Артур Мэйс и Альфред Лукас консервируют и собирают колесницу

6 декабря Пьер Лако объявил об открытии на официальном уровне, доложив правительственному комитету по египтологии. В послании Карнарвону от 13 декабря говорилось и о Картере: «это лучшее завершение его карьеры, и самая поразительная награда, которую когда-либо получал археолог». Карнарвон отправился в Лондон, где был приглашён на королевскую аудиенцию. 6 декабря Картер забил вход в гробницу досками и вновь засыпал обломками лестничный спуск. После этого археолог выехал в Каир закупать материалы для консервации и упаковки находок, фотопластинки, а также заказал стальную решётку, которую должны были изготовить за шесть дней. В списке закупок был и автомобиль Форда. Картер, понимая, что не справится самостоятельно со столь значительным объёмом работ, запросил помощь у коллег. На его призыв откликнулись: химик Альфред Лукас, который должен был консервировать все обнаруженные органические материалы, Служба древностей взяла его на должность консультанта; фотограф Гарри Бёртон из экспедиции Метрополитен-музея; глава той же экспедиции Альберт Литгоу; инженер Артур Каллендер. Кандидатура Литгоу была полностью одобрена Карнарвоном. Также он одобрил привлечение племянника Флиндерса Питри Артура Мэйса, который уже четверть века состоял в штате Метрополитен-музея. Пришлось организовать круглосуточную охрану под руководством Ричарда Адамсона, но даже это команде исследователей представлялось недостаточным. Поэтому во время каждого длительного отъезда руководства вход в гробницу снова полностью засыпали — время показало действенность этой меры. Стальная решётка на вход была установлена 17 декабря.
25 декабря 1922 года из гробницы был извлечён первый предмет. Разбор артефактов, как вспоминал Картер, напоминал игру в бирюльки: необходимо было с крайней осторожностью, постепенно, разбирать завалы, устанавливая подпорки. Для анализа, фотографирования, а также в качестве временной реставрационной мастерской использовалась пустующая гробница Сети II, находившаяся рядом и в стороне от туристических маршрутов. Хрупкие и распадающиеся от прикосновения предметы, особенно одежда и вышивки бисером, укреплялись парафином и целлулоидом. Ожерелья с истлевшими нитками нанизывали на новую основу. Разбор передней комнаты занял примерно семь недель. Самой сложной частью был вынос колесниц, которые пришлось демонтировать, частично распилить и затем собрать снова. Команду осаждали корреспонденты газет, кино- и фотожурналисты, зеваки. Чтобы остановить фантастические слухи о якобы разграбляемой самими учёными гробнице, Карнарвон пошёл на контакт с прессой. 9 января 1923 года лорд продал Times эксклюзивные права на освещение событий, связанных с гробницей, за 5000 фунтов и процент роялти. За шесть первых репортажей Карнарвону заплатили 1000 фунтов стерлингов.

Фотографии с места открытия
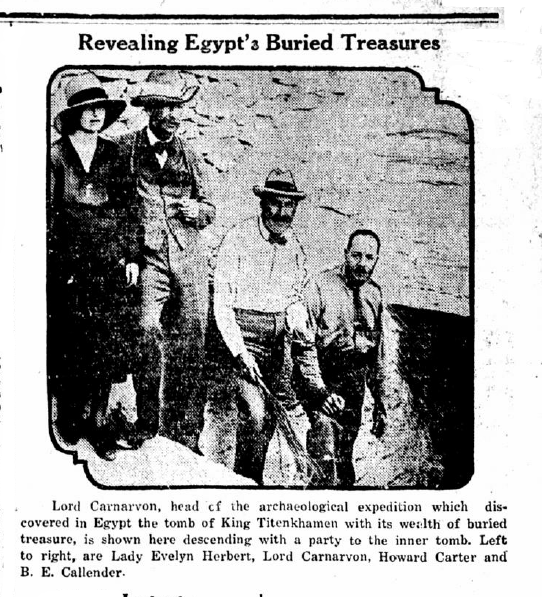
Фото из газеты Bemidji Daily Pioneer, номер от 30 декабря 1922 года
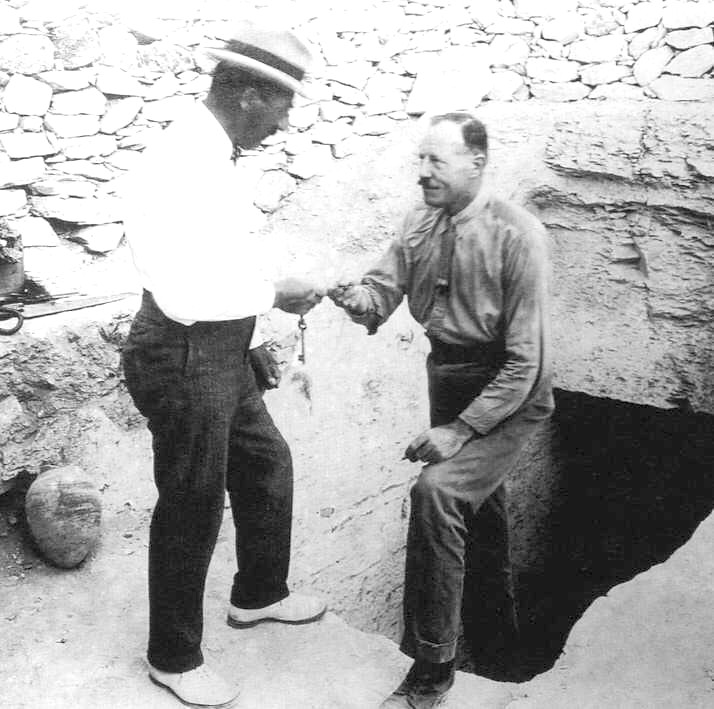
Говард Картер (слева) и лорд Карнарвон у входа в гробницу
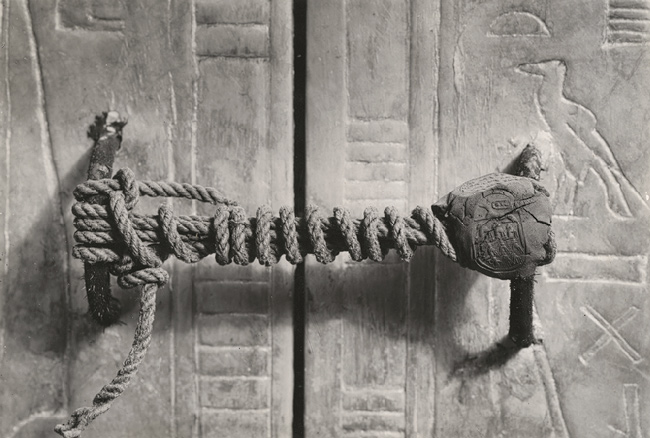
Нетронутые печати на дверях погребального ковчега
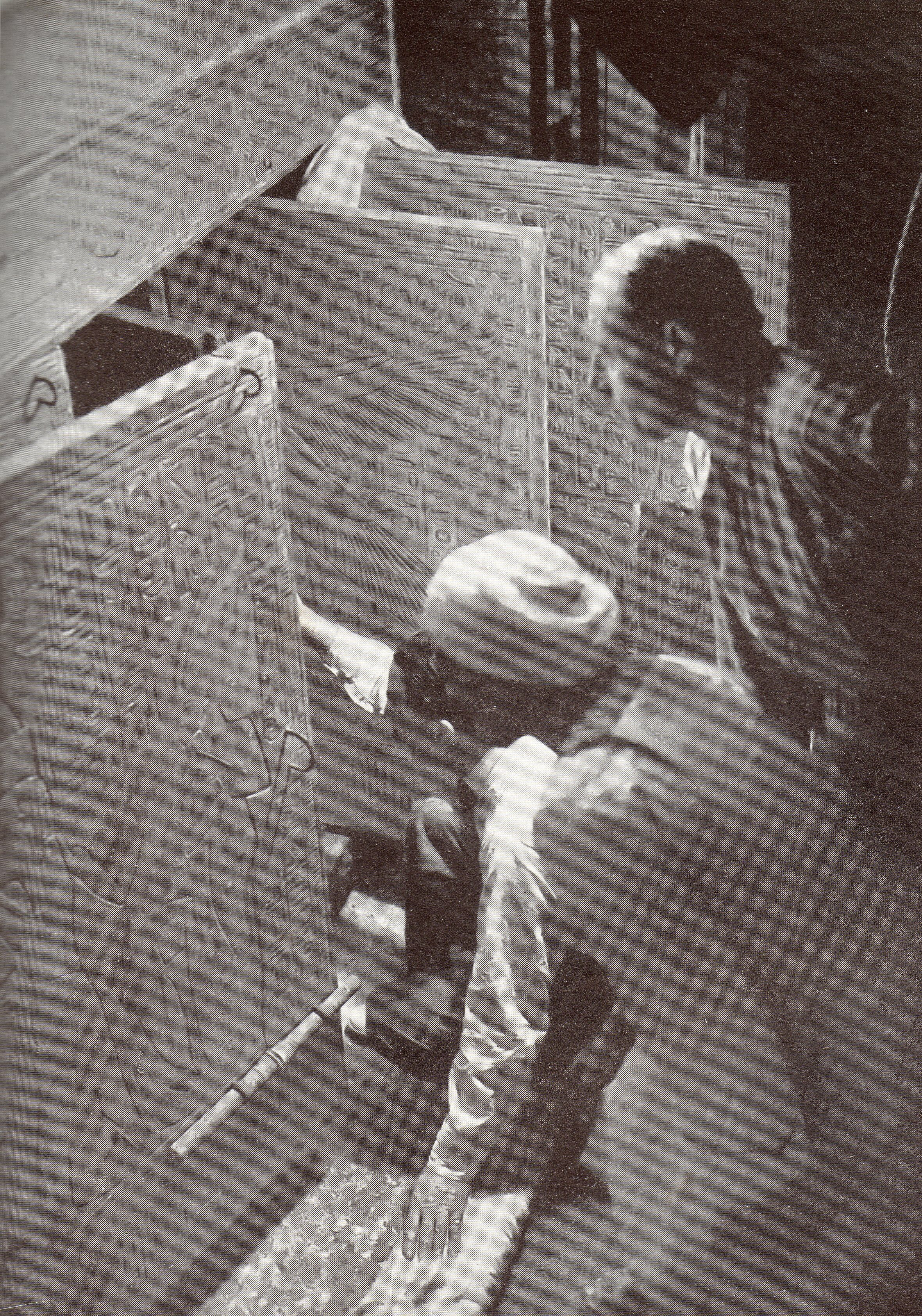
Картер (внизу слева), десятник (в тюрбане) и Артур Кэллендер открывают ковчег

Вскрытие погребальной камеры Т. Джеймс сравнивал с театральным представлением, которое Карнарвон поставил по всем законам драматургического жанра. Церемония была назначена на 16 февраля 1923 года. Чтобы избежать возможных кривотолков, вскрытие происходило перед зрителями из числа официальных лиц Службы древностей и египетских властей, расположившихся в креслах перед стеной. Специально приехала королева Бельгии Елизавета с наследником престола. Картер поступил так же, как и с предыдущими перекрытиями: предварительно проделал небольшое отверстие и осветил внутреннее пространство. Перед ним, по первому впечатлению, виднелась «целая стена из золота». Продвижение задержалось на два часа, так как археолог обнаружил рассыпанное ворами ожерелье. Пока он педантично собирал все бусины, зрители ждали. После открытия прохода взорам предстала позолоченная стена гигантского ковчега, длиной свыше пяти метров, закрывающего саркофаг и занимавшего практически всю комнату. От стен его отделяли проходы всего около 0,65 м, так что все желающие пройти внутрь не могли. Стены украшали сюжеты похоронных ритуалов из книги Амдуат. В восточной стене прекрасно сохранившегося ковчега обнаружились дверцы. Конструкция со вложенными ковчегами и саркофагами не стала сюрпризом для археологов, однако наяву учёные видели её впервые. Открыв дверцу, исследователи обнаружили внутренний ковчег, и на нём оказались неповреждённые печати. Содержимое ковчегов и мумия фараона не пострадали. Артур Мэйс назвал это «большой победой над газетчиками». После пяти часов напряжённого наблюдения уставшие от впечатлений высокопоставленные зрители во главе с Карнарвоном отправились пить чай на виллу Картера, а дальше он дал ужин в резиденции Службы древностей.

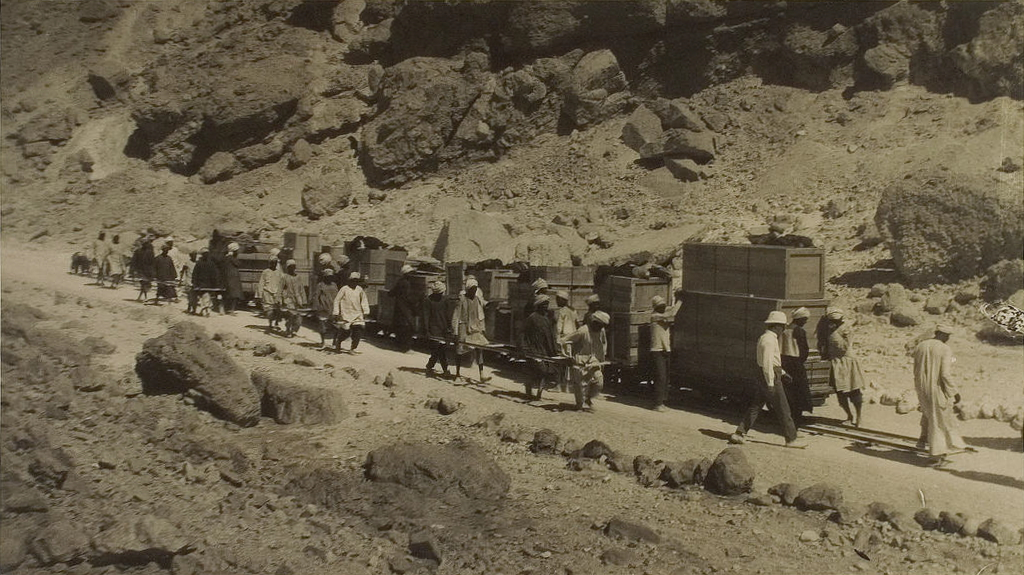
Вывоз имущества из гробницы по дековилевской дороге

Говард Картер не был светским человеком, необходимость прерывать работы ради визитов высокопоставленных особ (бельгийская королева побывала в гробнице четыре раза) сильно его раздражала, иногда он срывался и мог быть грубым. На него же упала основная тяжесть общения с прессой и гостями, так как Карнарвон был некомпетентен, что, в свою очередь, раздражало лорда. Вдобавок лорд считал себя обязанным исполнять контракт перед лондонской «Таймс». В результате 26 февраля гробница вновь была закрыта и засыпана, 27 февраля закрылась лаборатория, а Мэйс с Карнарвоном уехали 28 февраля в Асуан на отдых. Между графом и археологом, по-видимому, произошёл конфликт, о котором свидетельствует недатированное примирительное письмо, направленное Карнарвоном. 14 марта лорд уехал в Каир на переговоры с генеральным директором Лако, поскольку было нужно решать вопросы о будущем разделе содержимого гробницы. Встретиться им не удалось: леди Эвелин в письме от 18 марта сообщала, что Лако слёг с гриппом, а её отец страдает сепсисом, предположительно, от укуса москита, полученного ещё в Луксоре. 20 марта в Каир срочно выехал сам Картер. Рано утром 5 апреля лорд Карнарвон скончался после длительной агонии. Картер оставался с его родными до отправки тела в Хайклер 14 апреля, что не отменяло обычных его занятий: 31 марта отметил в дневнике получение 200 фунтов стерлингов комиссионных от Метрополитен-музея за папирусы.
Похороны графа прошли в Англии 28 апреля; в Луксоре стояла сильная жара, никто из участников открытия гробницы Тутанхамона не поехал в Каир на поминальную службу, назначенную на 30 апреля. Работы в гробнице были свёрнуты, хотя по завещанию леди Альмина должна была продолжать финансировать работы и осуществлять надзор. Мэйс с женой переехали на виллу Картера, где археологи в дневное время упаковывали находки, а по вечерам работали над книгой об открытии. Первые 34 ящика были отправлены на берег Нила 14 мая. Картер организовал транспортировку. Из всех возможных способов перевозки археолог выбрал временную дековилевскую узкоколейную железную дорогу, которая уже использовалась Навиллем в Дейр-эль-Бахри. По небольшой ветке вывозили щебень при расчистке Долины, но её длины не хватало. Рабочие собирали железнодорожное полотно перед двигающимися вагонетками и разбирали сзади. Расстояние в 9 км до берега Нила было пройдено примерно за 15 часов. После этого упакованные грузы переправлялись пароходом в Каир. Наиболее ценные предметы под вооружённой охраной впоследствии переправили железной дорогой из Луксора. Картер отправился в город 19 мая, сопровождал грузы до Каира, куда они прибыли 21 мая, и три дня распаковывал их в Каирском музее.

## Последние годы (1924—1939)

### Кризис 1923—1924 годов

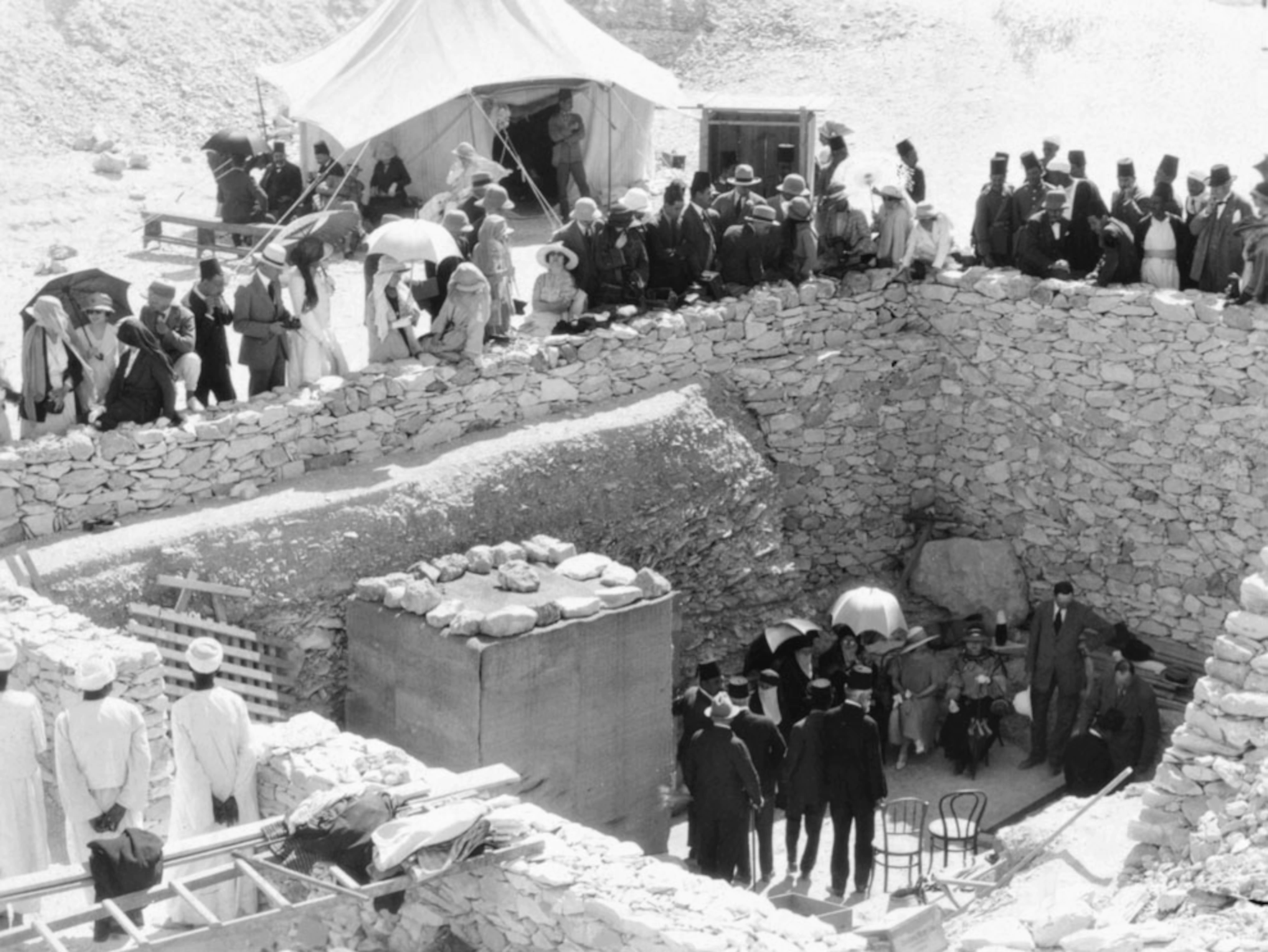
Туристы у входа в гробницу Тутанхамона в феврале 1923 года

Неотложные дела требовали возвращения Картера в Лондон. Предварительно ему предложили выступать с лекциями в Мадриде и Париже, обещая по 50 фунтов стерлингов наличными за выступление и оплату всех расходов на проезд и проживание. Отказаться пришлось как из-за недостатка времени, так и из-за неготовности диапозитивов для демонстрации. Британский музей предлагал Картеру выступить посредником в приобретении коллекции лорда Карнарвона за 20 000 фунтов стерлингов (в конечном итоге в 1926 году коллекцию разместили в замке Хайклер). Выехав из Луксора 5 мая 1923 года, 30 мая Картер без всякой шумихи достиг Англии. В Хайклер он заехал 16 июня и прожил там с 23 июня по 2 июля. По завещанию, он получил от Карнарвона 500 фунтов стерлингов. В Лондоне археолог общался с египтологами, государственными деятелями, коллекционерами, много ездил по светским мероприятиям, был даже приглашён принцессой Беатрис, младшей дочерью королевы Виктории. Картер был среди приглашённых на традиционном Садовом приёме в Букингемском дворце 26 июля. Поскольку Картера приглашали с выступлениями в США, он решился попробовать себя в роли лектора и 10 сентября выступил в Эдинбурге на заседании Королевского Шотландского географического общества. Далее он прочитал три лекции в Новом Оксфордском театре, в том числе в присутствии леди Альмины Карнарвон, а также Питри, Ньюберри, Гардинера и Мэйса. Демонстрировалась кинохроника и 147 слайдов, в том числе цветных. В прессе отмечалось, что Картер хороший рассказчик, подаёт свои открытия «изящно и непринуждённо». Тогда же он начал переговоры с импресарио Ли Кидиком, который организовывал лекционные турне по США с разными знаменитостями. Договор был заключён на период после окончания зимнего сезона 1924 года.
Разрешение на раскопки П. Лако было выписано до 1 ноября 1923 года и продлено до 1 ноября 1924 года с правом дальнейшего продления, если работы не будут завершены. Служба древностей объявляла раскопки закрытыми, чтобы археологи в минимальной степени отвлекались на туристов и досужих посетителей. Картер прибыл в Александрию 8 октября 1923 года, и сразу же начались сложности. Картер на совещании с руководством Службы древностей 11 октября 1923 года настаивал, чтобы информационные бюллетени поступали от его команды ежедневно в вечерний выпуск The Times, за что должен был отвечать Артур Мертон, ставший частью экспедиции. Только после публикации в Лондоне материалы могли поступать в египетскую прессу. Также археолог считал, что туристы должны покупать билеты в Министерстве общественных работ, и когда соберётся достаточно большая группа, работы будут приостанавливаться, чтобы её принять. Министр Абд эль-Хамид Паша Сулейман одобрил это предложение, после чего 16 октября Картер отбыл в Луксор, планируя возобновить работы 22-го. Подготовительные работы пошли обычным порядком: открылась лаборатория в гробнице Сети II, вход был заново откопан, восстановлено электроснабжение. Во внешнем мире, однако, постепенно разгорался скандал. Его начал Э. Брэдстрит — собственный корреспондент Morning Post, боровшийся против информационной монополии «Таймс», которого поддержал корреспондент агентства Рейтер Валентайн Уильямс. 1 ноября Картер отказался с ними общаться, а уже 4 ноября выехал в Каир для согласования нового концессионного договора и обсуждения принадлежности находок. Периодически Говард курсировал между Луксором и Каиром в течение всего месяца. Мэйс продолжал консервировать находки; так, 19 ноября он обработал ложе № 35 с украшениями в виде львиных голов. Однако работы стали часто прерываться, так как египетское министерство стало выдавать массу приглашений по политическим причинам, в основном представителям египетской знати. Лако, будучи на стороне независимого Египта, всецело с подобной политикой соглашался. 1 декабря от Картера потребовали поимённого перечня лиц в его команде, что на тот момент было чрезвычайным требованием, невиданным ранее. Более того, в министерстве заявили, что могут своей волей исключить из списка «нежелательных персон». Главной мишенью был корреспондент «Таймс», которого удалили с места раскопок. Это разозлило Картера, который выразил протест через Лако, который ответил, что правительство не будет ничего обсуждать.

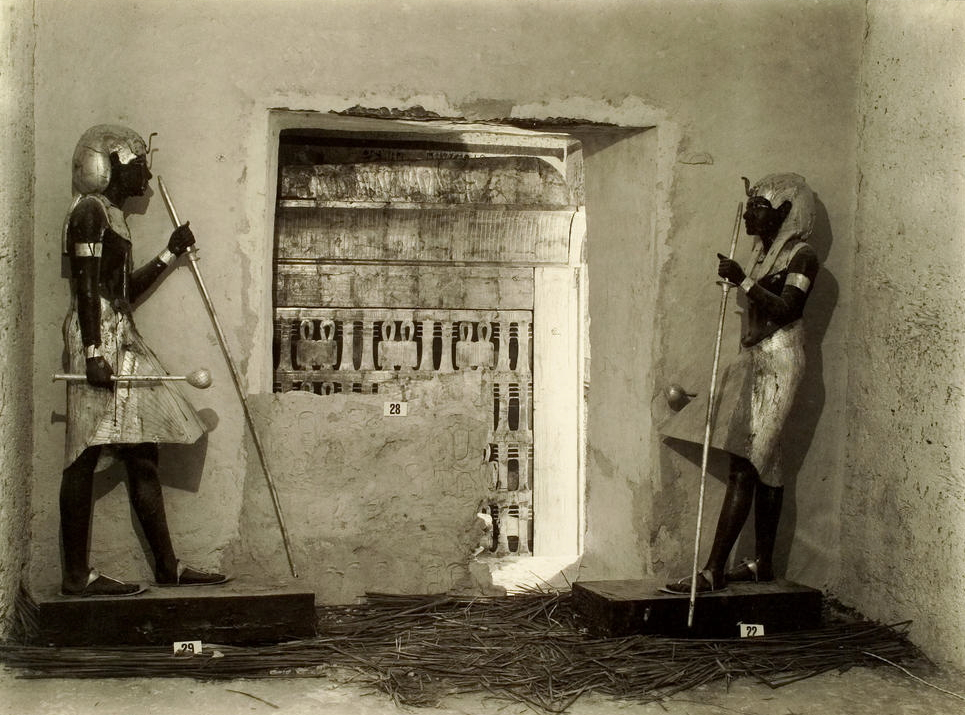
«Стражи» перед частично разобранным входом в погребальную камеру

21 декабря начались работы по проникновению к царскому саркофагу. Камера была очень тесная и заставлена огромным количеством предметов, которые нельзя было повредить. Работали втроём: Картер, Мэйс и Каллендер. 3 января 1924 года около трёх пополудни в присутствии инспектора Энгельбаха Картер и специально приехавший Ньюберри вскрыли третий и четвёртый ковчеги и впервые увидели кварцитовый саркофаг, что было очередным доказательством того, что могила не тронута. Директор Лако 5 января прислал поздравительную телеграмму. Однако уже 10 января министерство выразило недовольство, что Картер позволил другому корреспонденту The Times посетить гробницу, и что при этом не присутствовало ни одного инспектора-египтянина из Службы древностей. Министерство также намекнуло, что гробница со всем содержимым является собственностью Египта, хотя Картер настаивал, что вопросы о разделе должны рассматриваться после завершения работ. Поскольку ранее Карнарвон обещал часть находок Метрополитен-музею, Картер в ответ на постановление 10 января решил подавать в международный суд в Каире. Заявление на имя комиссара Литгоу было отправлено 30 января, 2 февраля и Гардинер написал новому министру общественных работ Моркосу Бей Ханне с просьбой о встрече, которая была назначена на 7 февраля. Гардинер также обратился к новому английскому премьер-министру Макдональду, который одновременно был министром иностранных дел, и директору Британского музея Фредерику Кеньону. Вскрытие кварцитового саркофага было намечено на 12 февраля. Накрывавшая его крышка треснула, были и проблемы с электроснабжением. На церемонии должны были присутствовать директор Лако и Мохаммед-паша Заглул от министерства общественных работ. После нескольких часов работы крышку удалось приподнять на два фута, погребальные пелены снимал Брэстед, и, наконец, открылась золотая маска фараона. Поздно вечером пришла телеграмма министра, воспрещавшая посещение гробницы жёнами сотрудников экспедиции и назначавшая трёх египетских инспекторов для выполнения приказа. Картер, по отзывам свидетелей, «взбесился», и в знак солидарности его сотрудники 13 февраля решили прервать все работы. Едва удалось уговорить его не засыпать входа в гробницу.
Серьёзной ошибкой Г. Картера стало поручение судебного дела юристу Ф. М. Максвеллу, который до обретения Египтом независимости вёл процесс против министра Моркоса Ханна по делу о государственной измене и добился его осуждения, хотя и на небольшой срок. Первые слушания начались 23 февраля, Картер в полной мере проявил неуступчивость и потребовал не только полной свободы действий, но и извинений от дирекции Службы древностей. Пока шло разбирательство, уволились сотрудники экспедиции (Мэйс, как оказалось, — навсегда). 22 февраля министр общественных работ аннулировал концессию леди Карнарвон и отдал приказ немедленно обеспечить сохранность и безопасность древностей. На раскоп прибыл директор Лако, сопровождаемый Энгельбахом, тремя египетскими инспекторами и 33 полицейскими из Луксора. Они срезали замки на решётках гробницы и лаборатории и силой выдворили персонал Картера. Свидетелем этого стал Чарльз Брэстед, который на следующий день послал корреспонденцию в Chicago Daily News. Картер продолжал борьбу в суде за право вести раскопки на своих условиях. Министр, наконец, через Брэстеда передал, что если Картер не намерен лично претендовать на предметы из гробницы, то он готов на уступки. 9 марта Говард Картер подписал официальное заявление, в тот же день подписанное и представителем леди Карнарвон генералом Джоном Максвеллом. Картеру предстояла апрельская поездка в Америку, поэтому 12 марта он отбыл в Луксор консервировать раскопки обычным способом и 21 марта покинул Египет, передав ведение судебных разбирательств Брэстеду и Максвеллу. Через Венецию Картер прибыл в Лондон 25 марта 1924 года. Далее он весьма неприглядно отозвался о местных чиновниках и французском руководстве Службы древностей. Даже сторонники Картера заметили, что он явно перегнул палку, и путь в Египет ему теперь заказан. Демарш англичанина привёл к новой серии публикаций в египетской прессе, находившейся на стороне правящей партии Вафд, муссировавшей тему «засилья иностранцев», и издевательских комментариев в британских журналах.

### Путешествие в Америку и Испанию

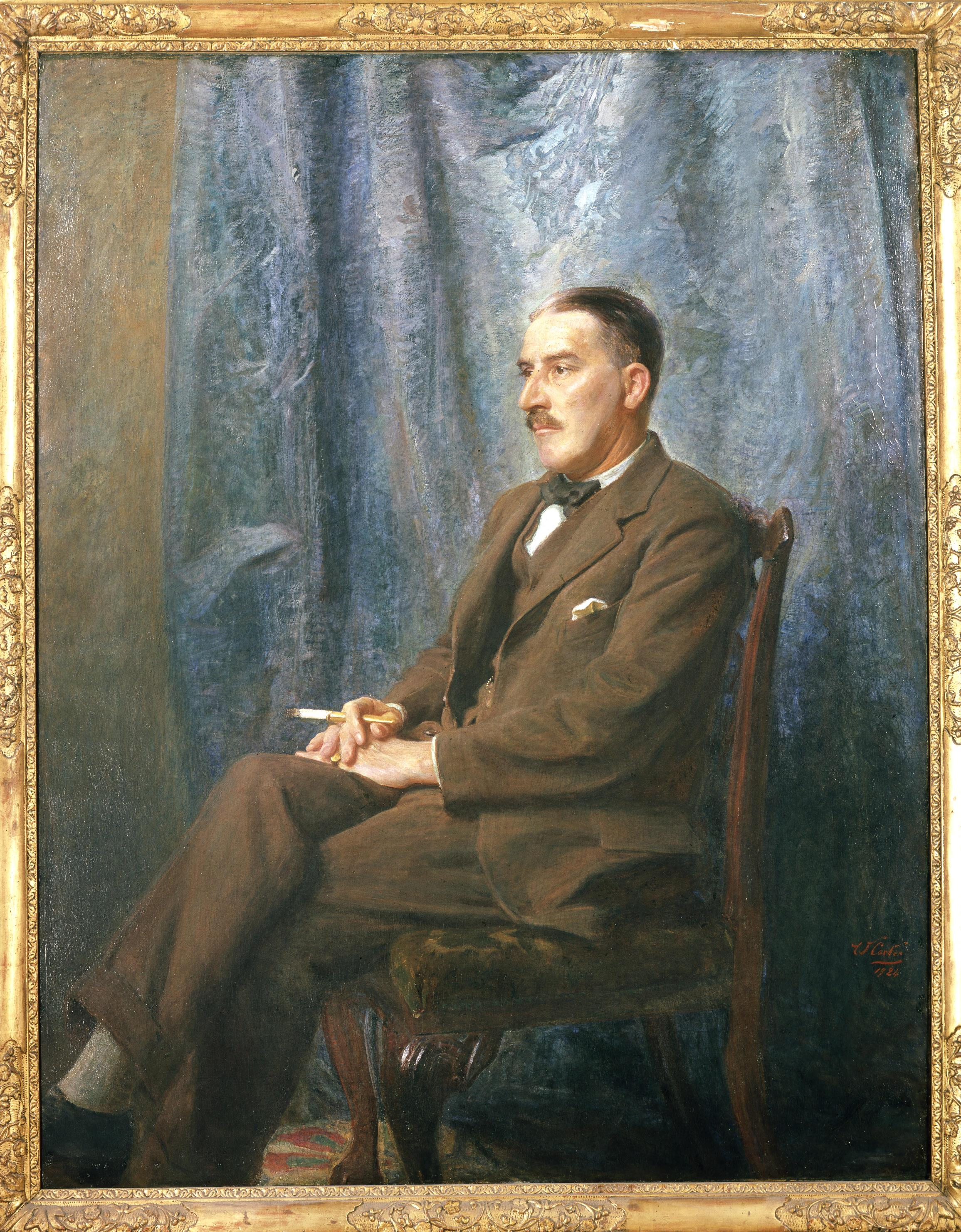
Портрет Говарда Картера, написанный его братом Уильямом в 1924 году. Холст, масло, 139 × 111 см. Институт Гриффита, Оксфордский университет

12 апреля 1924 года Говард Картер на пароходе «Беренгария» отбыл в Нью-Йорк. Тем же рейсом следовали семейство Литгоу и профессор Каирского университета Перси Уайт. Археолога сопровождал лично импресарио Ли Кидик. Картер, по-видимому, не представлял масштабов шумихи вокруг его открытий и интереса к нему американцев. Его интервью, выпущенное «New York Times», имело объём 50 столбцовых дюймов (при стандарте 6—9). В этом интервью Картер предположил, что в неразобранных хранилищах гробницы велика вероятность отыскать литературные памятники времён Тутанхамона, даже «роман о путешествиях» для развлечения юного царя в его странствиях по загробному миру. Также он заявил, что хотел бы посетить Эфиопию и Сомали для изысканий истоков египетской цивилизации.
График поездки был напряжённым. Публика ожидала, что археолог поделится новейшими открытиями, два первых выступления были организованы в Метрополитен-музее. По отзывам, первая лекция 21 апреля была неформальной. 23 апреля прошло выступление в Карнеги-холле, куда собралось 2500 зрителей, которое было повторено 25-го числа, а затем ещё дважды. Рецензии «Нью-Йорк Таймс», по определению Т. Джеймса, были «некритическими». Также Картер выступал в Американском музее естественной истории и два раза в Бруклинской академии. Билеты в Карнеги-холл продавались по баснословной для того времени цене — 5 долларов. В первой же лекции использовались 350 фотографий Бёртона. Доходы от лекций во всех отношениях были очень велики: в дневнике Картер с удовлетворением писал, что всего за две недели заработал более 10 000 фунтов стерлингов, а пресса и общественность старались не пропустить ни одного его слова. Впрочем, импресарио Ли Кидик отметил склочность характера археолога, которого раздражали все — от маленьких детей до таксистов и носильщиков, и который всегда поучал официантов, машинистов и швейцаров, как именно всё надо делать
Маршрут Картера пролегал через Филадельфию и Нью-Хейвен (Йельский университет) в Балтимор и Вашингтон. 8 мая археолога в Белом доме принял президент США Кулидж, причём Картера поразило, что президент был в курсе его работы. 9 мая Картера ещё раз пригласили к президенту, но встреча сорвалась, после чего ему прислали официальные извинения. 10 мая археолог прибыл в Бостон (две лекции в университете и одна в оперном театре), далее отправился в Хартфорд и 18 мая в Питтсбург, откуда в тот же день отбыл в Чикаго. Здесь работал Джеймс Брэстед, который пригласил его на частную встречу в Чикагском университете, что вызвало недовольство Л. Кидика. Брэстед дал археологу много ценных советов о предпочтениях американцев и о том, как общаться с представителями истеблишмента. После четырёх дней в Чикаго Картер отправился в Цинциннати. Только 3 июня получил благодарственное письмо от Брэстеда. В его личной части были советы, как инвестировать большие деньги, которые Картер заработал. Говард не последовал его советам и не потерял своих вложений во время «чёрного четверга». В дневнике археолога содержатся расчёты, из которых следует, что он планировал вложить деньги в инвестиционный фонд и стабильно получать годовую ренту в 1000 фунтов стерлингов. После Чикаго археолог посетил Детройт (26 — 29 мая), где даже встречался с Генри Фордом. В Кливленде по неизвестной причине Картер выступал в масонской ложе (2 и 3 июня), но не в художественном музее. После посещения Колумбуса и Буффало он отправился в Торонто и пробыл в Канаде девять дней, прочитав лекции в Монреале и Оттаве. Директор Королевского музея Онтарио Ч. Керрелли в 1905 году проводил раскопки в Дейр-эль-Бахри.
Лекционный тур Картера завершился 15 июня 1924 года в Нью-Йорке. 17 июня археологу, который не имел даже формального образования, была присуждена почётная докторская степень Йельского университета. Церемонию проводил профессор английской литературы Лайон Фелпс, который обосновал награждение так: «тому, кто сумел сделать мумию интереснее живого человека». Далее в течение двух недель Картер отдыхал в Нью-Йорке и на Лонг-Айленде. Оценить посещаемость его лекций и полученную прибыль в точности невозможно, так как архив фирмы Ли Кидика погиб во время пожара в 1939 году. В Европу археолог отбыл 2 июля на лайнере «Мавритания». Первое, что Картер сделал в Лондоне, — посетил открытую ещё в апреле в Уэмбли Британскую имперскую выставку, на которой была выстроена приблизительная копия гробницы Тутанхамона. В его дневнике нет комментариев по этому поводу. Между 5 августа и 19 сентября Картер совершил несколько длительных автомобильных поездок по Англии, посетив Глостер, Вустер, Стратфорд и так далее. Завершив отпуск, в октябре Картер провёл несколько публичных лекций, в том числе на малой родине, в Суоффеме (в помещении кинотеатра 29 октября), а также в Рагби, гимназии Ньюбери и Итонском колледже. 6 ноября Говард встретился с леди Карнарвон, по договорённости с которой он собрал коллекцию в замке Хайклер и поместил её на хранение в Банк Англии.
Герцог Альба, известный англоман, оформил официальное приглашение Картера в Испанию ещё в декабре 1923 года. Первая личная встреча аристократа и археолога прошла в Лондоне 5 ноября 1924 года, и далее Картер отправил фотографии и киноленты вализой испанского посольства. 22 ноября они встретились в герцогом в Париже, откуда они выехали поездом в Мадрид. Лекция 24 ноября вызвала такой ажиотаж, что на следующий день была повторена в театре Фонтальба. Англо-испанский комитет, возглавляемый герцогом, устроил выставку фотографий из Египта в кинотеатре, а текст для буклета написал на основе текстов Картера Мануэль Мачадо. Уже после отъезда Картера король Альфонсо XIII подписал указ о принятии археолога членом-корреспондентом Королевской академии истории. Однако на предложение наградить Картера испанским орденом король Георг V ответил отказом. 30 ноября Говард вернулся в Лондон и купил билеты в Александрию на 10 декабря.

### Изучение мумии Тутанхамона

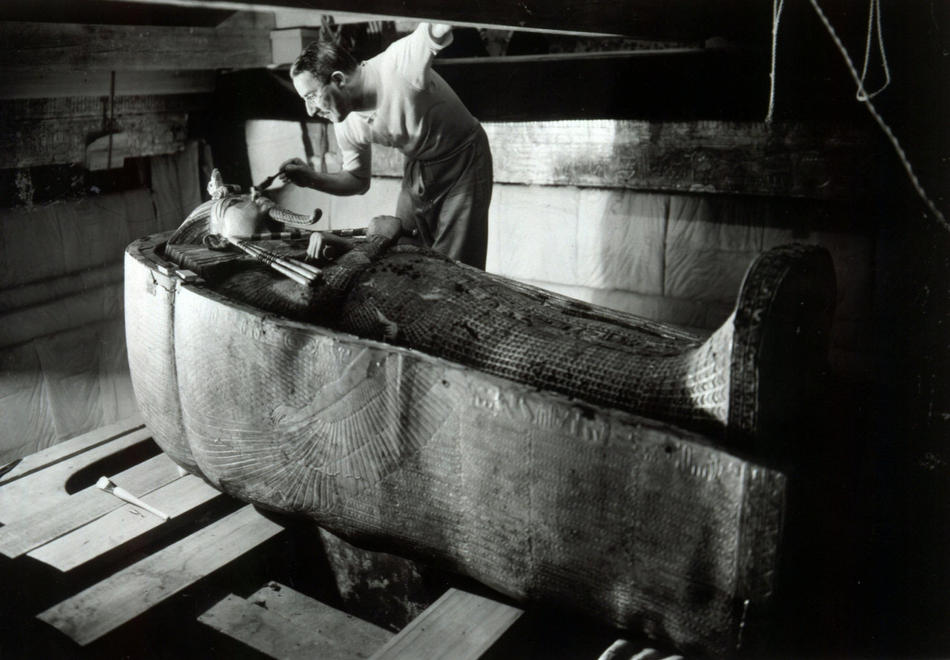
Говард Картер у гроба Тутанхамона

19 ноября 1924 года генерал-губернатор Судана Ли Стэк был застрелен в Каире. Верховный комиссар Эдмунд Алленби, при содействии короля Фуада, добился смещения националистически настроенного премьер-министра Саада Заглула. Его заменил Ахмед Зейвар и его марионеточное правительство. В числе прочих условий комиссар Алленби выдвинул разрешение Говарду Картеру продолжить работы в гробнице Тутанхамона. Картер вернулся в Каир 15 декабря. Премьер Ахмед Зейвар, «турецко-египетский сановник старого поколения», был лично знаком с археологом, и они по чистой случайности столкнулись в отеле «Континенталь». Новый юрист, представлявший интересы Картера, Жорж Мирцбах также был в хороших отношениях с Ахмедом Зейвар-пашой. Приём у премьер-министра состоялся 28 декабря, после чего Картеру было предложено изложить свои претензии в письменном виде. Неформальная встреча министра и археолога состоялась 4 января 1925 года, где Говарду сообщили, что все его условия в принципе устраивают правительство, кроме прав на гробницу и раздела находок. 7 января состоялась встреча Мирцбаха, министра внутренних дел Сиддики-паши и Картера, на которой было окончательно решено, что британская сторона откажется от раздела находок. 12 января были окончательно согласованы статьи нового концессионного договора, а министр просил как можно скорее приступить к работам. Графине Альмине Карнарвон настоятельно посоветовали отказаться от исключительных прав газеты «Таймс», а в личном послании Картер просил финансирования. 14 января леди Карнарвон согласилась на все условия и выслала переводом в Луксор 500 фунтов стерлингов. 19 января Картер был готов продолжить работы в гробнице.
Из благодарности Картер взял с собой в Луксор Жоржа Мирцбаха и его жену, которые никогда не были в Долине Царей. 22 января Говард начал обследование места раскопок, брошенных им год назад. В принципе ущерба не было нанесено, вход не пытались раскапывать. Вход в лабораторию — гробницу Сети II — забили досками и оштукатурили. Брошенный у входа в гробницу льняной покров, накрывающий один из гробов, полностью истлел, так как не был укрыт от солнца. 25 января гробница была освидетельствована комиссией во главе с королевским комиссаром Абд эль-Хамид-пашой Бедави, представителями полиции и Службы древностей, но директор Лако не приехал. Ранее Чикагский университет основал в Мединет-Абу «Чикагский дом» — резиденцию стационарной экспедиции, возглавляемой учеником Брэстеда Гарольдом Нельсоном. Эта экспедиция стала постоянной союзницей Картера как в деле исследования Тутанхамона, так и в политических неприятностях. Сезон 1925 года продолжался 11 недель до первой недели апреля и в основном был посвящён консервации брошенных в прошлом году находок и подготовке к их перевозке в Каир; вмешательство властей и бюрократизация были минимальны. 27 февраля гробницу посетил премьер-министр Зивар-паша, а также королевский врач Швеции Аксель Мунте, который в 1930 году устроил визит Картера в Стокгольм. 31 марта по Нилу в Каирский музей были отправлены очередные 19 ящиков с находками. Лето Картер посвятил написанию второго тома «Гробницы Тутанхамона» и поссорился с Брэстедом, который требовал, чтобы тот писал более популярно, договорился с крупным издательским концерном в США и публиковал свой труд отдельными главами. Уволился и многолетний сотрудник Каллендер, вероятно, устав от постоянной раздражительности своего начальника. Сомерс Кларк, который когда-то работал с Картером в Дейр-эль-Бахри, в одном из писем 1925 года сообщал, что у Говарда окончательно испортился характер, «и с уст его слетает купорос, а не мёд». 73-летний Перси Уайт, уволившись из Каирского университета, переехал в Англию и взял на себя оформление текста второго тома «Тутанхамона».

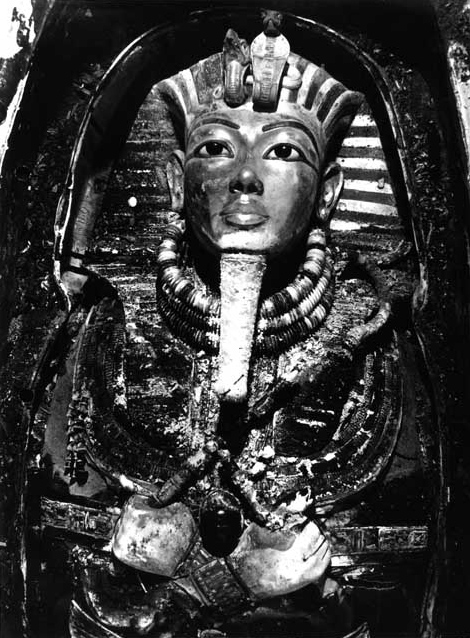
Золотая маска Тутанхамона

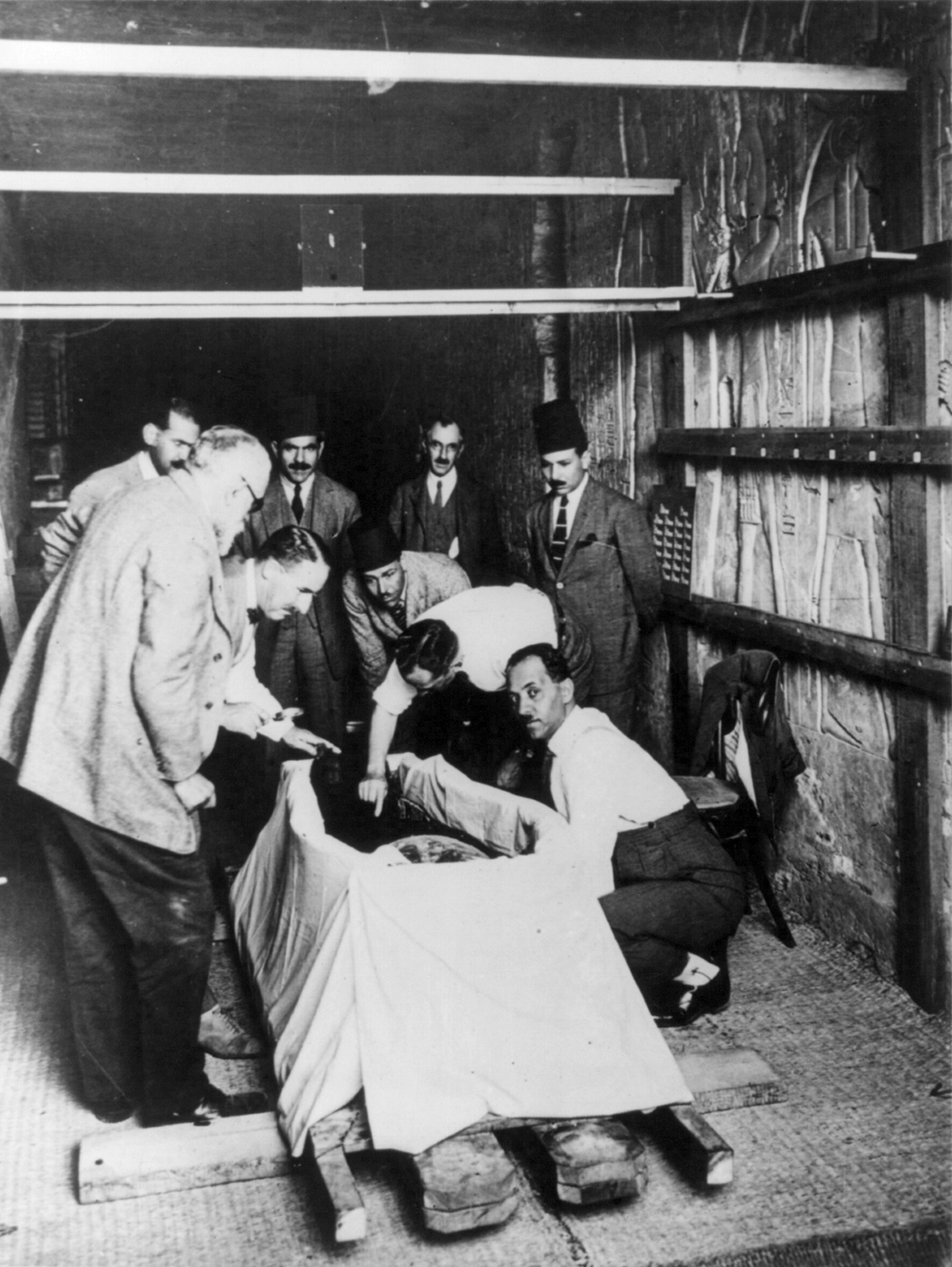
Открытие гроба с мумией Тутанхамона

В сезон 1925—1926 годов, открытие которого было запланировано на 11 октября 1925 года, предстояло извлечь из саркофага мумию Тутанхамона. Во время поездки в Каир Картер разместился в том же номере отеля «Континенталь», в котором скончался лорд Карнарвон, что было особо отмечено в дневнике. Впрочем, больше хлопот доставляло выяснение, собираются ли присутствовать при вскрытии саркофага официальные лица. Это могло спровоцировать ненужное внимание прессы, которое в предыдущем году Картера не беспокоило. Тем не менее 12 октября гробница и лаборатория были вновь открыты. Внутри антропоидного гроба оказался ещё один позолочённый деревянный гроб, покрытый сильно истлевшим льняным саваном; положенные сверху цветочные гирлянды распались в пыль на глазах исследователей. Деревянный гроб переместили из саркофага в освобождённую от вещей переднюю, обеспечивавшую пространство для работы. Главную сложность представило то, что при погребении на мумию было вылито, по подсчётам самого Картера, «около двух вёдер жидких ароматических масел» и столько же на гроб снаружи. За истекшие тысячи лет они превратились в вязкую застывшую массу, для удаления которой требовался нагрев. Осмотр мумии начался 11 ноября. При этом присутствовали почти исключительно египтяне: заместитель министра общественных работ Салах Энан-паша, губернатор Кены Саид Фуад Бей Эль-Холи, директор Службы древностей Пьер Лако и некоторые другие высокопоставленные чиновники. Пресса и досужие зеваки не были допущены. Далее четыре дня ушло на очистку гроба от плохо сохранившихся льняных пелен и затвердевших мазей. Картер фиксировал в дневнике каждый шаг исследования, рисовал схемы расположения украшений и иных объектов, а Бёртон фиксировал всё это на фотопластинки. Мази взаимодействовали с льняными волокнами и цветочными гирляндами, вызывая химическое обугливание, поэтому очистка и консервация требовали месяцев работы в лабораторных условиях. Оказалось, что и мумия фараона сильно обуглена, и её пришлось извлекать из гроба по частям. Голова плотно удерживалась золотой маской, и только 31 декабря под охраной Картер отбыл спецпоездом в Каир, сопровождая тело фараона и найденные на нём украшения. Как указано в дневнике Картера, 28 января 1926 года инспектор древностей Тевфик Булос издал распоряжение о том, что посетители будут допущены в лабораторию только по вторникам. В том же 1926 году Картера наградили египетским орденом Нила.
В апрельской переписке сотрудников «Чикагского дома» 1926 года зафиксирована гипотеза Картера, что Тутанхамон был сыном Эхнатона от одной из гаремных наложниц. В дневнике археолога от 15 ноября 1926 года содержится запись, что обследовавший тело доктор Салех Хамди определил возраст Тутанхамона на момент смерти приблизительно в 18 лет, но каких-либо предположений о причине смерти выдвинуть оказалось невозможно. Отчёт об исследованиях мумии был опубликован только в 1972 году. Проведя лето в Англии, 29 сентября Картер огласил в Каирском музее свой план дальнейших исследований. По его расчётам, окончательное извлечение всех предметов и исследование гробницы должно было занять два-три сезона, а далее должна была начаться кропотливая музейная работа. Поскольку интерес публики не ослабевал (своему дяде Картер писал, что за 1926 год в гробнице побывали 9000 человек), Служба древностей решила открыть гробницу для туристов с 1 января по 31 марта 1927 года на три дня в неделю (вторник, четверг, суббота) с девяти утра до полудня. Когда Картер возобновил работы 7 октября 1926 года, оказалось, что в гробницу проникли крысы, по счастью, не нанеся существенного ущерба. 23 октября состоялось перезахоронение, когда тело Тутанхамона было возвращено в большой кварцитовый саркофаг, при этом присутствовали Картер, его ассистент Лукас и рабочие. После этого начались утомительные обследование и инвентаризация оставшихся в передней и погребальной камере предметов, разбор так называемой «кладовой» затянулся до весны 1928 года, а последние законсервированные предметы были отправлены в Каирский музей в 1932 году. Гробницу посещали и высокопоставленные лица: 31 января 1928 года в Луксор прибыла леди Берклер — сестра покойного лорда Карнарвона, которую Картер сопровождал затем в трёхнедельном путешествии в Асуан. Сразу после этого на раскопе побывали наследный принц Италии Умберто и король Афганистана. В ноябре 1930 года гробницу посетил во время официального визита шведский принц Густав Адольф, которого в течение трёх дней был вынужден сопровождать Картер, что вызвало немало раздражённых комментариев в его дневнике. Королева-мать Малек-султан имела дворец в Луксоре и тоже периодически наезжала на раскопки, искренне заинтересованная в них.
Во время летних визитов в Англию Картер постоянно страдал простудными заболеваниями (и в 1928 году ему удалили миндалины). Поскольку он надолго задерживался на исторической родине (в том же 1928 году — с апреля по конец сентября), то он снимал у брата Сэмюэла отдельную квартиру в его доме № 19 в Коллингем-Гарденс за 300 фунтов стерлингов. Сумму эту Т. Джеймс называл завышенной, вероятно, это была завуалированная форма финансовой поддержки родственника. Личные дневники Картера после 1925 года сохранились далеко не полностью, поэтому последние годы его жизни документированы крайне неравномерно и скудно. Основной доход приносила торговля египетскими коврами, так как антикварная торговля всё более и более усложнялась и обрастала правилами. Также в 1928 году Картер провёл ещё одну успешную поездку с лекциями в Испанию. В 1930 году братья поссорились, и Говард переехал в дом № 2 по Принс-Гейт-Корт в Кенсингтон-Горе, близ Альберт-холла. После возвращения в Египет он всё чаще болел и даже стал ссориться со своими египетскими рабочими, чего не позволял себе ранее. Настроение только ухудшилось после открытия туристического сезона и поломки машины. Ездить он так и не выучился и нанимал водителя. В 1929 году Картер познакомился с директором Детройтского института искусств, который предложил ему стать официальным комиссионером по закупке произведений искусства с бюджетом 25 000 долларов в год и комиссией 10 %. Первая же сделка 1930 года с известными каирскими торговцами братьями Хавамом и Нахманом (два рельефа эпохи Древнего царства, бюст Среднего царства и большой скарабей Аменхотепа III) принесла ему 1800 долларов, но оказалась и последней, так как Детройт столкнулся с последствиями «Великой депрессии». Далее он пытался предложить музею большого сфинкса с головой Аменхотепа III и коллекцию синего фаянса за те же 25 000 долларов, но в итоге всё это так и осталось на вилле Картера до самой его смерти. В сезоне 1930 года работы в гробнице Тутанхамона более не возобновлялись.

### Жизнь на покое. Кончина

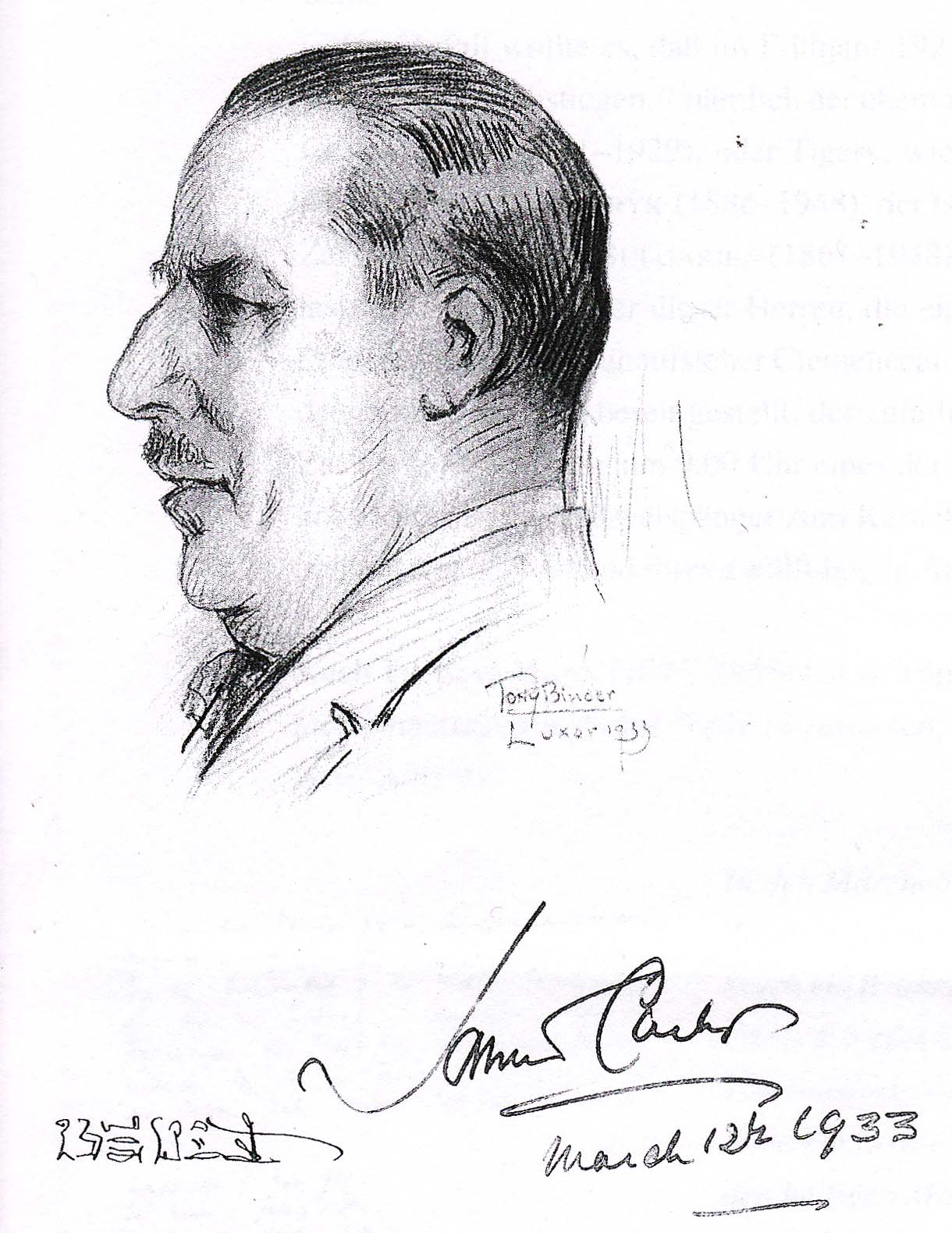
Тони Биндер. Графический портрет Говарда Картера в Луксоре 12 марта 1933 года

После окончания работ в гробнице Тутанхамона Картер был вынужден сдать ключи от неё Службе древностей и более на место раскопок не допускался. На его раздражённое письмо последовал ответ, что в рабочее время сторож может открывать для него лабораторию в гробнице Сети II. Картер пытался обращаться в правительство через Перси Ньюберри, но ему разъяснили, что он не состоит на государственной службе Египта и не может владеть ключом и пользоваться государственным имуществом. Картер заявил в письме от 18 января 1930 года, что и ключи, и решётки были закуплены на средства Карнарвона и принадлежат первооткрывателю, то есть ему самому. Однако к власти вновь пришли вафдисты, и надеяться на доброе отношение к англичанам было невозможно. Некоторым утешением стало то, что египетское правительство решило вопрос о компенсации леди Карнарвон в сумме 35 867 фунтов стерлингов, из которых на счёт Картера должно было поступить 8966 фунтов стерлингов 18 шиллингов, но после уплаты налогов он получил только 8012, а затем ещё 546 фунтов 2 шиллинга, то есть всего 8558. Также Картер пытался добиться от Метрополитен-музея выплаты в 8000 фунтов за свои услуги, оказанные в течение многих лет.
Весной 1930 года Картер совершил путешествие в Швецию, прочитав две лекции в Стокгольме и далее в Мальмё, Уппсале, Вестеросе и Гётеборге; также несколько раз выступил по радио. По договорённости наследный принц Густав Адольф 24 сентября в сопровождении Картера выехал в Египет. После завершения путешествия и отбытия принца на Кипр Картер остался в Луксоре. Ему каждый день приходилось ожидать чиновников Службы древностей Тевфика-эфенди и Эдварда-эфенди с ключами, а они не отличались пунктуальностью. До 1931 года шла разборка и консервация алтарного ковчега. После окончания всех работ в 1932 году (вместе с Сирилом Олдредом они пытались использовать геофизический маятник для поиска скрытых полостей) Картер занимался написанием и публикацией третьего тома «Гробницы Тутанхамона». Накопилась огромная документация за все годы работ, что требовало написания подробного научного отчёта.
Оказавшись не у дел, Картер остался состоятельным человеком, который мог позволить себе жить на два дома в Лондоне и Луксоре. Сохранилась его налоговая декларация 1929 года, в которой указан суммарный доход в 2264 фунта стерлингов 18 шиллингов, который складывался из ренты Standard Life Assurance Co. (1000 фунтов стерлингов), дивидендов от акций и процентов от депозитных вкладов (413 и 129 фунтов), а также гонораров от газетных публикаций (721 фунт стерлингов). Сумм, полученных от сделок с антиквариатом и коврами, а также процентов от своих египетских банковских вкладов, Картер указывать не стал. В 1931 году налоговая служба начала расследование, должен ли Картер платить в Великобритании подоходный налог. Результаты его неизвестны, однако в 1934 году Картеру пришлось срочно продавать статуи Рамсеса II и сокола из своей коллекции, вероятно, чтобы покрыть задолженности по налогам. Он также оформил аннуитет на 1707 фунтов стерлингов брату Уильяму, что позволяло тому стабильно получать 3 фунта стерлингов в неделю — надёжная поддержка не очень успешного художника. О том, как выстраивался быт Картера на его вилле в Долине Царей, почти ничего не известно. Доктор Гарольд Плендерлейт, работавший и живший у Картера в середине 1920-х годов, описывал его дом как «намного превосходящий стандарт полевой базы» и расписывал частые посиделки с шампанским. В быту Говард поддерживал викторианские колониальные приличия, даже в сильную жару носил костюм-тройку с галстуком и шляпу; по слухам, утончённости он научился у лорда Карнарвона. Профессор Магди Вахба из Каирского университета однажды обедал с Картером в начале 1936 года и отмечал его радушие, впрочем, умеряемое его несколько нервным юмором. Бо́льшую часть 1931 года у Картера жила племянница Филлис Уокер, которую сам Говард определил как «приятную компаньонку». Подобного рода свидетельства единичны, ни в одном из них нет упоминаний, что археолог пытался работать над большим научным трудом. Нет упоминаний об этом в его личной переписке. Картер не был интеллектуалом, его личная библиотека была невелика, но он мог пользоваться библиотеками Службы древностей и «Чикагского дома». По мере ухудшения здоровья он чаще останавливался в отеле «Уинтер-Пэлэс» в Луксоре. В 1932 году он перенёс урологическую операцию.
Указом короля Бельгии от 6 мая 1932 года Картер был награждён крестом командора Ордена Леопольда II. 20 мая он получил указание из Букингемского дворца носить знаки отличия ордена только на мероприятиях с участием бельгийской стороны. В тот период он ещё изредка выступал на публике: в сентябре 1932 года он прочитал в Институте общественной гигиены лекцию «Вклад Древнего Египта в мировой прогресс», а в октябре 1934 года выступал с лекцией о цвете в египетском искусстве в Музее Виктории и Альберта.
После 1933 года Говард Картер мог позволить себе путешествовать, совершив летом этого года круиз по греческим островам. Несколько лет подряд он проводил лето в Санкт-Морице. В Лондоне он переехал в квартиру в викторианском доме № 49 по Альберт-Корт, которая была хорошо обставлена, увешана коврами, а её хозяин гордился коллекцией столового серебра, хотя и небольшой. Около 1935 года Картеру была диагностирована болезнь Ходжкина, он периодически жаловался на своё состояние в переписке, но не сообщал никаких подробностей. В одном недатированном письме он сообщал, что ему прописали инъекции мышьяка и рентгеновскую терапию, которые вызывали тошноту и потерю чувства вкуса. Он стал много рисовать птиц, а в его записных книжках полно отрывочных воспоминаний о молодых годах, причём художественные описания педантично снабжены сносками с латинскими названиями увиденных животных. Природная его вспыльчивость только увеличилась, особенно он не переносил представителей «низших сословий» и постоянно ругался на обслугу. Гостей он у себя не принимал и, если встречался с друзьями, вёл их в многочисленные заведения и гостиницы в окрестностях Альберт-Холла. Картер был принят членом Сэвил-Клуба, а также в Берлингтонском клубе изящных искусств, куда, вероятно, вступил по рекомендации брата Уильяма. Отсутствие переписки не позволяет судить о его связях с родственниками. Картер по натуре был одиночкой, не имел близких друзей, но, когда хотел, поддерживал широкий круг поверхностных светских знакомств. Из египтологов он общался только с Перси Ньюберри и его женой. Не существует никаких сведений о его сердечных привязанностях, хотя Чарльз Уилкинсон и упоминал о слухах, что в Норфолке у Говарда была любовница-француженка. Однако никаких других упоминаний об этом нет. Распространённая легенда повествует о привязанности Картера к леди Эвелин — дочери Карнарвона. Биограф Гарри Уинстон именовал его «жертвой британского классового общества и полученного воспитания»: детство, проведённое на попечении незамужних тёток и в отсутствие общества сверстников, а также раннее профессиональное признание попросту помешали нормальной социализации. В окружении же лорда Карнарвона Картер всё равно оставался наёмным работником, хотя и уважаемым и хорошо вознаграждаемым. Г. Уинстон отрицал гомосексуальные наклонности археолога, так как при жизни про Картера не ходило никаких слухов, да и общественная среда в Египте не особенно препятствовала подобным отношениям.
Последняя поездка Картера в Египет состоялась в 1936 году. В этот раз он был удостоен частной аудиенции короля Фарука, который пожелал совершить экскурсию в Долину Царей. Присутствовавший при этом принц Адель Сабит назвал Говарда «сильным, энергичным человеком», но «сварливым и ненавидящим туристов». В одном из последних интервью Картер неожиданно заявил, что знает, где отыскать гробницу Александра Македонского, но никогда не сообщит об этом Департаменту древностей («Эта тайна умрёт со мной»). По воспоминаниям профессора Чикагского университета Чарльза Нимса, в сезон 1937—1938 годов Картер жил в праздности, хотя и любил поговорить о больших научных планах.

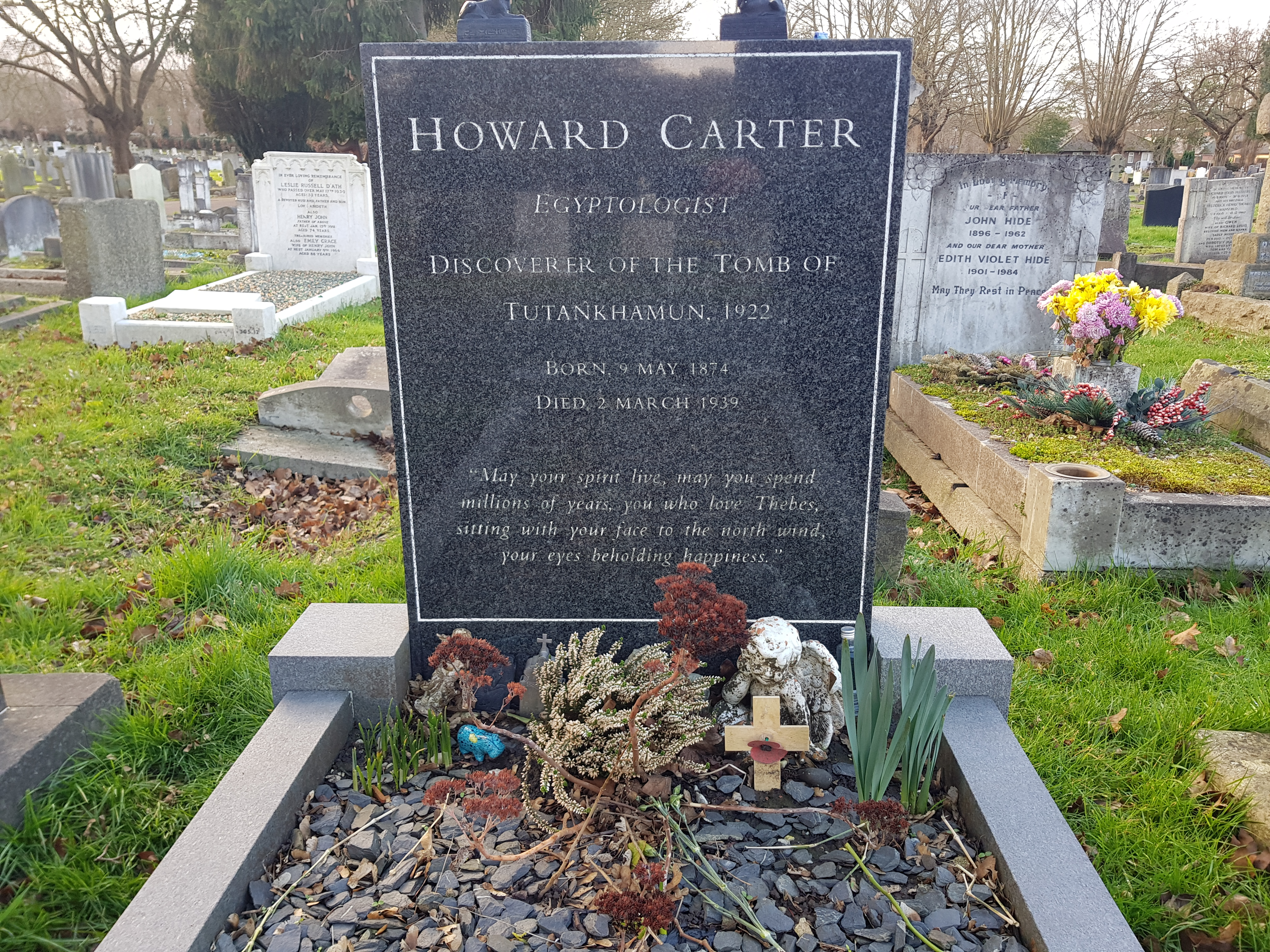
Надгробие Говарда Картера

Зиму 1938—1939 годов Картер провёл в Лондоне. Состояние его настолько ухудшилось, что требовало найма сиделки. Присматривала за ним племянница Филлис Уокер, работавшая секретарём леди Доусон, квартира которой была напротив резиденции археолога. Он умер 2 марта на своей квартире в присутствии племянницы, в свидетельстве о смерти поставили диагноз «сердечная недостаточность и лимфоденома». Похороны прошли 6 марта 1939 года на кладбище Патни Вейл в Южном Лондоне. Отпевание проводил преподобный Кемп, викарий Патни, присутствовали брат — Уильям Картер, племянник Сэмьюэл Джон Картер, леди Эвелин Бошан, дочь пятого лорда Карнарвона, археолог Джеральд Уэйнрайт и коллекционер Джордж Эвморфопулос, что было описано в «Таймс» от 7 марта. В некрологе, вышедшем 3 марта в «Таймс», Говарда Картера назвали «великим египтологом», хотя и признавали, что он умер в относительной безвестности, а его реальные научные достижения археолога не были «увенчаны официальным признанием». Перси Ньюберри в некрологе, помещённом в «Журнале египетской археологии», заявил, что работа по изучению и каталогизации гробницы Тутанхамона была далеко не закончена; племянница исследователя — Филлис Уокер — передала бумаги Картера и составленный им каталог в Институт Гриффита в Оксфорде. Во французской заметке о смерти археолога, помещённой в «Revue Archéologique», отмечалось, что он совершил несколько важных научных открытий, хотя и менее эффектных для широкой публики. Опровергалось и так называемое «проклятие фараонов». В некрологе газеты «Guardian» напоминалось, что материальная стоимость золота, найденного в гробнице Тутанхамона, составляет порядка 2 000 000 фунтов стерлингов. Читателям «The New York Times» напоминалось, что покойный открыл несколько важных гробниц, царских и частных, и заупокойный храм фараона Ментухотепа. О масштабах работ свидетельствовало то, что для открытия входа в гробницу Тутанхамона потребовалось переместить более 70 000 тонн песка, гравия и каменных обломков. Внизу надгробной плиты по желанию Картера выгравировали египетскую формулу возрождения Ка с так называемой «Лотосовой чаши» Тутанхамона в английском переводе.
По завещанию Картер передавал свой дом в Луксоре со всем имуществом Метрополитен-музею, а его постоянному слуге Абд эль-Аалу Ахмеду досталось 150 фунтов стерлингов. Филлис Уокер получала всё остальное, включая коллекцию египетского искусства и архив дяди. Имущество Картера в Египте было перенесено в 1940 году на базу Метрополитен-музея. Оказалось, что среди вещей Картера было несколько предметов из гробницы Тутанхамона, но из-за войны их возвращение в Каирский музей затянулось до 1946 года. Египетский дом Картера стал резиденцией инспектора Службы древностей, а далее оказался заброшенным. В 2009 году дом был отреставрирован и превращён в музей, а также в течение трёх дней в году может быть арендован желающими.

## Говард Картер в истории культуры и науки

### Египтомания

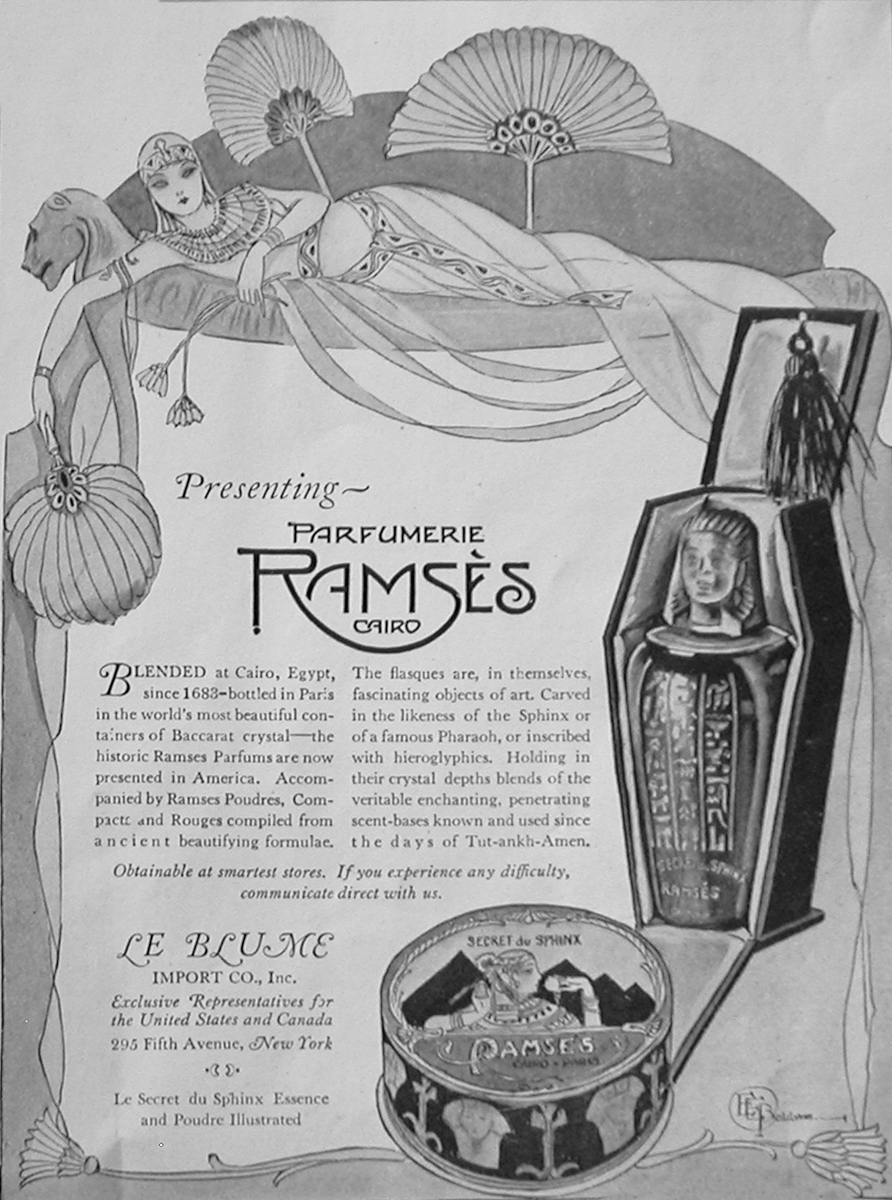
Рекламная статья из июньского выпуска журнала «Vogue» за 1923 год

По оценке Джеймса Стивена Керла, открытия Картера привели в 1920-х годах к подъёму волны египтомании, третьей после древнеримской и эпохи романтизма (связанной с египетским походом Наполеона и дешифровкой иероглифов Шампольоном). Международная выставка в Париже 1925 года (Exposition Internationale des Arts Décoratifs et Industrials Modernes) стимулировала появление стиля ар-деко, который впитал определённые египетские мотивы, в частности, пирамидальные композиции, ступенчатые дверные проёмы и ложные своды, а также орнаментальные мотивы.
По словам Бриджет Эллиот (Университет Западного Онтарио), само открытие гробницы и освещение этого события в прессе проходили по «голливудскому сценарию». Собственные описания сокровищ Тутанхамона, представленные в репортажах и отчётах Картера, описывали находки как своего рода «оперный реквизит» и задали тон их освещению в прессе. Карнарвон, который сам любил кино, оформлял свои заметки в газету «Таймс» в стиле киносценария, «подогревая» интерес публики. Более того, фирма «Goldwyn Picture Company Ltd.» даже заказала сценарий фильма для истории о вскрытии гробницы, который, впрочем, так и не был запущен в производство. Поскольку Карнарвон передал «Таймс» исключительные права на публикации о его находках, репортёры других изданий и стран шли на самые разные ухищрения, чтобы получить информацию. Именно так возник ажиотаж вокруг «проклятия фараонов» в 1923 году, и этот миф определил сенсационное измерение истории Тутанхамона. Фотограф Картера Бёртон также получил практический опыт в Голливуде. Для нужд британской публики в 1924 году Артур Уайгалл и Альфред Омонье за полгода построили в лондонском парке развлечений гробницу в натуральную величину и поместили в неё копии с обнаруженных артефактов, на позолоту которых была потрачена 1000 фунтов стерлингов. Посещение этого объекта Б. Эллиот называла «перформансом». Огромную роль в пропаганде «стиля Тутанхамона» и встраивании его в мире модерна сыграла Соня Делоне в разработанных ею моделях платьев и ювелирных изделий. В рекламе её моделей был использован автомобиль «Citroën» (эта фирма спонсировала Exposition Internationale des Arts Décoratifs), были представлены ювелирные косметички и портсигары в виде саркофагов и тому подобного.
Элис Стивенсон отмечала глубокую культурную обусловленность египтомании (или — у́же — «тутамании») в мире 1920—1930-х годов. За девять месяцев до этого открытия Египет был в одностороннем порядке провозглашён независимым, а само открытие стало важным для формирования так называемого «фараонизма» — идеологии партии «Вафд». С фараонизмом отчасти считался в своей политике директор Службы древностей Пьер Лако, который начал ужесточать законодательство об обороте антикварного рынка и защите древностей и отменил право первооткрывателей на 50 % находок. Это привело затем к серьёзным неприятностям для самого Картера. Одновременно импульс, заданный находками в Долине Царей, действовал почти до начала Второй мировой войны и способствовал масштабным археологическим открытиям по всему миру, позднее названным «Золотым веком археологии». В Британской империи это были, прежде всего, раскопки в Уре Халдейском и Мохенджо-Даро. Однако впервые археологические открытия были помещены в медийный контекст и стали совмещаться с потребительской рекламой. Амарнская эпоха встроилась в культурный диалог с обществом потребления, а бюст Нефертити прочно вошёл в канон европейского искусства. Однако, по замечанию Э. Стивенсон, в научном отношении «тутамания» не принесла ничего. Более того, «золотой век» должен пониматься как «колониальная ностальгия» по беспроблемному доступу туристов, антикваров и археологов, часто — непрофессиональных, к богатейшим памятникам подконтрольных Британской империи ближневосточных стран. Раздутая СМИ и популяризированная массовой культурой египтомания 1920-х годов не привела к серьёзным переменам в методологии археологических исследований и не улучшила ситуацию с сохранностью древних памятников.
Многократно тиражируемые фотографии раскопок и предметов из гробницы, выполненные Гарри Бёртоном, в историографии XXI века иногда рассматриваются как элемент манипуляции общественным мнением в русле «колониального дискурса».

### «Гробница Тутанхамона»

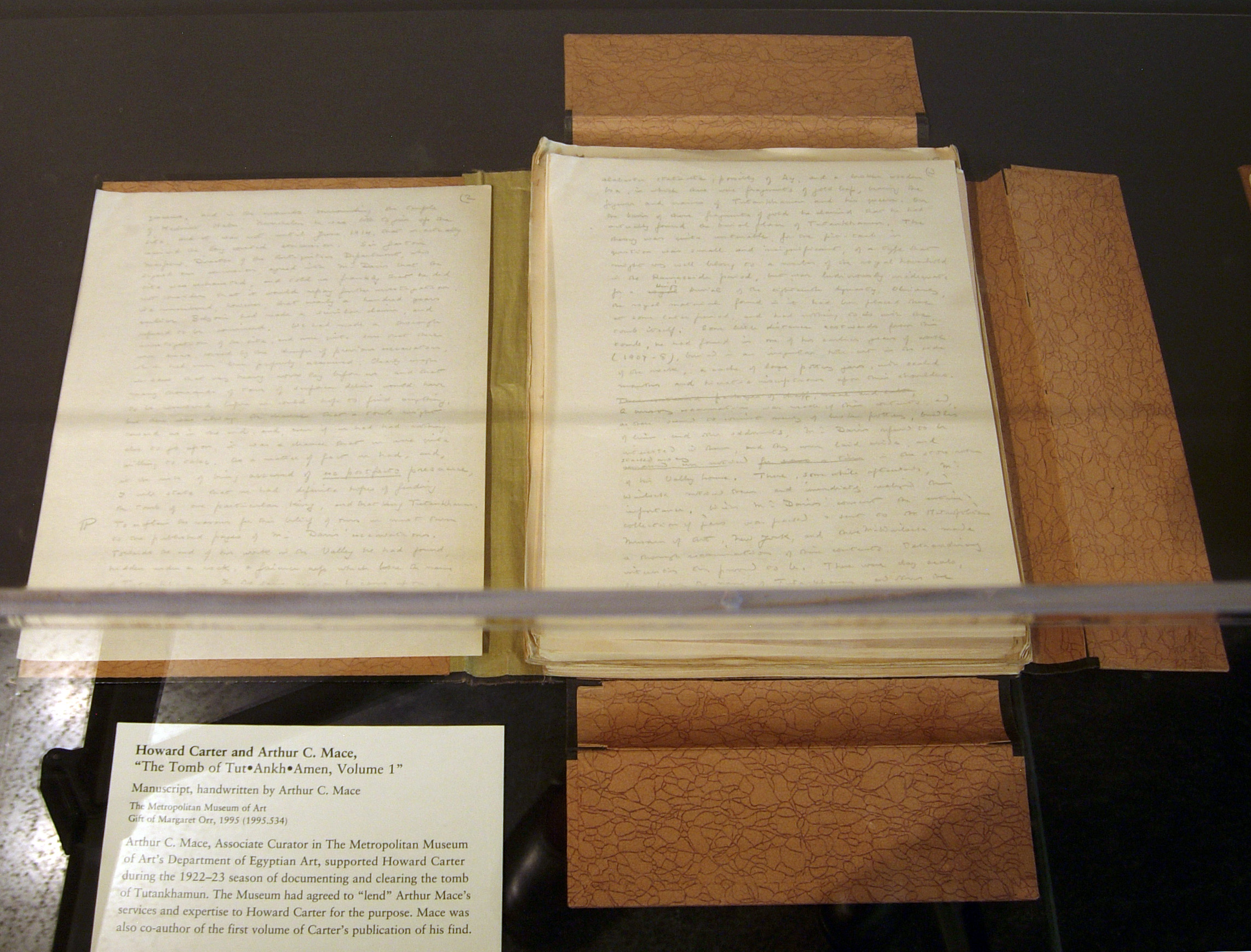
Авторская рукопись первого тома «Гробницы Тутанхамона»

Отчёт Говарда Картера публиковался по мере появления находок. Первый том был оперативно подготовлен ещё до вскрытия погребальной камеры. Предисловие к нему датировано августом 1923 года, и книга вышла в свет быстро. При подготовке публикации основную работу проделали Артур Мэйс и профессор Каирского университета Перси Уайт, который производил литературную обработку рукописей первого и второго томов «Гробницы Тутанхамона». Во французской рецензии подчёркивался предварительный характер публикации, хотя и богато иллюстрированной. Австрийский египтолог Фридрих Флор уже столкнулся с тем, что египтомания, вспыхнувшая после находок Картера, «почти напоминает психоз». Соответственно, и отчёт Картера именуется «обращённым к обывателю» и в этом качестве «почти идеален». Картеру удалось представить жизненную картину своих поисков, от формулировки поискового задания до описания способов входа в гробницу. Иллюстративный материал позволяет оценить богатство инвентаря, погребённого вместе с никому не известным фараоном. Ф. Флор отмечал, что пока рано говорить о настоящем научном осмыслении находок, но даже предварительный отчёт многое сообщит этнографу. Например, луки, найденные в гробнице, отражают технические достижения различных культур, от простых дельтовидных до сложносоставных арочных конструкций, явно азиатского происхождения. Шотландский обозреватель Уолтер Сетон особо отметил «очаровательное» жизнеописание усопшего лорда Карнарвона и также стремление автора — Говарда Картера — максимально приглушить собственное «Я» перед масштабами находок. Высоко оценивается и работа фотографа Метрополитен-музея Гарри Бёртона, выполнившего фототаблицы. «Настоящий том является только первым; никто, даже сам г-н Картер, не может ещё с уверенностью сказать, сколько томов потребуется, чтобы завершить рассказ о его великом открытии». В рецензии «Журнала египетской археологии» отчёт именуется «роскошным», и заявляется, что только такая форма достойна масштаба картеровского открытия. Однако, по мнению Дж. Гленвилла, несмотря на золотой обрез, крупный чёткий шрифт и 79 таблиц с иллюстрациями, книга не в состоянии передать «откровения» археологического открытия. Иными словами, издание оказывалось ненужным: в популярной прессе было достаточно публикаций профессиональных учёных, разъясняющих публике специфику работы в Египте, а для профессионального осмысления находок времени ещё недостаточно. «Благодаря официальным сообщениям, публикуемым изо дня в день в течение фактических раскопок, мистеру Картеру мало что осталось сообщить такого, чего мы ещё не знаем».
В рецензиях на второй том, описывающий погребальную камеру, повторялись те же оценки, в частности, уже об известности всех сообщённых фактов из популярных изданий. В немецкой рецензии П. Шебесты подчёркивается ценность иллюстративного материала для историков египетского искусства. «Весьма верной» названа мысль Г. Картера о порочности суждений о древнеегипетских произведениях искусства с позиции наших эстетических установок; о египетском искусстве можно рассуждать только «изнутри». Упоминается и о гипотезе, что отцом Тутанхамона являлся Эхнатон. В рецензии Г. Блока (Лейденский университет) также много места занимает анализ главы второго тома, посвящённой египетскому искусству. Анализ изображений позволяет обосновать идею, что разделение египетской армии на корпуса по родам войск, известное по документам XIX династии, существовало уже при Тутанхамоне.
Выпуск третьего тома существенно задержался (он вышел только в 1933 году). В рецензии Александра Шарффа выражена похвала скрупулёзности труда Картера по сохранению и фиксации мельчайших украшений и прочих предметов из гробницы. Характеризуя содержание второго тома, рецензент досадовал, что квалификации Картера-египтолога явно недостаточно для характеристики исторических проблем Амарнской эпохи. «Было бы много лучше, чтобы Картер остался бы в пределах практической археологии и её технических подробностей». Поскольку рецензия делалась на немецкий перевод третьего тома, вышедший в 1934 году, А. Шарфф отметил, что цитируемая Картером англоязычная литература бесполезна для среднестатистического немецкого читателя, и явно недостаёт научного редактора, который бы добавил библиографию немецких исследований на данную тему. Более того, библиография «Гробницы Тутанхамона» демонстрирует пробелы образования Картера, так как он не имеет понятия о фундаментальных трудах Шефера, Борхардта и Эдуарда Мейера. Впрочем, многочисленные частные ошибки или неверные интерпретации назначения найденных предметов не умаляют ценности нового материала, который вводился изданием Говарда Картера. Иллюстрации признаются ценными и для самых широких кругов ценителей искусства и искусствоведов. Рудольф Рахман отметил, что в третьем томе описаны предметы двух малых камер или кладовых, которые прежде всего интересны для этнографа, так как заупокойные верования некоторых народов и в XX веке рассматривают загробный мир как продолжение подлунного. Весьма интересны и обнаруженные железные изделия, которые позволяют пролить свет на статус предметов из этого металла в бронзовом веке. Завершённая публикация «Гробницы Тутанхамона» названа «непреходяще ценной» для любого исследователя Древнего Египта.

### Память о Говарде Картере
Некоторое оживление интереса к личности и научной деятельности Г. Картера проявилось к 70-летию открытия гробницы Тутанхамона, которое отмечалось в 1992 году. 75-летие начала сотрудничества Картера и лорда Карнарвона было отмечено международной конференцией в замке Хайклер, проведённой 15—17 июня 1990 года. В ней участвовали 190 человек из семи стран, и было заслушано 13 докладов. Также в замке была впервые выставлена египетская коллекция лорда Карнарвона. С 26 ноября 1992 по 31 мая 1993 года Британский музей проводил выставку «Говард Картер: до Тутанхамона», на которой впервые были представлены его личные документы, фотографии и акварели, археологические предметы, предоставленные Лувром, Эшмолеанским музеем и Музеем Питри, из собрания Карнарвона из замка Хайклер, а также Бруклинским музеем, Музеем изящных искусств Бостона и Метрополитен-музеем. Был издан каталог, составленный куратором замка Хайклер Николасом Ривзом и хранителем Египетского отдела Британского музея Джоном Тейлором.
В 1991 году журналист-ближневосточник Гарри Уинстон (автор биографий Леонарда Вулли и Гертруды Белл) выпустил книгу «Говард Картер и открытие Тутанхамона», не оставшуюся незамеченной рецензентами. Объёмную подробную биографию Картера выпустил в 1992 году отставной хранитель отдела египетских древностей Британского музея Т. Джеймс. Рецензенты характеризовали книгу как «первоклассную», пригодную как для читателей, интересующихся Тутанхамоном, так и специалистов-египтологов. Отмечалась отличная фундированность источниками инцидента в Саккаре и попытка создать точную документальную биографию археолога, чья фигура сильно романтизирована средствами массовой информации. В 2009 году собственную версию истории Картера представил писатель Дэниэл Мейерсон. Книгу критиковали за хаотичность структуры, «перескоки» с предмета на предмет и некоторую «навязчивость» авторских выводов. В 2020 году под редакцией Хосе Мигеля Парра (Мадридский университет Комплутенсе) была выпущена первая биография Г. Картера на испанском языке, представляющая собой сводку первоисточников: фрагменты книг и статей самого Картера, его переписки, археологических дневников, газетных заметок, воспоминаний современников. Все тексты снабжены комментариями Х. М. Парра, помещающими материалы в контекст эпохи.
Часть исследователей (Томас Ховинг, Рольф Краузе) с 1970-х годов пытались ревизовать миф о великом археологе. Высказываются мнения, что Картер приложил руку к разграблению сокровищ Тутанхамона, часть изделий из могилы которого периодически обнаруживаются в музеях Европы и США, а также частных собраниях. Журналист Матиас Шульц утверждал, что Картер стремился преувеличить масштаб ограбления гробницы в древности, чтобы скрыть собственные хищения. По оценке Ч. Ривза, было утрачено до 60 % всех находок в гробнице Тутанхамона. Распространялись и сенсационные публикации, что Картер и Карнарвон якобы фальсифицировали свои находки, что было категорически отвергнуто профессиональными египтологами.
Французский египтолог Кристиан Жак в 1992 году опубликовал роман «Дело Тутанхамона», удостоенный Prix Maison de la Presse, сюжет которого построен на зеркальном противопоставлении личностей Картера и лорда Карнарвона. Говард Картер явился главным героем сентиментального романа немецкого писателя Филиппа Ванденберга «Вторая гробница». В 2005 году телеканал BBC One поставил докудраму «Египет: Вновь открытый утраченный мир»; отдельная часть в двух сериях была посвящена Говарду Картеру. Его роль исполнил Стюарт Грэм, лорда Карнарвона — Джулиан Уодэм, леди Карнарвон — Кэролайн Лэнгриш. В 2016 году был снят мини-сериал «Тутанхамон», по сюжету которого персонажей Картера (Макс Айронс) и Эвелин Карнарвон (Эми Рен) связывают романтические чувства. В роли лорда Карнарвона — Сэм Нилл.

## Публикации (с указанием рецензий)
- Beni Hasan :  [англ.] / with description by the editor, [F. Ll. Griffith]; from facsimiles by Howard Carter, M. W. Blackden, Percy Brown and Percy Buckman. — London : Egypt Exploration Society, 1900. — Вып. IV. Zoological and other details. — 27 leaves of plates, 9 p. — (Memoir (Archaeological Survey of Egypt), no. 7).
- Catalogue général… : The tomb of Thoutmôsis IV / by Howard Carter and Percy E. Newberry. — Westminster : A. Constable and Co., 1904. — 150 p. — (Services des antiquités de l'Égypte. Nos. 46001-46529).
- Theodore M. Davis' Excavations : Bibân el Molûk : The Tomb of Hâtshopsîtû. The life and monuments of the Queen / introduction by Theodore M. Davis. Description of the Finding and Excavation of the Tomb, by Howard Carter. — London : A. Constable, 1906. — xv, 112 p.
  - S. R. Review: [Excavations at Bibân el Molûk. The tomb of Hâtshopsitû by Théodore M. Davis, MM. Davis, Naville, Howard Carter] :  [фр.] // Archéologique. Quatrième Série. — 1907. — Т. 9. — P. 344. — JSTOR 41728094.
- The tomb of Iouiya and Touiyou : The finding of the tomb / by Theodore M. Davis. Notes on Iouiya and Touiyou, by Gaston Maspero. Description of the objects found in the tomb, by Percy E. Newberry. Illustrations of the objects by Howard Carter. — London : A. Constable and Co., ltd, 1907. — xxx, 48 p.
- Five years' explorations at Thebes : A Record of Work Done 1907—1911 / by the Earl of Carnarvon and Howard Carter. — London, New York, Toronto, Melbourne : Oxford University Press, 1912. — xii, 100 p.
- Carter H. Report on the Tomb of Zeser-Ka-Ra Amenhetep I, Discovered by the Earl of Carnarvon in 1914 // The Journal of Egyptian Archaeology. — 1916. — Vol. 3, no. 2/3. — P. 147—154. — JSTOR 3853752.
- Carter H. A Tomb Prepared for Queen Hatshepsuit and Other Recent Discoveries at Thebes // The Journal of Egyptian Archaeology. — 1917. — Vol. 4, no. 2/3. — P. 107—118. — JSTOR 3853878.
- Carter H., Gardiner A. H. The Tomb of Ramesses IV and the Turin Plan of a Royal Tomb // The Journal of Egyptian Archaeology. — 1917. — Vol. 4, no. 2/3. — P. 130—158. — JSTOR 3853881.
- Carter H. An Ostracon Depicting a Red Jungle-Fowl. (The Earliest Known Drawing of the Domestic Cock) // The Journal of Egyptian Archaeology. — 1923. — Vol. 9, no. 1/2. — P. 1—4. — JSTOR 3853489.
- Carter H. Explorations at the Tomb of Tutenkhamon // Current History[англ.]. — 1924. — Vol. 20, no. 3. — P. 361—362.
- The tomb of Tut-ankh-Amen, discovered by the late Earl of Carnarvon and Howard Carter. — London : Cassell & Co, 1923. — Vol. I: Search, discovery and clearance of the antechamber. — xxiv, 259 p. — Biographical sketch of the late Lord Carnarvon, by Lady Burghclere: p. 31—72.
  - S. R. Review: [The tomb of Tut-ankh-amen by Howard Carter, A. C. Mace] :  [фр.] // Revue Archéologique. Cinquième Série. — 1923. — Т. 18. — P. 347—348. — JSTOR 41030141.
  - Flor F. Review: [Reviewed Work: Tut-Ench-Amun; ein ägyptisches Königsgrab by Carter Howard, A. C. Mace] :  [нем.] // Anthropos. — 1923. — Vol. 18/19, no. 4/6. — P. 1107—1108. — JSTOR 40444647.
  - Seton W. Review: [The Tomb of Tut-ankh-amen: Discovered by the Late Earl of Carnarvon and Howard Carter by Howard Carter, A. C. Mace] // The Scottish Historical Review[англ.]. — 1924. — Vol. 21, no. 82. — P. 158.
  - E. A. P. Review: [The Tomb of Tut-ank-amen by Howard Carter, A. C. Mace] // The Geographical Journal. — 1924. — Vol. 63, no. 5. — P. 447—448. — JSTOR 1781242.
  - Glanville S. R. K. Review: [The Tomb of Tut-Ankh-Amen, Discovered by the Earl of Carnarvon and Howard Carter. Vol. I by Howard Carter, A. C. Mace] // The Journal of Egyptian Archaeology. — 1925. — Vol. 11, no. 3/4. — P. 342—343. — JSTOR 3854161.
- The tomb of Tut-ankh-Amen / by Howard Carter and A. C. Mace. With ill. from photogr. by Harry Burton. — London : Cassell, 1927. — Vol. II: Burial chamber & mummy. — xxxiv, 367 p.
  - Reich N. Review: [The Tomb of Tut-ankh-amen by Howard Carter, A. C. Mace] // Journal of the American Oriental Society. — 1927. — Vol. 47. — P. 273. — JSTOR 593271.
  - Schebesta P. P. Review: [Tui-Ench-Amun by Carter Howard] :  [нем.] // Anthropos. — 1927. — Vol. 22, no. 5/6. — P. 1030—1031. — JSTOR 40445727.
  - Blok H. P. Review: [Tut-ench-Amun. Ein ägyptisches Königsgrab. Zweiter Band by Howard Carter, Earl of Carnarvon, Georg Steindorff, Douglas E. Derry, A. Lucas, P. E. Newberry, Alexander Scott, H. J. Plenderleith] :  [нем.] // Archiv für Orientforschung. — 1929. — Bd. 5. — S. 180—181. — JSTOR 41680168.
- The tomb of Tut-Ankh-Amen / by Howard Carter and A. C. Mace, with appendices by Douglas E. Derry. — London : Cassell, 1933. — Vol. III: Treasures. — xvi, 183 p.
  - Scharff A. Review: [Tut-ench-Amun. Ein ägyptisches Königsgrab. Dritter (Schluss-) Band. 240 by Earl of Carnarvon, Howard Carter, Harry Burton, Douglas E. Derry, A. Lucas] :  [нем.] // Archiv für Orientforschung. — 1936. — Bd. 10. — S. 87—90. — JSTOR 41634850.
  - Rahmann R. Review: [Tut-ench-Amun by Howard Carter] // Anthropos. — 1934. — Vol. 29, no. 3/4. — P. 568. — JSTOR 40446943.
- Картер, Говард. Гробница Тутанхамона : Акад. наук СССР. Ин-т востоковедения / Пер. с. англ. Ф. Л. Мендельсона, Д. Г. Редера; Вступ. статья И. С. Кацнельсона. — М. : Изд-во вост. лит., 1959. — 262 с.
- Carter H., Mace A. The discovery of Tutankhamun's tomb / Introduction to the Dover Edition by J. M. White. — New York : Dover Publications, Inc., 1977. — xlv, 231 p. — ISBN 0-486-23500-9.